# 1950
Portal Geschichte | Portal Biografien | Aktuelle Ereignisse | Jahreskalender | Tagesartikel

◄ |
19. Jahrhundert |
20. Jahrhundert
| 21. Jahrhundert

◄ |
1920er |
1930er |
1940er |
1950er
| 1960er | 1970er | 1980er | ►

◄◄ |
◄ |
1946 |
1947 |
1948 |
1949 |
1950
| 1951 | 1952 | 1953 | 1954 | ► | ►►
Staatsoberhäupter · Wahlen · Nekrolog   · Musikjahr · Filmjahr · Rundfunkjahr · Sportjahr
| Januar | Januar | Januar | Januar | Januar | Januar | Januar | Januar |
| Kw     | Mo     | Di     | Mi     | Do     | Fr     | Sa     | So     |
| ------ | ------ | ------ | ------ | ------ | ------ | ------ | ------ |
| 52     |        |        |        |        |        |        | 1      |
| 1      | 2      | 3      | 4      | 5      | 6      | 7      | 8      |
| 2      | 9      | 10     | 11     | 12     | 13     | 14     | 15     |
| 3      | 16     | 17     | 18     | 19     | 20     | 21     | 22     |
| 4      | 23     | 24     | 25     | 26     | 27     | 28     | 29     |
| 5      | 30     | 31     |        |        |        |        |        |

| Februar | Februar | Februar | Februar | Februar | Februar | Februar | Februar |
| Kw      | Mo      | Di      | Mi      | Do      | Fr      | Sa      | So      |
| ------- | ------- | ------- | ------- | ------- | ------- | ------- | ------- |
| 5       |         |         | 1       | 2       | 3       | 4       | 5       |
| 6       | 6       | 7       | 8       | 9       | 10      | 11      | 12      |
| 7       | 13      | 14      | 15      | 16      | 17      | 18      | 19      |
| 8       | 20      | 21      | 22      | 23      | 24      | 25      | 26      |
| 9       | 27      | 28      |         |         |         |         |         |

| März | März | März | März | März | März | März | März |
| Kw   | Mo   | Di   | Mi   | Do   | Fr   | Sa   | So   |
| ---- | ---- | ---- | ---- | ---- | ---- | ---- | ---- |
| 9    |      |      | 1    | 2    | 3    | 4    | 5    |
| 10   | 6    | 7    | 8    | 9    | 10   | 11   | 12   |
| 11   | 13   | 14   | 15   | 16   | 17   | 18   | 19   |
| 12   | 20   | 21   | 22   | 23   | 24   | 25   | 26   |
| 13   | 27   | 28   | 29   | 30   | 31   |      |      |

| April | April | April | April | April | April | April | April |
| Kw    | Mo    | Di    | Mi    | Do    | Fr    | Sa    | So    |
| ----- | ----- | ----- | ----- | ----- | ----- | ----- | ----- |
| 13    |       |       |       |       |       | 1     | 2     |
| 14    | 3     | 4     | 5     | 6     | 7     | 8     | 9     |
| 15    | 10    | 11    | 12    | 13    | 14    | 15    | 16    |
| 16    | 17    | 18    | 19    | 20    | 21    | 22    | 23    |
| 17    | 24    | 25    | 26    | 27    | 28    | 29    | 30    |

| Mai | Mai | Mai | Mai | Mai | Mai | Mai | Mai |
| Kw  | Mo  | Di  | Mi  | Do  | Fr  | Sa  | So  |
| --- | --- | --- | --- | --- | --- | --- | --- |
| 18  | 1   | 2   | 3   | 4   | 5   | 6   | 7   |
| 19  | 8   | 9   | 10  | 11  | 12  | 13  | 14  |
| 20  | 15  | 16  | 17  | 18  | 19  | 20  | 21  |
| 21  | 22  | 23  | 24  | 25  | 26  | 27  | 28  |
| 22  | 29  | 30  | 31  |     |     |     |     |

| Juni | Juni | Juni | Juni | Juni | Juni | Juni | Juni |
| Kw   | Mo   | Di   | Mi   | Do   | Fr   | Sa   | So   |
| ---- | ---- | ---- | ---- | ---- | ---- | ---- | ---- |
| 22   |      |      |      | 1    | 2    | 3    | 4    |
| 23   | 5    | 6    | 7    | 8    | 9    | 10   | 11   |
| 24   | 12   | 13   | 14   | 15   | 16   | 17   | 18   |
| 25   | 19   | 20   | 21   | 22   | 23   | 24   | 25   |
| 26   | 26   | 27   | 28   | 29   | 30   |      |      |

| Juli | Juli | Juli | Juli | Juli | Juli | Juli | Juli |
| Kw   | Mo   | Di   | Mi   | Do   | Fr   | Sa   | So   |
| ---- | ---- | ---- | ---- | ---- | ---- | ---- | ---- |
| 26   |      |      |      |      |      | 1    | 2    |
| 27   | 3    | 4    | 5    | 6    | 7    | 8    | 9    |
| 28   | 10   | 11   | 12   | 13   | 14   | 15   | 16   |
| 29   | 17   | 18   | 19   | 20   | 21   | 22   | 23   |
| 30   | 24   | 25   | 26   | 27   | 28   | 29   | 30   |
| 31   | 31   |      |      |      |      |      |      |

| August | August | August | August | August | August | August | August |
| Kw     | Mo     | Di     | Mi     | Do     | Fr     | Sa     | So     |
| ------ | ------ | ------ | ------ | ------ | ------ | ------ | ------ |
| 31     |        | 1      | 2      | 3      | 4      | 5      | 6      |
| 32     | 7      | 8      | 9      | 10     | 11     | 12     | 13     |
| 33     | 14     | 15     | 16     | 17     | 18     | 19     | 20     |
| 34     | 21     | 22     | 23     | 24     | 25     | 26     | 27     |
| 35     | 28     | 29     | 30     | 31     |        |        |        |

| September | September | September | September | September | September | September | September |
| Kw        | Mo        | Di        | Mi        | Do        | Fr        | Sa        | So        |
| --------- | --------- | --------- | --------- | --------- | --------- | --------- | --------- |
| 35        |           |           |           |           | 1         | 2         | 3         |
| 36        | 4         | 5         | 6         | 7         | 8         | 9         | 10        |
| 37        | 11        | 12        | 13        | 14        | 15        | 16        | 17        |
| 38        | 18        | 19        | 20        | 21        | 22        | 23        | 24        |
| 39        | 25        | 26        | 27        | 28        | 29        | 30        |           |

| Oktober | Oktober | Oktober | Oktober | Oktober | Oktober | Oktober | Oktober |
| Kw      | Mo      | Di      | Mi      | Do      | Fr      | Sa      | So      |
| ------- | ------- | ------- | ------- | ------- | ------- | ------- | ------- |
| 39      |         |         |         |         |         |         | 1       |
| 40      | 2       | 3       | 4       | 5       | 6       | 7       | 8       |
| 41      | 9       | 10      | 11      | 12      | 13      | 14      | 15      |
| 42      | 16      | 17      | 18      | 19      | 20      | 21      | 22      |
| 43      | 23      | 24      | 25      | 26      | 27      | 28      | 29      |
| 44      | 30      | 31      |         |         |         |         |         |

| November | November | November | November | November | November | November | November |
| Kw       | Mo       | Di       | Mi       | Do       | Fr       | Sa       | So       |
| -------- | -------- | -------- | -------- | -------- | -------- | -------- | -------- |
| 44       |          |          | 1        | 2        | 3        | 4        | 5        |
| 45       | 6        | 7        | 8        | 9        | 10       | 11       | 12       |
| 46       | 13       | 14       | 15       | 16       | 17       | 18       | 19       |
| 47       | 20       | 21       | 22       | 23       | 24       | 25       | 26       |
| 48       | 27       | 28       | 29       | 30       |          |          |          |

| Dezember | Dezember | Dezember | Dezember | Dezember | Dezember | Dezember | Dezember |
| Kw       | Mo       | Di       | Mi       | Do       | Fr       | Sa       | So       |
| -------- | -------- | -------- | -------- | -------- | -------- | -------- | -------- |
| 48       |          |          |          |          | 1        | 2        | 3        |
| 49       | 4        | 5        | 6        | 7        | 8        | 9        | 10       |
| 50       | 11       | 12       | 13       | 14       | 15       | 16       | 17       |
| 51       | 18       | 19       | 20       | 21       | 22       | 23       | 24       |
| 52       | 25       | 26       | 27       | 28       | 29       | 30       | 31       |

| Januar | Januar | Januar | Januar | Januar | Januar | Januar | Januar |
| Kw     | Mo     | Di     | Mi     | Do     | Fr     | Sa     | So     |
| ------ | ------ | ------ | ------ | ------ | ------ | ------ | ------ |
| 52     |        |        |        |        |        |        | 1      |
| 1      | 2      | 3      | 4      | 5      | 6      | 7      | 8      |
| 2      | 9      | 10     | 11     | 12     | 13     | 14     | 15     |
| 3      | 16     | 17     | 18     | 19     | 20     | 21     | 22     |
| 4      | 23     | 24     | 25     | 26     | 27     | 28     | 29     |
| 5      | 30     | 31     |        |        |        |        |        |

| Februar | Februar | Februar | Februar | Februar | Februar | Februar | Februar |
| Kw      | Mo      | Di      | Mi      | Do      | Fr      | Sa      | So      |
| ------- | ------- | ------- | ------- | ------- | ------- | ------- | ------- |
| 5       |         |         | 1       | 2       | 3       | 4       | 5       |
| 6       | 6       | 7       | 8       | 9       | 10      | 11      | 12      |
| 7       | 13      | 14      | 15      | 16      | 17      | 18      | 19      |
| 8       | 20      | 21      | 22      | 23      | 24      | 25      | 26      |
| 9       | 27      | 28      |         |         |         |         |         |

| März | März | März | März | März | März | März | März |
| Kw   | Mo   | Di   | Mi   | Do   | Fr   | Sa   | So   |
| ---- | ---- | ---- | ---- | ---- | ---- | ---- | ---- |
| 9    |      |      | 1    | 2    | 3    | 4    | 5    |
| 10   | 6    | 7    | 8    | 9    | 10   | 11   | 12   |
| 11   | 13   | 14   | 15   | 16   | 17   | 18   | 19   |
| 12   | 20   | 21   | 22   | 23   | 24   | 25   | 26   |
| 13   | 27   | 28   | 29   | 30   | 31   |      |      |

| April | April | April | April | April | April | April | April |
| Kw    | Mo    | Di    | Mi    | Do    | Fr    | Sa    | So    |
| ----- | ----- | ----- | ----- | ----- | ----- | ----- | ----- |
| 13    |       |       |       |       |       | 1     | 2     |
| 14    | 3     | 4     | 5     | 6     | 7     | 8     | 9     |
| 15    | 10    | 11    | 12    | 13    | 14    | 15    | 16    |
| 16    | 17    | 18    | 19    | 20    | 21    | 22    | 23    |
| 17    | 24    | 25    | 26    | 27    | 28    | 29    | 30    |

| Mai | Mai | Mai | Mai | Mai | Mai | Mai | Mai |
| Kw  | Mo  | Di  | Mi  | Do  | Fr  | Sa  | So  |
| --- | --- | --- | --- | --- | --- | --- | --- |
| 18  | 1   | 2   | 3   | 4   | 5   | 6   | 7   |
| 19  | 8   | 9   | 10  | 11  | 12  | 13  | 14  |
| 20  | 15  | 16  | 17  | 18  | 19  | 20  | 21  |
| 21  | 22  | 23  | 24  | 25  | 26  | 27  | 28  |
| 22  | 29  | 30  | 31  |     |     |     |     |

| Juni | Juni | Juni | Juni | Juni | Juni | Juni | Juni |
| Kw   | Mo   | Di   | Mi   | Do   | Fr   | Sa   | So   |
| ---- | ---- | ---- | ---- | ---- | ---- | ---- | ---- |
| 22   |      |      |      | 1    | 2    | 3    | 4    |
| 23   | 5    | 6    | 7    | 8    | 9    | 10   | 11   |
| 24   | 12   | 13   | 14   | 15   | 16   | 17   | 18   |
| 25   | 19   | 20   | 21   | 22   | 23   | 24   | 25   |
| 26   | 26   | 27   | 28   | 29   | 30   |      |      |

| Juli | Juli | Juli | Juli | Juli | Juli | Juli | Juli |
| Kw   | Mo   | Di   | Mi   | Do   | Fr   | Sa   | So   |
| ---- | ---- | ---- | ---- | ---- | ---- | ---- | ---- |
| 26   |      |      |      |      |      | 1    | 2    |
| 27   | 3    | 4    | 5    | 6    | 7    | 8    | 9    |
| 28   | 10   | 11   | 12   | 13   | 14   | 15   | 16   |
| 29   | 17   | 18   | 19   | 20   | 21   | 22   | 23   |
| 30   | 24   | 25   | 26   | 27   | 28   | 29   | 30   |
| 31   | 31   |      |      |      |      |      |      |

| August | August | August | August | August | August | August | August |
| Kw     | Mo     | Di     | Mi     | Do     | Fr     | Sa     | So     |
| ------ | ------ | ------ | ------ | ------ | ------ | ------ | ------ |
| 31     |        | 1      | 2      | 3      | 4      | 5      | 6      |
| 32     | 7      | 8      | 9      | 10     | 11     | 12     | 13     |
| 33     | 14     | 15     | 16     | 17     | 18     | 19     | 20     |
| 34     | 21     | 22     | 23     | 24     | 25     | 26     | 27     |
| 35     | 28     | 29     | 30     | 31     |        |        |        |

| September | September | September | September | September | September | September | September |
| Kw        | Mo        | Di        | Mi        | Do        | Fr        | Sa        | So        |
| --------- | --------- | --------- | --------- | --------- | --------- | --------- | --------- |
| 35        |           |           |           |           | 1         | 2         | 3         |
| 36        | 4         | 5         | 6         | 7         | 8         | 9         | 10        |
| 37        | 11        | 12        | 13        | 14        | 15        | 16        | 17        |
| 38        | 18        | 19        | 20        | 21        | 22        | 23        | 24        |
| 39        | 25        | 26        | 27        | 28        | 29        | 30        |           |

| Oktober | Oktober | Oktober | Oktober | Oktober | Oktober | Oktober | Oktober |
| Kw      | Mo      | Di      | Mi      | Do      | Fr      | Sa      | So      |
| ------- | ------- | ------- | ------- | ------- | ------- | ------- | ------- |
| 39      |         |         |         |         |         |         | 1       |
| 40      | 2       | 3       | 4       | 5       | 6       | 7       | 8       |
| 41      | 9       | 10      | 11      | 12      | 13      | 14      | 15      |
| 42      | 16      | 17      | 18      | 19      | 20      | 21      | 22      |
| 43      | 23      | 24      | 25      | 26      | 27      | 28      | 29      |
| 44      | 30      | 31      |         |         |         |         |         |

| November | November | November | November | November | November | November | November |
| Kw       | Mo       | Di       | Mi       | Do       | Fr       | Sa       | So       |
| -------- | -------- | -------- | -------- | -------- | -------- | -------- | -------- |
| 44       |          |          | 1        | 2        | 3        | 4        | 5        |
| 45       | 6        | 7        | 8        | 9        | 10       | 11       | 12       |
| 46       | 13       | 14       | 15       | 16       | 17       | 18       | 19       |
| 47       | 20       | 21       | 22       | 23       | 24       | 25       | 26       |
| 48       | 27       | 28       | 29       | 30       |          |          |          |

| Dezember | Dezember | Dezember | Dezember | Dezember | Dezember | Dezember | Dezember |
| Kw       | Mo       | Di       | Mi       | Do       | Fr       | Sa       | So       |
| -------- | -------- | -------- | -------- | -------- | -------- | -------- | -------- |
| 48       |          |          |          |          | 1        | 2        | 3        |
| 49       | 4        | 5        | 6        | 7        | 8        | 9        | 10       |
| 50       | 11       | 12       | 13       | 14       | 15       | 16       | 17       |
| 51       | 18       | 19       | 20       | 21       | 22       | 23       | 24       |
| 52       | 25       | 26       | 27       | 28       | 29       | 30       | 31       |

Im Jahr 1950 geht die institutionelle Verfestigung der Teilung der Welt in zwei Lager weiter, der Kalte Krieg nimmt an Intensität zu. Im Koreakrieg stehen sich die beiden Lager das erste Mal militärisch gegenüber. Auch die Innenpolitik der USA wird davon bestimmt, in der sogenannten McCarthy-Ära.

## Überblick

### Deutschland/Bundesrepublik/DDR
Die Teilung der Welt in zwei Lager gilt auch für die jungen beiden deutschen Staaten, die im Vorjahr gegründet worden waren. In der Bundesrepublik läuft die Verwendung von Lebensmittelmarken aus; die CDU gibt sich eine bundesweite Organisation unter Führung von Konrad Adenauer; der Bundesgerichtshof nimmt in Karlsruhe seine Tätigkeit auf; die ersten diplomatischen Vertreter der Bundesrepublik im Ausland werden akkreditiert. Unterdessen wird Walter Ulbricht zum Generalsekretär der SED bestimmt und die Nationale Front bei der Wahl zur Volkskammer der DDR mit 98,5 % bestätigt; im Görlitzer Abkommen mit Polen wird die Oder-Neiße-Grenze als endgültige „Friedensgrenze“ anerkannt, ein Schritt, der im Westen scharf kritisiert wird.
Einen ersten Schritt zur Gleichberechtigung der Bundesrepublik stellt der Schuman-Plan des französischen Außenministers dar, der eine gemeinsame deutsch-französische Verwaltung der Kohle- und Stahlindustrie vorsieht und der von Adenauer sofort begrüßt wird. Differenzen bleiben zwischen Frankreich und Deutschland allerdings in der Saarfrage bestehen: Die Einbeziehung des Saarlandes in den französischen Wirtschaftsraum stößt in allen politischen Lagern der Bundesrepublik auf Ablehnung, zumal das Saarland und die Bundesrepublik getrennte Einladungen zum Europarat erhalten.

### Europa
Während in Frankreich die bürgerlichen Parteien die Politik bestimmen – auf die Regierung von Georges Bidault folgt im Juli das kurzlebige Kabinett Henri Queuille, gefolgt von René Pleven – wird in Großbritannien, wenn auch knapp, die Labour-Regierung von Clement Attlee im Amt bestätigt, gegen die Winston Churchill angetreten war. In Belgien kommt es unterdessen zu Demonstrationen und Unruhen anlässlich der Rückkehr von König Leopold III. aus dem Exil; eine Volksabstimmung hatte zwar eine knappe Mehrheit für seine Rückkehr gebracht, der Druck auf ihn, dem mangelnder Widerstandswille gegen die deutschen Besatzer im Zweiten Weltkrieg vorgeworfen wurde, gibt er aber schließlich nach, indem er zurücktritt und seinem Sohn Baudouin I. den Thron überlässt. Einen neuen Monarchen bekommt auch Schweden, wo Gustav VI. Adolf dem verstorbenen Vater Gustav V. nachfolgt.

### Koreakrieg
Die zweite Jahreshälfte steht ganz im Schatten des Koreakrieges. Nordkoreanische Truppen überschreiten den 38. Breitengrad und drängen die Truppen Südkoreas innerhalb weniger Wochen auf einen kleinen Brückenkopf um Busan zurück. Zwar wird im UNO-Sicherheitsrat (der zu diesem Zeitpunkt vom sowjetischen Vertreter Malik boykottiert wird) der Überfall scharf verurteilt und rasch eine Interventionstruppe beschlossen. Die USA als Ordnungsmacht im Fernen Osten waren aber bereits dazu übergegangen, ihre militärische Präsenz in Südkorea und Japan drastisch zu reduzieren und ist nun gezwungen, erhebliche Mittel für die Bereitstellung von neuen Truppen und modernem Kriegsmaterial bereitzustellen. So zeigen sich die US-amerikanischen Strahljäger den MiG-15 aus sowjetischer Produktion meist unterlegen und Nordkorea weiß sich zudem der Unterstützung der Volksrepublik Chinas sicher, das zum selben Zeitpunkt Tibet annektiert.
Dem amerikanischen Oberbefehlshaber über die UN-Truppen, Douglas MacArthur gelingt aber mit der gewagten Landung bei Incheon im Rücken der vorstoßenden nordkoreanischen Armee ein Überraschungserfolg, der die kommunistischen Truppen zum Rückzug zwingt. Als bereits einige UN-Einheiten im Oktober die koreanische Nordgrenze am Yalu erreichen, greift jedoch China in das Geschehen ein und drängt die Interventionsarmee wieder nach Süden zurück. Am Ende des Jahres stabilisiert sich die Front zum Stellungskampf unweit der Ausgangspositionen am 38. Breitengrad.

### Antikommunistische Stimmung
Der Koreakrieg schürt in Amerika und Westeuropa die Angst vor einem Angriff des Ostblocks und wirft die Frage nach einem westdeutschen Verteidigungsbeitrag auf. In den USA wird die Innenpolitik von der Sorge der Unterwanderung durch Kommunisten und ihre Sympathisanten bestimmt, denen man durch teilweise inquisitorisch anmutende Befragungen Verdächtiger vor dem Komitee für unamerikanische Umtriebe zu begegnen hofft; besonders Senator Joseph McCarthy, der der gesamten Ära seinen Namen gibt, tut sich dabei hervor. Zur antikommunistischen Atmosphäre tragen auch Spionage-Prozesse wie die gegen Klaus Fuchs und Alger Hiss bei.
Die sogenannten Hollywood Ten, 10 Regisseure und Drehbuchschreiber aus einer „schwarze Liste“ von etwa 100 Persönlichkeiten Hollywoods, müssen 1950 6- bis 12-monatige Haftstrafen antreten, nachdem sie unter der Berufung auf den ersten Zusatzartikel der US-Verfassung (Meinungsfreiheit) vor dem Komitee für unamerikanische Umtriebe die Aussage verweigerten und wegen Missachtung des Kongresses verurteilt wurden.

## Ereignisse

### Politik und Weltgeschehen

#### BRD
- 21. Januar: Gründung der Deutschen Reichspartei (DRP) durch Fusion des niedersächsischen Landesverbandes der DKP-DRP mit der NDP.
- 1. März: Die britische Besatzungsmacht ordnet die Demontage der Salzgitter-Werke an.
- 3. März: Saarkonventionen zwischen dem französischen Außenminister Robert Schuman und dem Ministerpräsidenten des Saarlandes, Johannes Hoffmann. Das Abkommen sieht eine engere Anlehnung des Saarlands an Frankreich vor, das die außenpolitische Vertretung übernimmt und die Kohlegruben kontrolliert; auch die Preise und Löhne werden dem französischen Standard angeglichen.
- 11. Mai: Die CDU formiert sich in Königswinter auf Bundesebene und wählt Kanzler Konrad Adenauer zu ihrem Bundesvorsitzenden.
- 15. Juni: Der Bundestag beschließt mit 220:152 Stimmen den Beitritt der Bundesrepublik zum Europarat.
- 18. Juni: Bei den Landtagswahlen in Nordrhein-Westfalen wird die Regierung von Ministerpräsident Karl Arnold (CDU) bestätigt.
- 4. Juli: Sendebeginn von Radio Free Europe in München.
- 8. Juli: Hans Globke wird Personalchef im Kanzleramt und engster Vertrauter Adenauers. Er gerät wegen seiner Rolle als Kommentator der Nürnberger Rassegesetze von 1935 in die Kritik.
- 9. Juli: Die SPD erleidet bei den Landtagswahlen in Schleswig-Holstein massive Verluste, die vor allem zu Gunsten des BHE gehen, der mit 23,7 % zweitstärkste Partei hinter der SPD wird. Neuer Ministerpräsident wird Walter Bartram (CDU) an der Spitze einer Koalition aus CDU, BHE, DP und FDP.
- 19. Juli: Der Zentralrat der Juden in Deutschland wird gegründet.
- 5. August: Die Charta der deutschen Heimatvertriebenen, mit der zum Verzicht auf Rache und Vergeltung aufgerufen wird, wird anlässlich des Tages der Heimat von den deutschen Landsmannschaften verabschiedet und auf einer von 50.000 Menschen besuchten Kundgebung verkündet.
- 11. August: Die Beratende Versammlung des Europarates verabschiedet eine Resolution, in der angesichts des Koreakrieges die Bildung einer europäischen Armee gefordert wird. Dabei soll auch die Bundesrepublik mit einbezogen werden. Bundeskanzler Konrad Adenauer begrüßt die Initiative und beginnt entsprechende Verhandlungen mit den westlichen Alliierten, doch weist der Hohe Kommissar John Jay McCloy am 24. August zunächst auf das Besatzungsstatut hin, das eine Wiederbewaffnung Deutschland ausschließt. In Deutschland wird Adenauers Vorstoß nicht nur von der SPD, sondern auch von Innenminister Gustav Heinemann kritisiert.

THW-Logo

- 22. August/16. September: Der Ingenieur und Offizier Otto Lummitzsch wird von Innenminister Gustav Heinemann beauftragt, einen „Zivilen Ordnungsdienst“ aufzubauen, der die Aufgaben der 1945 von den Alliierten aufgelösten Technischen Nothilfe übernehmen soll.
- 25. August: Friedrich Flick wird begnadigt.
- 1. September: In West-Berlin stellen die Britischen Streitkräfte den Watchmen´s Service der German Service Organisation Berlin auf, aus dem 1982 die 248 German Security Unit hervorgeht.
- 13. September: Die erste Volkszählung in der Bundesrepublik Deutschland wird durchgeführt.
- 19. September: Die Bundesrepublik beschließt die Entlassung von Mitgliedern als verfassungsfeindlich eingestufter Organisationen aus dem öffentlichen Dienst („Adenauer-Erlass“). Betroffen sind die KPD, die FDJ, die VVN und die SRP.
- 19. September: Auf der Außenministerkonferenz der drei Westmächte in New York wird die Bundesregierung in Bonn als einzige „freie und gesetzlich konstituierte“ Regierung Deutschlands anerkannt.
- 8. Oktober: In Karlsruhe beginnt die Tätigkeit des Bundesgerichtshofs.
- 9. Oktober: Rücktritt des deutschen Innenministers Gustav Heinemann wegen des Bestrebens des Kanzlers Konrad Adenauer nach Wiederbewaffnung.
- 18. Oktober: Erich Köhler (CDU), erster deutscher Bundestagspräsident, tritt zurück. Sein Nachfolger wird Hermann Ehlers, der ebenfalls der CDU angehört.
- 24. Oktober: Im Rathaus Schöneberg, das seit der Teilung Berlins als Sitz der West-Berliner Stadtregierung dient, wird die von den USA gestiftete Freiheitsglocke eingeweiht.
- 18. November: Bei den Landtagswahlen in Württemberg und Hessen wird die SPD jeweils stärkste Partei, die CDU muss starke Verluste hinnehmen. Auch bei den Wahlen in Bayern eine Woche darauf verliert die Union stark, kann hier aber knapp ihre Führungsposition behaupten.
- 1. Dezember: In West-Berlin nimmt der durch die Britischen Streitkräfte am 1. September 1950 aufgestellte Wachtmen’s Service der German Service Organisation seinen Dienstbetrieb auf.
- 9. Dezember: Bei den Abgeordnetenhauswahlen in West-Berlin wird die SPD klar stärkste Partei.
- 14. Dezember: Georg-August Zinn (SPD) wird Ministerpräsident von Hessen; er hat das Amt bis 1969 inne.
- 18. Dezember: Der CSU-Vorsitzende Hans Ehard wird als Ministerpräsident von Bayern wiedergewählt; er steht einer CSU-SPD-Regierung vor.

#### DDR

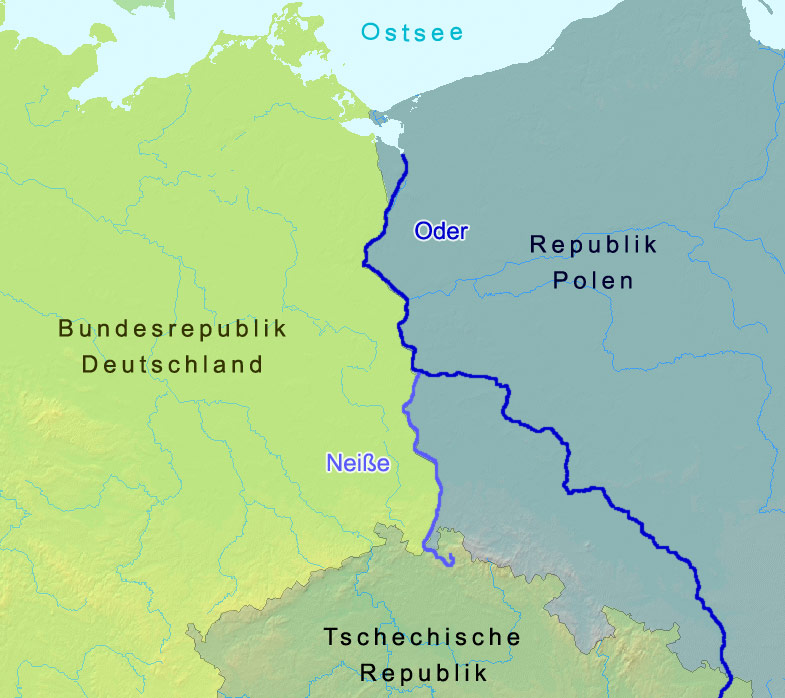
Oder-Neiße-Grenze

- 8. Februar: Das Ministerium für Staatssicherheit (MfS) wird gegründet. Zum Minister für Staatssicherheit wird zunächst Wilhelm Zaisser benannt, Erich Mielke wird sein Stellvertreter.
- 13. März: In der Haftanstalt Bautzen I tritt die Mehrheit der Häftlinge in den Hungerstreik, der in einen Häftlingsaufstand mündet.
- 27. Mai: Beim Pfingsttreffen der FDJ in Ost-Berlin kommen 462.000 Teilnehmer zusammen. Ein geplanter Zug durch den Westteil der Stadt wurde nach Protesten der West-Berliner abgesagt.
- 6. Juli: Im Görlitzer Abkommen zwischen der DDR und der Volksrepublik Polen wird die Oder-Neiße-Linie als neue polnische Westgrenze festgelegt.
- 25. Juli: In der DDR wird Walter Ulbricht auf der konstituierenden Sitzung des neuen Zentralkomitees der SED Generalsekretär.
- 31. August: Die Zeugen Jehovas werden in der DDR verboten, worauf es zu Hunderten von Verhaftungen und Schauprozessen kommt.
- 1. September: Wegen ihrer Kontakte zu Noel Field werden die SED-Funktionäre Paul Merker, Leo Bauer (Chefredakteur des Deutschlandsenders) und Bruno Geldhammer (Chefredakteur des Berliner Rundfunks) aus der Partei ausgeschlossen.
- 7. September: Im Stadtzentrum Berlins wird auf Anordnung von Walter Ulbricht mit der Sprengung des Berliner Schlosses begonnen.
- 1. Oktober: Ab diesem Tag erhalten Eltern in der DDR für die Geburt eines Kindes ein Begrüßungsgeld.
- 15. Oktober: Bei den Wahlen zur DDR-Volkskammer erhält die Einheitsliste der Nationalen Front 99,7 % der Stimmen. Im Westen Deutschlands kommt es zu Protestdemonstrationen gegen die gelenkte Wahl.
- 1. Dezember: Otto Grotewohl, Ministerpräsident der DDR, schlägt Konrad Adenauer die Bildung eines Gesamtdeutschen Rates vor.

#### Europäische Einigung
- 9. Mai: Der französische Außenminister Robert Schuman präsentiert den nach ihm benannten Schuman-Plan; danach soll die französische und die deutsche Produktion von Kohle und Stahl einer gemeinsamen Oberbehörde unterstellt werden, die als Kernelement für die europäische Einigung dienen soll. Der Plan wird 1951 in Form der EGKS (Montanunion) umgesetzt.
- 11. Mai: Beginn der Außenministerkonferenz der Westmächte in London. Auf ihr wird der Schuman-Plan begrüßt und die Sowjetunion zur Rückführung aller deutschen Kriegsgefangenen aufgefordert.
- 19. September: In Paris wird das Abkommen zur Schaffung der Europäischen Zahlungsunion unterzeichnet.
- 4. November: Die Europäische Konvention zum Schutz der Menschenrechte und Grundfreiheiten (EMRK) wird unterzeichnet.

#### Skandinavien
- 15. Februar: Juho Kusti Paasikivi wird als Staatspräsident Finnlands wiedergewählt.
- 17. März: Der Sozialdemokrat Karl-August Fagerholm tritt als Ministerpräsident Finnlands zurück und wird vom Zentristen Urho Kekkonen abgelöst.
- 6. April: Der Weltfriedensrat fordert in Stockholm die Ächtung der Atombombe.
- 5. September: Bei der Folketingswahl in Dänemark erhalten die Sozialdemokraten die meisten Mandate. Am 14. Oktober wird auch auf den Färöern gewählt. Am 30. Oktober wird Erik Eriksen von der liberalen Venstre Ministerpräsident Dänemarks und bildet eine Minderheitsregierung mit den Konservativen.
- 29. Oktober: Gustav VI. Adolf wird nach dem Tod seines Vaters Gustav V. neuer König von Schweden.

#### Weitere Ereignisse in Europa
- 1. Januar: Max Petitpierre wird Bundespräsident der Schweiz.
- 6. Januar: Die britische Regierung erkennt die Volksrepublik China diplomatisch an.
- 23. Februar: Die Labour Party gewinnt die Unterhauswahlen in Großbritannien; Clement Attlee wird als Premierminister bestätigt.

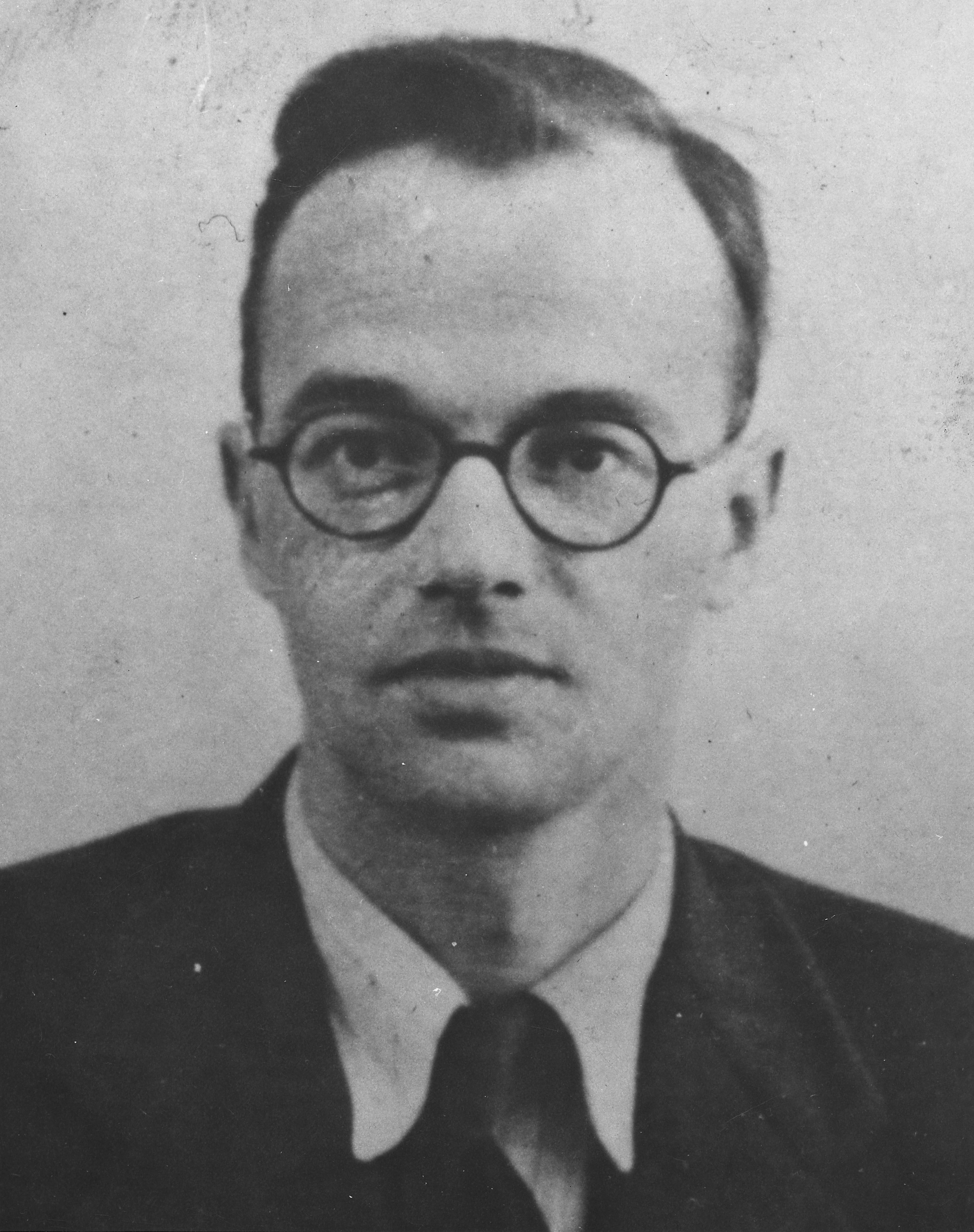
Klaus Fuchs

- 1. März: In London wird Klaus Fuchs, vormals am Manhattan-Projekt beteiligt, wegen Geheimnisverrat an die Sowjetunion verurteilt.
- 20. März: Die polnische Regierung beschließt die entschädigungslose Enteignung des Kirchenbesitzes (375.000 ha).
- 27. April: Großbritannien erkennt den Staat Israel diplomatisch an.
- 8. Juni: In einem Schauprozess in der Tschechoslowakei werden 13 Personen wegen „antisowjetischer Konspiration“, „Hochverrats“, „Spionage“ und „umstürzlerischen Verhaltens“ zum Tode verurteilt. Chefanklägerin ist Ludmila Brožová-Polednová. Trotz hochrangiger internationaler Proteste werden vier Verurteilte, unter ihnen Milada Horáková und Záviš Kalandra, am 27. Juni im Prager Gefängnis Pankrác hingerichtet.
- 24. Juni: In Frankreich tritt Georges Bidault als Regierungschef zurück; Amtsnachfolger wird zunächst Henri Queuille, der aber bereits am 12. Juli von René Pleven abgelöst wird.
- 1. August: Nach seiner Rückkehr aus dem Exil wird der belgische König Leopold III. vielerorts von feindseligen Demonstranten empfangen, die ihm sein Verhalten während des Zweiten Weltkrieges vorwerfen. Leopold gibt dem Druck nach und tritt zu Gunsten seines Sohnes Baudouin zurück.
- August: Stafford LeRoy Irwin wird Nachfolger von Geoffrey Keyes als Oberbefehlshaber der United States Forces in Austria im besetzten Österreich; Walter J. Donnelly wird im selben Jahr Hochkommissar der USA im besetzten Österreich.
- September/Oktober: Die Oktoberstreiks in Österreich enden mit dem Ausschluss der kommunistischen Gewerkschafter aus dem Österreichischen Gewerkschaftsbund (ÖGB), darunter auch Vizepräsident Gottlieb Fiala.
- 4. November: Die Vereinten Nationen beenden die diplomatische Isolierung des Franco-Regimes in Spanien.
- 19. Dezember: Die NATO gibt die Bildung eines Oberkommandos für Europa bekannt, das von Dwight D. Eisenhower übernommen wird.

#### Nordamerika
- 21. Januar: Der Anwalt Alger Hiss wird in den USA wegen Meineids zu fünf Jahren Haft verurteilt. Der Fall spaltet die amerikanische Öffentlichkeit.
- 31. Januar: US-Präsident Harry S. Truman ordnet den Bau der Wasserstoffbombe an.
- 9. Februar: Senator Joseph McCarthy erklärt, dass das US-Außenministerium von 205 Kommunisten unterwandert sei.
- 5. März: In den USA wird ein zweimonatiger Streik der Bergarbeiter beendet.
- 2. Mai: Die Vereinigten Stabschefs der USA empfehlen ihrer Regierung in einer Stellungnahme in der Wiederbewaffnungsdiskussion, die Politik der Abrüstung und Entmilitarisierung in Westdeutschland zu beenden. US-Präsident Harry S. Truman verhält sich dazu in der Folge abwartend.
- 1. November: Ein puerto-ricanischer Nationalist versucht ein erfolgloses Attentat gegen US-Präsident Truman.
- 16. Dezember: Wegen des Koreakriegs ruft Präsident Truman für die USA den nationalen Notstand aus.

#### Südamerika
- 3. Oktober: Getúlio Dornelles Vargas wird zum Staatspräsidenten von Brasilien gewählt; er hat das Land bereits während des Zweiten Weltkriegs regiert.

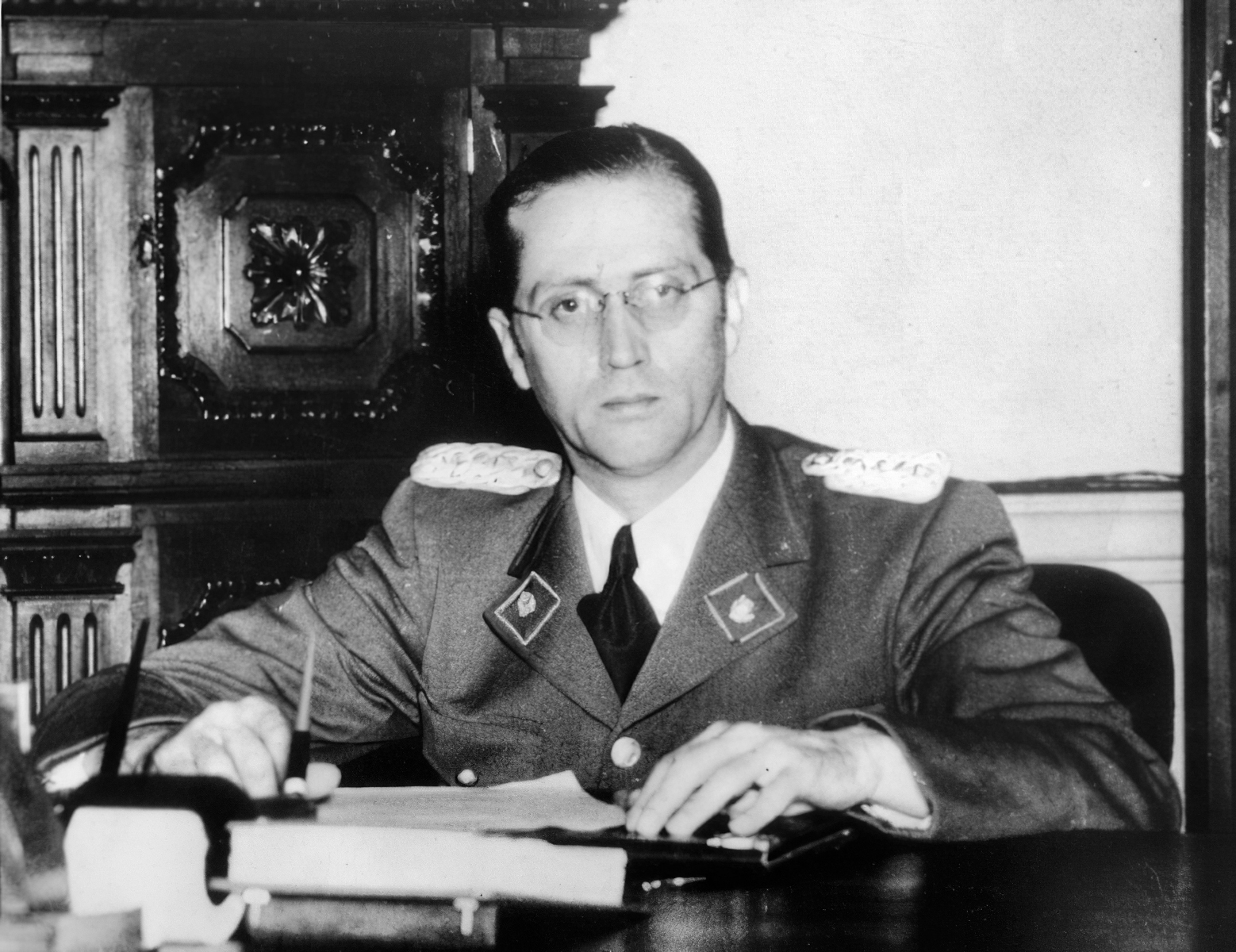
Carlos Delgado Chalbaud

- 13. November: Der venezolanische Präsident Carlos Delgado Chalbaud, der zugleich der regierenden Militärjunta angehört, wird entführt und ermordet.

#### Naher Osten
- 4. Januar: Israel erklärt Jerusalem zur Hauptstadt von Israel.
- 24. Mai: Das haschemitische Königreich Jordanien wird ausgerufen. Transjordanien gliedert sich dabei das Westjordanland an.
- 5. Juli: Israel: Die Knesset verabschiedet als erstes israelisches Gesetz das Rückkehrgesetz, das allen Juden in der Welt das Recht gibt, nach Israel einzuwandern.

#### Indochinakrieg
- Januar: Die Volksrepublik China und die Sowjetunion erkennen die von den Việt Minh unter Hồ Chí Minh gegründete Demokratische Republik Vietnam diplomatisch an. Der Indochinakrieg wendet sich vom Kolonialkrieg zum Stellvertreterkrieg im Kalten Krieg.
- 30. September bis 7. Oktober: In der Schlacht an der Route Coloniale 4 erleiden französische Kolonialtruppen schwere Verluste gegen Einheiten der Việt Minh.
- 4. Oktober: Frankreich verliert die Festung Cao Bằng an die Aufständischen.
- 21. Oktober: Die Truppen der Vietnamesischen Volksarmee unter Võ Nguyên Giáp erobern die Festung Lang Son von den französischen Kolonialtruppen. Frankreich gerät im Indochinakrieg zunehmend in die Defensive.

#### Weitere Ereignisse in Südostasien
- 11. Januar: Die marxistische Guerilla-Bewegung Hukbalahap unternimmt in der philippinischen Provinz Bataan eine Reihe von Angriffen.
- 5. Mai: Bhumibol Adulyadej wird als Rama IX zum König von Thailand gekrönt.
- 5. Oktober: Die indonesische Regierung unterdrückt Unruhen auf den Molukken.

#### Korea

Kriegsverlauf

- 25. Juni: Mit der Überschreitung der Demarkationslinie am 38. Breitengrad durch Truppen der Volksarmee Nordkoreas beginnt der Koreakrieg. Der UNO-Sicherheitsrat verurteilt noch am selben Tag in Resolution 82 den „Bruch des Friedens“ durch Nordkorea. Die Abstimmung erfolgt in Abwesenheit des sowjetischen Vertreters Jakow Malik, da die UdSSR von Januar bis August ihren Vertreter im Rat aus Protest gegen die Nichtberücksichtigung der Volksrepublik China abgezogen hat.
- 26. Juni: Die Nordkoreaner rücken rasch vor und erobern die südkoreanischen Städte Chuncheon, Pocheon und Dongducheon. Die 7. US-Flotte wird von den Philippinen nach Südkorea beordert. Die südkoreanische Luftwaffe erhält von den USA zehn Jagdflugzeuge vom Typ P-51. Trotz Unterstützung durch Luftangriffe der USA müssen sich die Südkoreaner weiter zurückziehen.

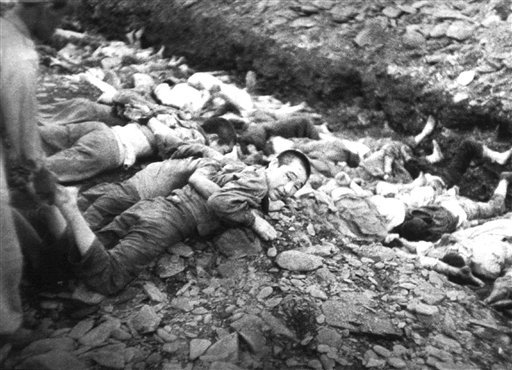
Massenexekution von angeblichen Kommunisten in Daejeon, Juli 1950

- 28. Juni: Nordkoreanische Truppen nehmen Seoul ein. Die Regierung flieht nach Daejeon. In der Folge kommt es in der Region zum Bodo-League-Massaker, bei dem 100.000 bis 200.000 Menschen wegen angeblicher kommunistischer Sympathien hingerichtet werden. Es ist das schlimmste in einer Reihe von Kriegsverbrechen, die im Zuge des Krieges von beiden Seiten begangen werden.
- 1. Juli: Die strategisch wichtige Stadt Suwon fällt an Nordkorea. Die USA beginnen mit der Verlegung der 24. US-Infanteriedivision von Fukuoka nach Busan. Es sind die ersten amerikanische Einheiten, die an den Kampfhandlungen des Koreakriegs direkt beteiligt sind, und erleiden in den folgenden Wochen hohe Verluste.
- Am 5. Juli gelingt Nordkorea in der Schlacht von Osan südlich von Seoul der Durchbruch zur Südküste Koreas.
- 6. Juli: Amerikanische Bomber greifen die Ölraffinerie Wŏnsan und die chemische Industrie in Hŭngnam in Nordkorea an.

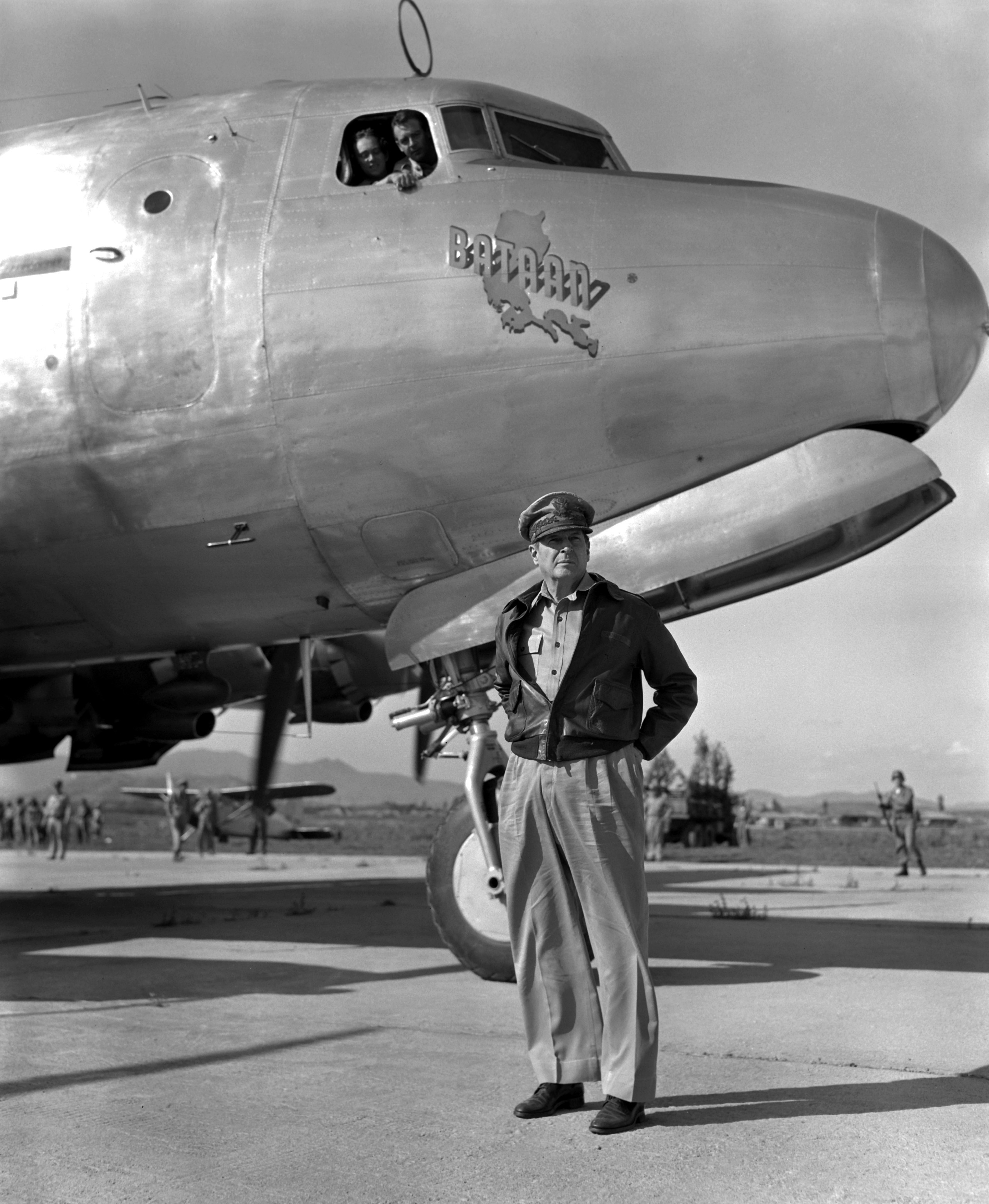
General MacArthur 1950 in Korea

- 7. Juli: Mit Resolution 84 autorisiert der Sicherheitsrat die Aufstellung einer mehr als eine halbe Million Soldaten umfassenden UN-Truppe unter Führung der USA. Das Oberkommando erhält der US-General Douglas MacArthur.
- 11. Juli: Die USA gewähren Südkorea 1,2 Mrd. Dollar Militärhilfe.

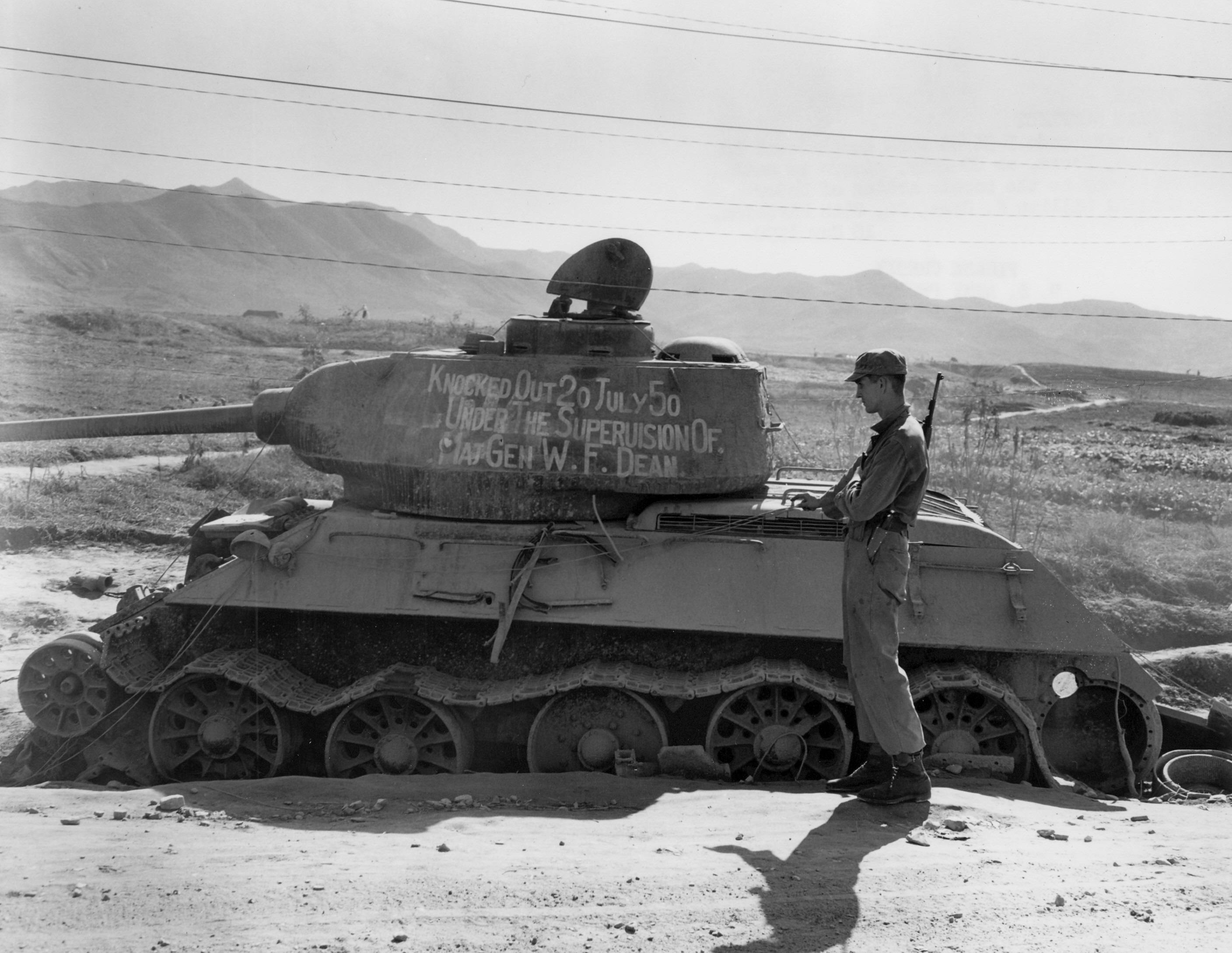
Abgeschossener T-34 mit der Aufschrift: „Knocked out 20 July 1950 with the supervision of Maj. Gen. W.F. Dean“

- 16. bis 20. Juli: In der Schlacht um Daejeon gerät Major General William F. Dean, Kommandeur der 24th Infantry Division, in nordkoreanische Gefangenschaft. Die Nordkoreaner gewinnen die Schlacht, doch die Amerikaner können sie unter schweren Verlusten lange genug aufhalten, um die Abwehrstellungen des Busan-Perimeters fertigzustellen.
- 18. Juli: Südkorea räumt die Stadt Daegu vor den anrückenden Nordkoreanern.
- 26. Juli: Beim Massaker von Nogeun-ri sterben hunderte koreanische Flüchtlinge durch den gezielten Beschuss durch US-amerikanische Truppen in der Nähe des Dorfes Nogeun-ri.
- 31. Juli: In der Resolution 85 autorisiert der UNO-Sicherheitsrat das militärische Eingreifen der UNO-Truppe im Koreakrieg. Jugoslawien enthält sich als einziges anwesendes Mitglied der Stimme. 16 Mitgliedsländer der UN erklären sich bereit, Truppen oder Sanitätspersonal zu entsenden, etwa 90 % der später nach Südkorea kommandierten Soldaten kommen aus den USA.

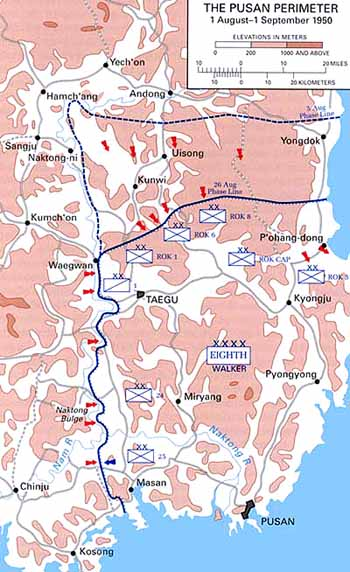
Karte – Busan-Perimeter, August 1950

- 4. August bis 15. September: Am Ende der Schlacht um den Busan-Perimeter müssen die Nordkoreaner ihren Angriff abbrechen und scheitern an der Einnahme der gesamten koreanischen Halbinsel.

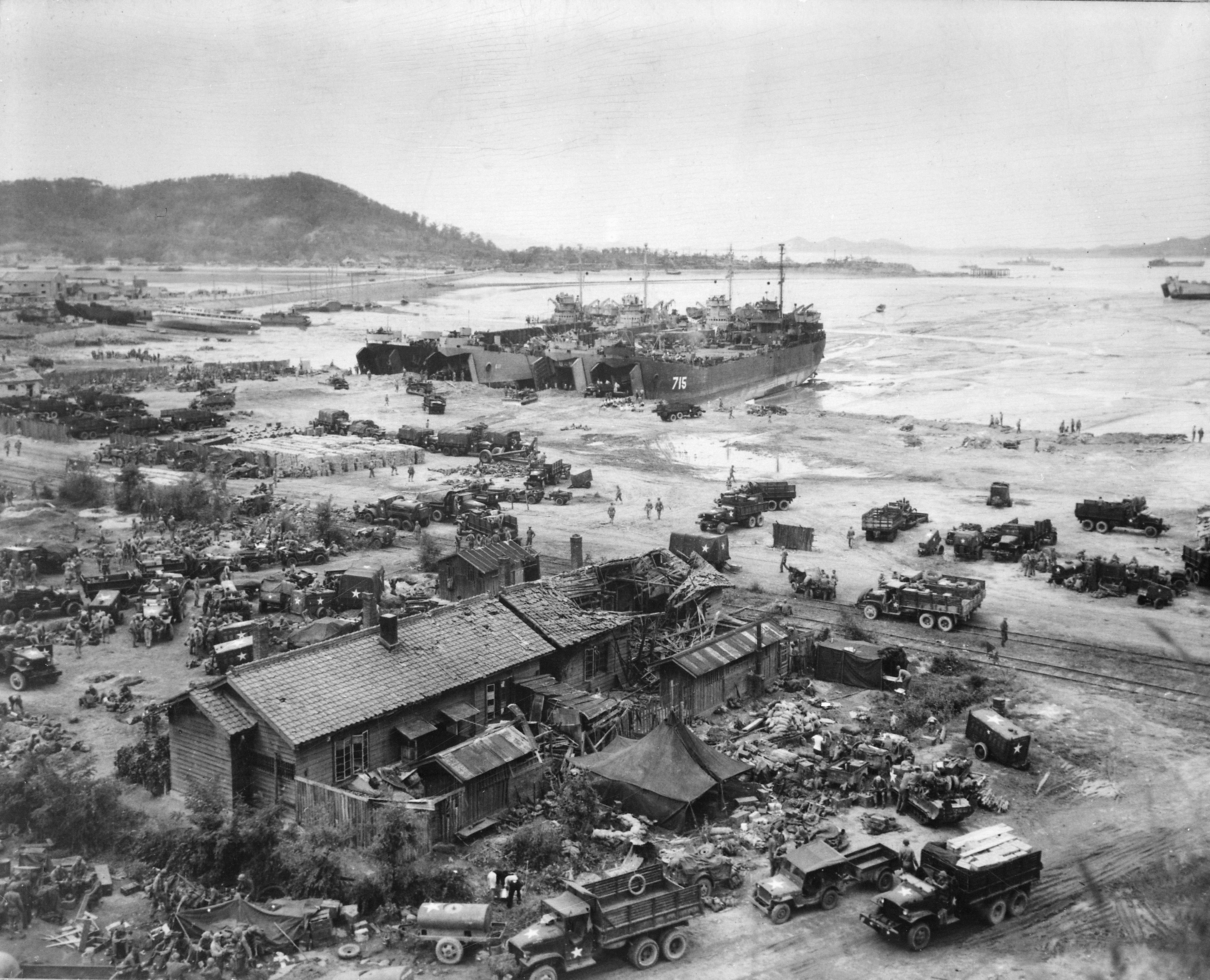
Landung bei Incheon

- 15. September: Mit der Landung bei Incheon beginnt die Gegenoffensive der alliierten Truppen im Koreakrieg. Nach der Eroberung von Incheon im Rücken der nordkoreanischen Truppen marschieren die Alliierten auf Seoul, das bis zum 25. September zurückerobert wird. Es folgt der Zusammenbruch der nordkoreanischen Armee, die sich im Angriff auf den Busan-Perimeter verausgabt hat und von Nachschub abgeschnitten ist. Zahlreiche Soldaten verlegen sich in der Folge auf einen blutigen Partisanenkrieg.
- 26. September: Die USA erklären die zwei Tage zuvor geschehene Bombardierung der Stadt Dandong (Mandschurei) zum Irrtum und erklären sich zu Schadensersatz gegenüber der Volksrepublik China bereit.
- 30. September: Südkoreanische Truppen überschreiten den 38. Breitengrad. Auf Drängen MacArthurs stimmt US-Präsident Harry S. Truman am 7. Oktober zu, die Offensive mit der 8. US-Armee fortzuführen und die Demarkationslinie ebenfalls zu überschreiten, ohne dass dies durch das UN-Mandat gedeckt ist.
- 19. Oktober: Im Koreakrieg nehmen die UN-Verbände die Stadt Pjöngjang ein. Am selben Tag beginnt mit der Überschreitung des Grenzflusses Yalu durch eine von Mao Zedong aus Kräften der Volksbefreiungsarmee bestückte sogenannte „Volksfreiwilligenarmee“ die informelle Teilnahme der Volksrepublik China am Koreakrieg. Im Oktober marschiert China außerdem in Tibet ein und beendet dessen Autonomie.
- 25. Oktober: Die in Nordkorea eingerückte chinesische „Freiwilligenarmee“ liefert sich das erste siegreiche Gefecht mit einer südkoreanischen Infanterieeinheit. Bis zum 4. November werden auch Teile der 8. US-Armee vernichtet.
- 8. November: Über dem nordkoreanischen Luftraum kommt es zwischen einer amerikanischen Lockheed P-80 und einer nordkoreanischen MiG-15 zum ersten Luftkampf zwischen zwei Düsenjagdflugzeugen in der Geschichte.
- 26. November bis 13. Dezember: In der Schlacht um den Changjin-Stausee gelingt es den kommunistischen Verbänden unter schweren Verlusten, die UN-Truppen zurückzuwerfen; diese ziehen sich auf den Brückenkopf von Hŭngnam zurück, von wo sie bis Ende Dezember nach Südkorea evakuiert werden.
- 5. Dezember: Die Amerikaner müssen die Stadt Pjöngjang vor den heranrückenden Nordkoreanern und Chinesen räumen. Am nächsten Tag ruft Präsident Truman zum ersten Mal in der Geschichte der Vereinigten Staaten den nationalen Notstand aus.
- 23. Dezember: Die US-Army zieht sich hinter den 38. Breitengrad zurück.

#### Indien
- 26. Januar: Tag der Republik: Mit Inkrafttreten der neuen Verfassung (verabschiedet am 26. November 1949) wird Indien offiziell zur Republik. Damit endet drei Jahre nach Erreichen der Unabhängigkeit auch die formale Herrschaft des britischen Monarchen als Kaiser von Indien. Erster Präsident der Republik wird zunächst interimistisch Rajendra Prasad.

Historische Flagge Sikkims

- 5. Dezember: Die neu gegründete Republik Indien und das Königreich Sikkim schließen einen Vertrag, womit Sikkim indisches Protektorat wird.

#### Zentralasien und Russland
- 14. Februar: Die Sowjetunion und die Volksrepublik China schließen den Chinesisch-Sowjetischen Vertrag über Freundschaft, Bündnis und gegenseitige Hilfe auf 30 Jahre ab. Stalin sagt Mao Zedong unter anderem die Zahlung von 330 Mio. Dollar und den Rückzug aus Port Arthur und Dairen zu. China muss die Unabhängigkeit der Mongolei akzeptieren.
- 1. März: Chiang Kai-shek verkündet auf Taiwan, dem Rückzugsgebiet der Kuomintang nach dem Bürgerkrieg, das Fortbestehen der Republik China.
- 17. Juli: Afghanistan. 1. Transit-Abkommen mit der UdSSR.
- 1. August: Jakow Alexandrowitsch Malik, der Vertreter der Sowjetunion in der UNO, kehrt wieder in den Sicherheitsrat zurück, den die UdSSR zeitweise boykottiert hatte.
- 7. Oktober: Die chinesische Volksbefreiungsarmee dringt nach Tibet vor. Die tibetische Armee kann ihr bei Chamdo keinen großen Widerstand entgegensetzen.

#### Afrika
- 28. Januar: Somaliland wird von der UNO Italien als Treuhandgebiet zugesprochen.
- 27. April: Mit dem Group Areas Act beschließt die Regierung Südafrikas die Einrichtung nach Hautfarbe getrennter Wohn- und Arbeitsgebiete im Rahmen der Apartheidspolitik.
- 26. Juni: In Südafrika wird der Suppression of Communism Act vom Parlament beschlossen. Er tritt am 17. Juli in Kraft. Das Gesetz ermöglicht umfassende Beschränkungs- und Verbotsmaßnahmen gegen als kommunistisch eingestufte Organisationen, Personen und Aktivitäten. Der Begriff Kommunismus wird dabei sehr weitläufig definiert, richtet sich gegen jegliche kritischen und oppositionellen Haltungen im Apartheidssystem, sogar auf Personen mit klar antikommunistischen Positionen und dient zur Schaffung politischer Straftatbestände sowie der allgemeinen Kriminalisierung des Widerstandes gegen die Apartheid.
- 7. Juli: In Südafrika wird mit der Umsetzung des Population Registration Act begonnen. Das Gesetz definiert drei verschiedene Bevölkerungsgruppen (white, coloured, native und im späteren Erweiterungen noch weitere Gruppen) und ist eine Stütze der Apartheidspolitik.

#### Organisationen

Logo des UNHCR

- 2. Januar: Guatemala wird Mitglied in der UNESCO.
- 10. Januar: Panama wird Mitglied in der UNESCO.
- 23. Januar: Schweden wird Mitglied in der UNESCO.
- 23. März: Mit dem Inkrafttreten der Gründungskonvention entsteht die World Meteorological Organization, die in der Folge eine Sonderorganisation der Vereinten Nationen wird.
- 19. Mai: Costa Rica wird Mitglied in der UNESCO.
- 27. Mai: Indonesien wird Mitglied in der UNESCO.
- 14. Juni: Jordanien wird Mitglied in der UNESCO.
- 14. Juni: Republik Korea wird Mitglied in der UNESCO.
- 26. September: Indonesien wird Mitglied bei den Vereinten Nationen
- 14. Dezember: Unter der Bezeichnung Hoher Flüchtlingskommissar der Vereinten Nationen richtet die UN-Vollversammlung eine Nachfolgeorganisation für eine entsprechende Institution des inzwischen aufgelösten Völkerbundes ein.

### Wirtschaft

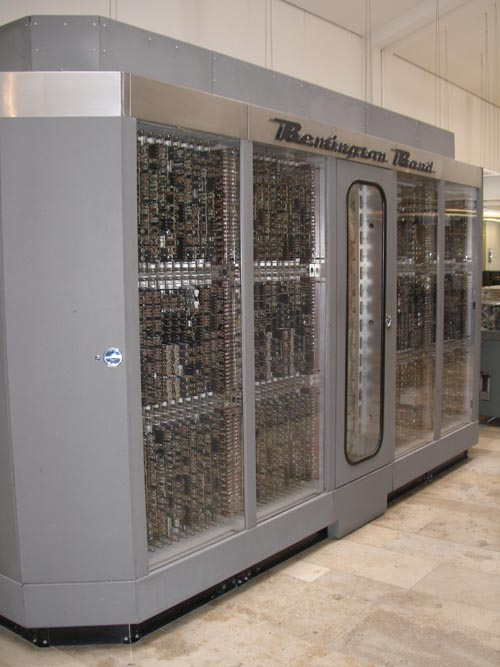
Univac I Factronic im Deutschen Museum in München

- 15. Februar: Remington Rand übernimmt die Eckert-Mauchly Computer Corporation, die den Computer UNIVAC I entwickelt.
- 1. April: Das Versandhandelsunternehmen Neckermann wird gegründet.
- 1. April: Die Deutsche Bundespost wird gegründet.
- 8. April: Die Lieferung westdeutscher Steinkohle in die DDR wird wegen des Ausbleibens von Ausgleichslieferungen eingestellt.

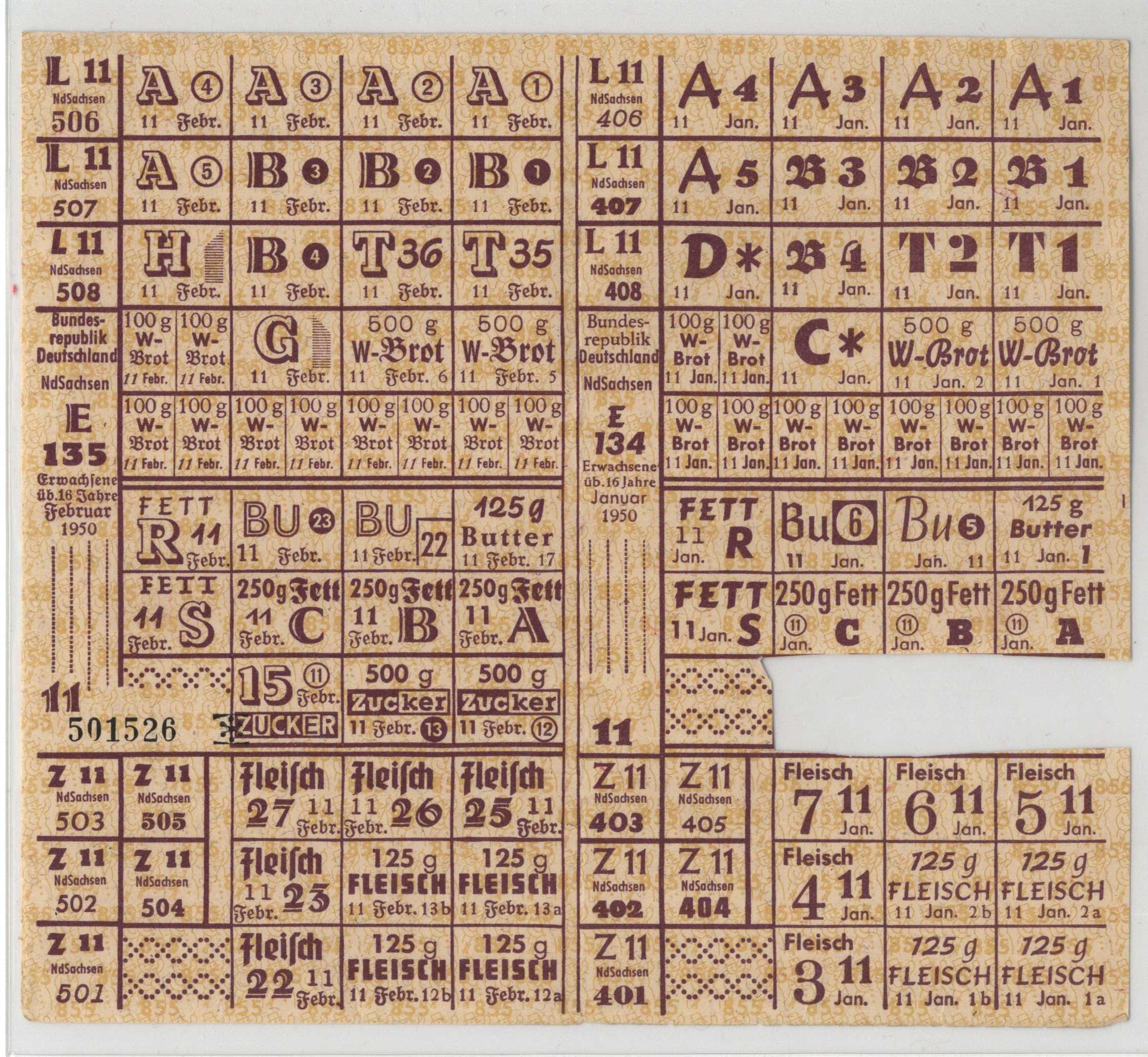
Lebensmittelkarte aus Niedersachsen, 1950

- 30. April: Die letzten Lebensmittelmarken (für Zucker) verlieren in Westdeutschland ihre Gültigkeit; in der DDR sind Lebensmittelmarken noch bis 1958 in Gebrauch.
- 27. April: Der belgische Unternehmer Gérard Blitz gründet den Club Méditerranée als Non-Profit-Organisation und realisiert seine Idee eines Urlaubs all inclusive für Reisende noch im selben Jahr.
- 10. Mai: In Barcelona wird der Automobilhersteller SEAT von der spanischen Staats-Holding Instituto Nacional de Industria, Banken und dem italienischen Fiat-Konzern gegründet.
- 3. Juni: Der Bayernkurier, die wöchentlich erscheinende Parteizeitung der Christlich-Sozialen Union (CSU), bringt ihre Erstausgabe auf den Markt. Als Herausgeber und Chefredakteur fungiert Generalsekretär Franz Josef Strauß.
- 9. Juni: Die ARD wird von den Landesrundfunkanstalten BR, HR, RB, SDR, SWF und NWDR sowie – mit beratender Stimme – RIAS Berlin gegründet.
- 29. September: Die DDR wird Mitglied im Rat für gegenseitige Wirtschaftshilfe.

### Wissenschaft und Technik
- 14. Januar: Der Prototyp des sowjetischen Jagdflugzeugs MiG-17 hebt zum Erstflug ab.
- 14. März: Der Rover Jet 1 absolviert seine ersten Fahrten. Es handelt sich um das weltweit erste Rennauto mit Gasturbinenantrieb.

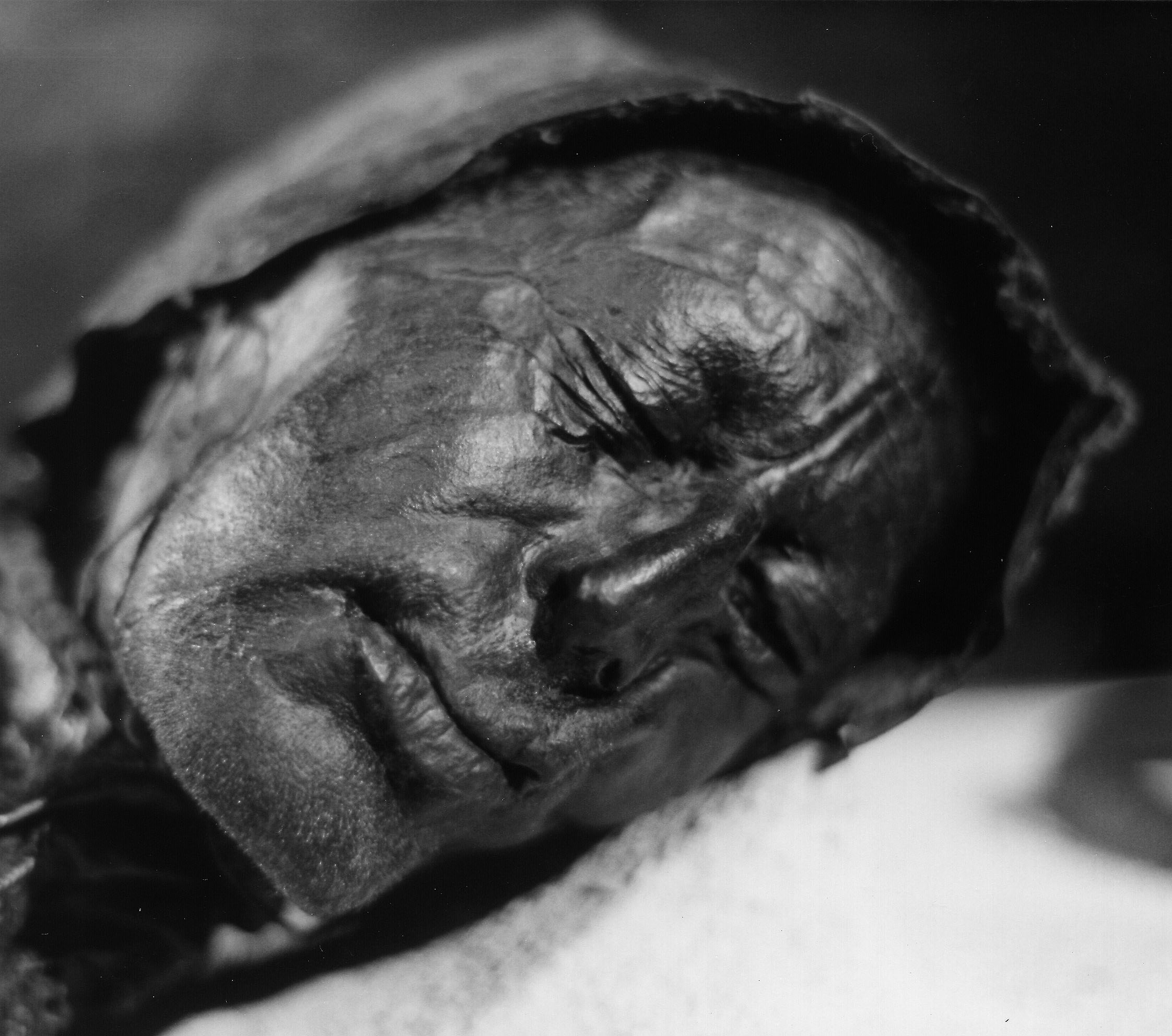
Tollund-Mann

- 8. Mai: Dänische Torfstecher finden in der Nähe von Silkeborg den Tollund-Mann, eine der besterhaltenen europäischen Moorleichen.
- 10. Mai: In den Vereinigten Staaten wird die National Science Foundation gegründet, eine Bundesbehörde, deren Aufgabe die finanzielle Unterstützung von Forschung und Bildung auf allen Feldern der Wissenschaften mit Ausnahme der Medizin ist.
- 26. Mai: Der deutsche Ingenieur und Erfinder Engelbert Zaschka meldet sein Faltrad zum Patent an.
- Mai: In Washington, D. C., findet zum ersten Mal die Science and Engineering Fair statt.

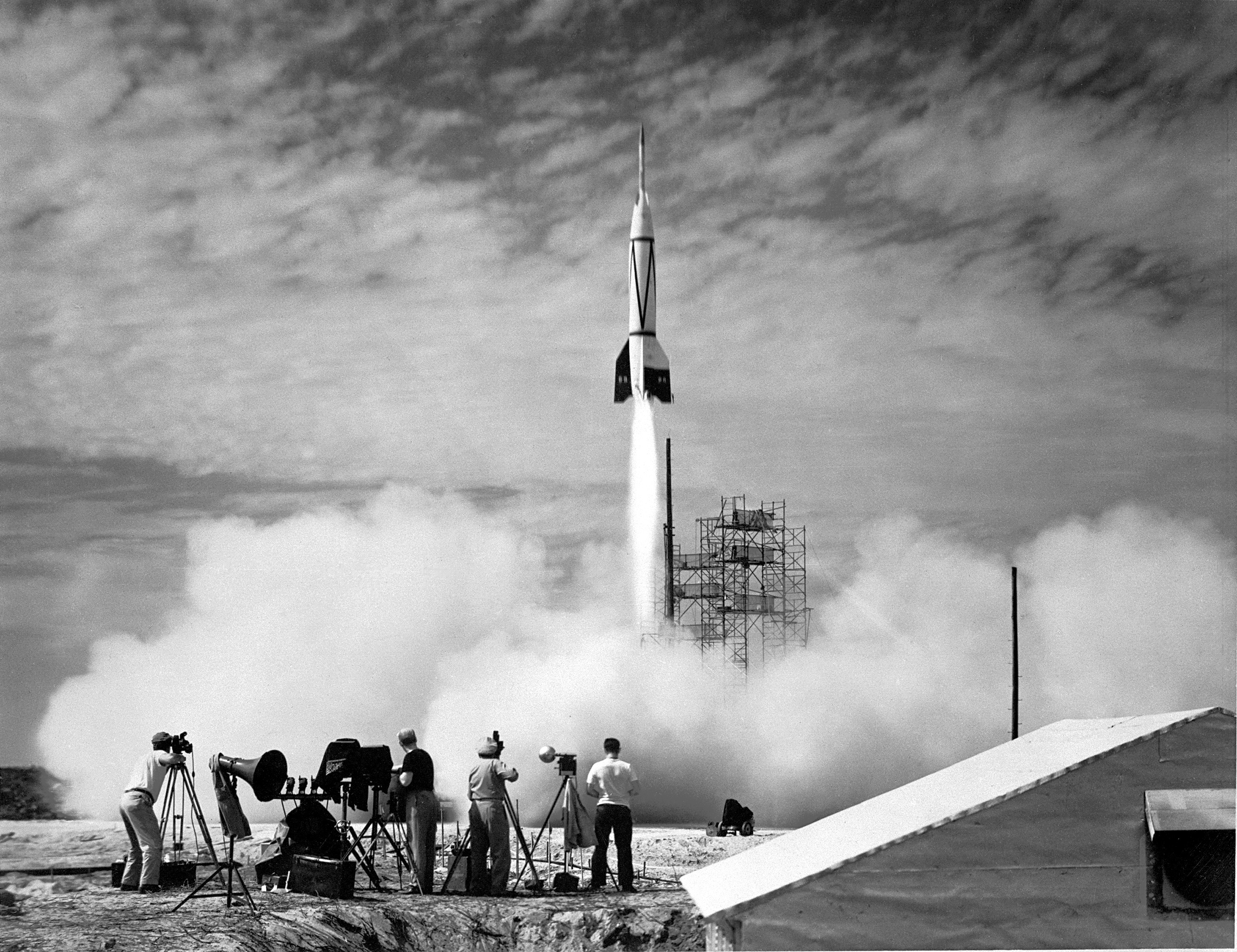
Die erste Rakete startet in Cape Canaveral

- 24. Juli: Vom Raketenstartgelände Cape Canaveral Air Force Station wird mit der Bumper 8 der erste Flugkörper gestartet.
- 13. Oktober: Die Lockheed Super Constellation, ein viermotoriges Propellerflugzeug, absolviert ihren Erstflug.
- Eine Forschungsgruppe der UNESCO kommt zu dem Ergebnis, dass der Rassebegriff wissenschaftlich nicht haltbar ist.

### Kultur

#### Bildende Kunst
- Jackson Pollock malt mit Emaillelack auf Leinwand im Stil des Abstrakten Expressionismus das Bild Autumn Rhythm (Number 30), eines seiner bekanntesten Gemälde.
- In Berlin wird das Georg Kolbe Museum eröffnet.

#### Musik und Theater
- 15. März: In Philadelphia wird die Oper The Consul von Gian Carlo Menotti uraufgeführt.
- 12. April: An den Städtischen Bühnen in Frankfurt am Main wird das Musikalische Lustspiel Der Mann mit dem Zylinder von Just Scheu und Ernst Nebhut uraufgeführt.
- 11. Mai: In Paris wird Eugène Ionescos Anti-Stück Die kahle Sängerin uraufgeführt.
- 14. Mai: An der Staatsoper in Stuttgart wird die Oper Don Juan und Faust von Hermann Reutter uraufgeführt.
- 16. Mai: Die musikalische Komödie Feuerwerk von Paul Burkhard wird in München uraufgeführt.
- 15. November: Am Theater der Stadt Heidelberg wird die Operette Liebe im Dreiklang von Walter Wilhelm Goetze uraufgeführt.

#### Film und Rundfunk
- 12. Februar: In Torquay wird die Europäische Rundfunkunion gegründet.
- 15. März: Der 1948 ausgearbeitete Kopenhagener Wellenplan tritt in Kraft. Da Deutschland in diesem Plan nur wenige Frequenzen im Mittelwellenbereich zugeteilt werden, wird der zügige Aufbau der UKW-Sendernetze favorisiert.
- 1. August: Gründung von Progress Film-Verleih in Berlin, heute einer der ältesten aktiven Filmverleiher Deutschlands.
- 7. September: Mit Schwarzwaldmädel hat der erste deutsche Farbfilm nach Kriegsende in Stuttgart Premiere. Er leitet eine Ära des Heimatfilms in Westdeutschland ein.
- 25. September: In Hamburg nimmt der Nordwestdeutsche Rundfunk den ersten Fernsehsender in Betrieb. Zunächst wird von einem ehemaligen Bunker in Hamburg-Heiligengeistfeld ein Testbetrieb gesendet. Ein reguläres Programm wird erst Ende 1952 ausgestrahlt.
- Rabbit’s Moon, ein Kurzfilm von Kenneth Anger, erscheint.

#### Preise und Auszeichnungen
- Der Große Österreichische Staatspreis wird erstmals in der Zweiten Republik vergeben. Erster Preisträger ist der Architekt und Designer Josef Hoffmann.

### Gesellschaft
- 17. Januar: In Boston wird von einer elfköpfigen Bande das Geldtransportunternehmen Brink's ausgeraubt. Die Täter erbeuten beim bis dahin größten bewaffneten Raubüberfall in den USA Bargeld von mehr als 1,2 Millionen sowie Schecks und Wertpapiere von mehr als 1,5 Millionen US-Dollar. Das Ereignis wird im Jahr 1978 als Das große Dings bei Brinks mit Peter Falk in der Hauptrolle verfilmt.
- 14. März: In den Vereinigten Staaten veröffentlicht das FBI die erste Liste der zehn meistgesuchten Flüchtigen.
- 24. März: Der Raubmörder Johann Trnka wird, verurteilt nach österreichischem Recht, in Wien als Letzter am Würgegalgen hingerichtet.
- 6. Juli: Unter dem Motto Erfurt blüht wird in Erfurt auf dem Gelände der Zitadelle Cyriaksburg das Ausstellungsgelände Kulturpark Cyriaksburg als Vorläufer des egapark eröffnet. Die Gartenschau, die bis zum 17. September dauert, wird ein Erfolg, obwohl parallel dazu vom 13. bis 24. September in Markkleeberg die von Oskar Baumgarten organisierte 1. Gartenbauausstellung der DDR stattfindet. Für die Dauer der Schau verkehrt auf einem 1600 Meter langen Rundkurs der Erfurter Blumenexpreß, eine Besuchereisenbahn, als Leihgabe der Dresdner Parkeisenbahn.
- 21. Juli: Der Elefant Tuffi springt aus einem fahrenden Wagen der Wuppertaler Schwebebahn.
- 21. Juli: Der Magdeburger Tiergarten wird mit 50 Säugetieren und 280 Vögeln eröffnet. Alfred Hilprecht, ein Hobby-Ornithologe, ist eine entscheidende Triebkraft während der Gründungsphase.
- Dezember: Gründung der John S. and James L. Knight Foundation

### Religion

#### Buddhismus

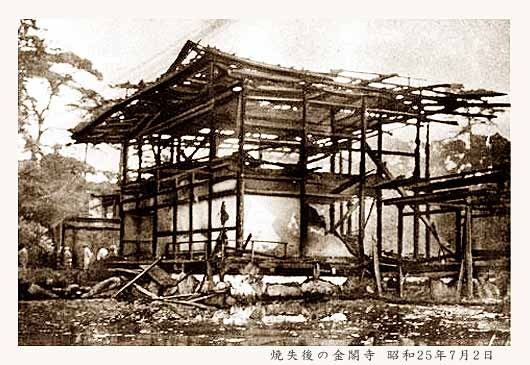
Kinkaku-ji-Pavillon nach dem Brand

- 2. Juli: Im Nordwesten der japanischen Stadt Kyōto fällt in der Kinkaku-ji-Tempelanlage der aus dem Jahr 1397 stammende Goldene Pavillon der Brandstiftung eines buddhistischen Mönchs zum Opfer.

#### Christentum

##### Römisch-katholische Kirche
- 12. März: In der Enzyklika Anni sacri verlangt Papst Pius XII. vom Klerus ein Programm zur Bekämpfung des weltweiten Atheismus.
- 30. Oktober: Papst Pius XII. wird nach eigenen Angaben in den Vatikanischen Gärten zum ersten Mal mit dem erlebten Sonnenwunder konfrontiert.
- 1. November: Die leibliche Aufnahme Mariens in den Himmel wird von Papst Pius XII. als Dogma der römisch-katholischen Kirche verkündet.
- 6. Dezember: In der Enzyklika Mirabile illud ruft Papst Pius XII. zu öffentlichen Gebeten für den Weltfrieden auf.

##### Protestantismus
- Die Freien Protestanten benennen sich in Deutsche Unitarier Religionsgemeinschaft um.

#### Neue religiöse Bewegungen
- Der US-amerikanische Autor L. Ron Hubbard veröffentlicht sein Hauptwerk Dianetics: The Modern Science of Mental Health, auf Basis dessen er vier Jahre später die religiöse Bewegung Scientology gründen wird.

### Sport
- 13. Mai: Die 1. Formel-1-Weltmeisterschaft beginnt: Der Große Preis von Großbritannien in Silverstone wird als erstes Rennen in der neu konzipierten Formel-1-Weltmeisterschaft ausgetragen. Es gewinnt der spätere Weltmeister Giuseppe Farina.
- 25. Juni: Der VfB Stuttgart wird deutscher Fußballmeister.
- Juni: Austria Wien wird österreichischer Fußballmeister.
- Juni: Die komplette Mannschaft des Fußballvereins SG Dresden-Friedrichstadt, darunter auch Helmut Schön, flüchtet aus der DDR nach West-Berlin.
- 3. Juni: Den Franzosen Maurice Herzog und Louis Lachenal gelingt die Erstbesteigung der Annapurna und des ersten Achttausenders, des zehnthöchsten Berges der Erde.

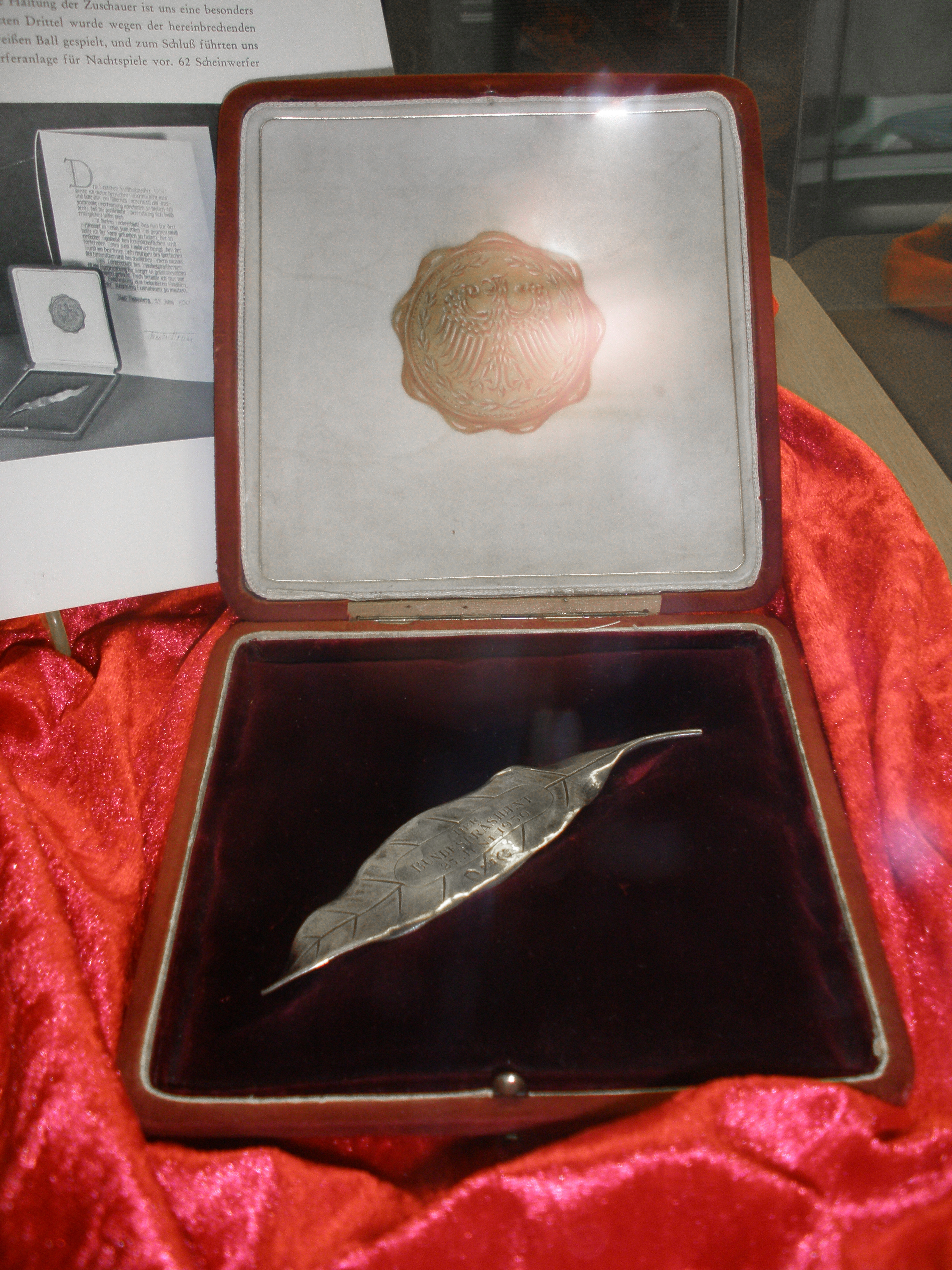
Das erste Silberne Lorbeerblatt für eine Mannschaft

- 23. Juni: Der deutsche Bundespräsident Theodor Heuss stiftet das Silberne Lorbeerblatt für herausragende sportliche Leistungen. Am 25. Juni erhalten der Springreiter Fritz Thiedemann als erster Einzelsportler und der VfB Stuttgart als erste Mannschaft die Auszeichnung. Die Tennisspielerin Inge Pohmann erhält die Auszeichnung am 2. Juli als erste Frau.
- 3. August: Der französische Fußballclub Olympique Lyon wird gegründet.

Das Maracanã, Schauplatz des Maracanaço (Juni 1950, vor Turnierstart)

- 16. Juli: Das Endspiel der Fußball-Weltmeisterschaft gewinnt Uruguay gegen den hohen Favoriten Brasilien mit 2:1. Im Gastgeberland Brasilien geht die unerwartete Niederlage gegen das Nachbarland als Maracanaço („Schock von Maracanã“) in die Fußballgeschichte ein.
- 2. September: Der Deutsche Turner-Bund wird wieder gegründet.
- 3. September: Mit seinem Sieg beim Großen Preis von Italien auf dem Autodromo Nazionale di Monza wird Giuseppe Farina erster Formel-1-Weltmeister nach den sieben Rennen der Saison.
- 22. November: Die als Verursacher des Zweiten Weltkriegs vom internationalen Spielverkehr im Fußball bislang ausgeschlossenen Deutschen tragen ihr erstes Nachkriegsländerspiel aus. Die DFB-Elf gewinnt 1:0 gegen die Schweiz.

### Katastrophen
- 23. Juni: Beim bis dahin schwersten Verkehrsflugzeugunfall in den USA kommen alle 58 Personen an Bord ums Leben. Der Northwest-Airlines-Flug 2501 verschwindet mitten im Flüg über dem Michigansee plötzlich vom Radar. Die Ursache des Absturzes kann nie abschließend geklärt werden.
- 15. August: Das Assam-Erdbeben 1950 gehört mit der Stärke 8,6 zu den stärksten je gemessenen Erdbeben. 1.526 Menschen kommen zu Tode, 70 Dörfer werden zerstört. Das Epizentrum liegt in der Nähe der Ortschaft Rima in einem sowohl von der Volksrepublik China als auch von Indien beanspruchten Grenzgebiet.
- 23. August: Der Subansiri-Dammbruch verursacht in Indien eine sieben Meter hohe Flutwelle, die in mehreren Dörfern insgesamt 532 Menschen in den Tod reißt.

Kleinere Unglücksfälle sind in den Unterartikeln von Katastrophe und in der Liste von Katastrophen aufgeführt.

## Geboren

### Januar
- 01. Januar: Morgan Fisher, britischer Keyboarder
- 01. Januar: Steve Ripley, US-amerikanischer Country- und Blues-Gitarrist († 2019)
- 02. Januar: Johannes Riedl, deutscher Fußballspieler († 2010)
- 02. Januar: David Shifrin, US-amerikanischer Klarinettist und Musikpädagoge
- 03. Januar: Beth Anderson, US-amerikanische Komponistin
- 03. Januar: Christoph Delz, Schweizer Komponist und Pianist († 1993)
- 03. Januar: Robert Robbers, niederländischer Ruderer
- 04. Januar: Christel Happach-Kasan, deutsche Politikerin und MdB
- 04. Januar: Mohammed bin Fahd Al Saud, saudi-arabischer Prinz († 2025)
- 05. Januar: Jakob Brunnschweiler, Schweizer Politiker
- 05. Januar: Chris Stein, Gitarrist und Mitbegründer der Band Blondie
- 05. Januar: Krzysztof Wielicki, polnischer Bergsteiger
- 06. Januar: Constanze Engelbrecht, deutsche Schauspielerin († 2000)
- 06. Januar: Richard Norton, australischer Schauspieler († 2025)
- 07. Januar: Harry Böseke, deutscher Schriftsteller († 2015)
- 07. Januar: Erin Gray, US-amerikanische Schauspielerin Erin Gray

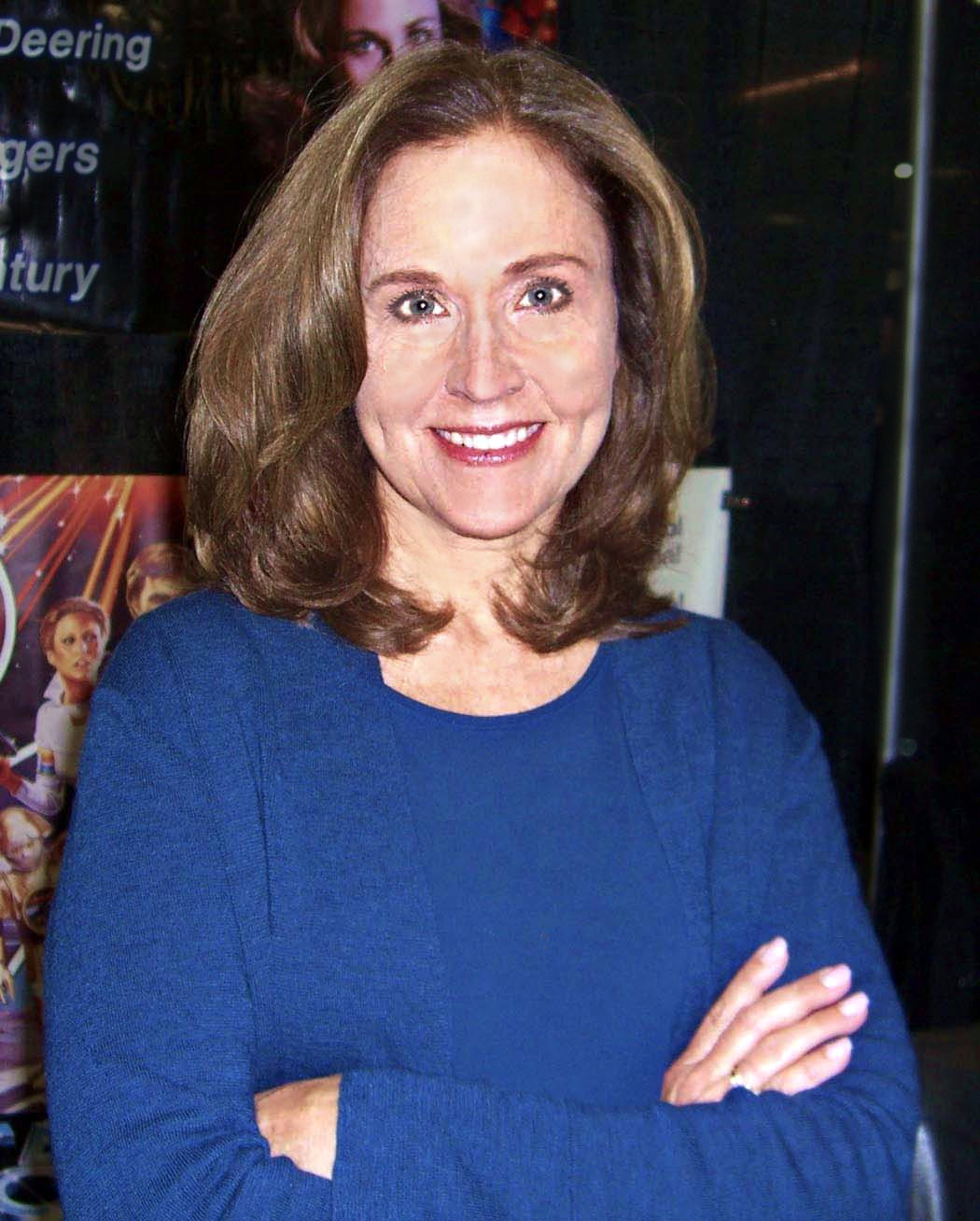
Erin Gray

- 07. Januar: Stanley Grenz, US-amerikanischer Theologe und Ethiker († 2005)
- 08. Januar: Rubén Ayala, argentinischer Fußballspieler und -trainer
- 08. Januar: Jacques Géron, belgischer Comiczeichner(† 1993)
- 08. Januar: Jerzy Zieliński, polnischer Kameramann
- 09. Januar: Alec John Jeffreys, britischer Genetiker
- 09. Januar: Carlos Kardinal Aguiar Retes, mexikanischer Erzbischof
- 09. Januar: Gisbert Haefs, deutscher Schriftsteller
- 09. Januar: David Johansen, US-amerikanischer Sänger und Schauspieler († 2025)
- 09. Januar: Rio Reiser, deutscher Rockmusiker († 1996)
- 09. Januar: Wolfgang Rohde, deutscher Musiker († 2016)
- 09. Januar: Willi Zylajew, deutscher Politiker
- 10. Januar: Winfried Schäfer, deutscher Fußballtrainer
- 10. Januar: Carlo Siliotto, italienischer Komponist
- 11. Januar: Erhard Köllner, deutscher Erziehungswissenschaftler
- 11. Januar: Gwen Norman, US-amerikanische Sprinterin
- 12. Januar: Sinaida Stepanowna Amossowa, russische Skilangläuferin
- 12. Januar: Heinrich Fischer, Schweizer Ruderer
- 13. Januar: Denis Bédard, kanadischer Organist und Komponist
- 13. Januar: Wolfgang Holzhäuser, deutscher Fußballfunktionär
- 13. Januar: Bernd Wippich, deutscher Sänger und Musiker († 2014)
- 14. Januar: Hanne Haller, deutsche Schlagersängerin, Komponistin, Texterin († 2005)
- 15. Januar: Uli Frommer, deutscher Fußballspieler
- 15. Januar: Rudi Rauer, deutscher Handballspieler († 2014)
- 15. Januar: Kurt Schulzke, deutscher Maler, Musiker und Autor († 2017)
- 15. Januar: Marius Trésor, französischer Fußballspieler
- 16. Januar: Debbie Allen, US-amerikanische Schauspielerin
- 16. Januar: Damo Suzuki, deutscher Sänger japanischer Herkunft († 2024)
- 17. Januar: Fritz Gautier, deutscher Politiker (SPD) († 2017)
- 17. Januar: Paul Rishell, US-amerikanischer Bluesgitarrist
- 18. Januar: Gilles Villeneuve, kanadischer Automobilrennfahrer († 1982)
- 19. Januar: Pier Carlo Padoan, italienischer Wirtschaftswissenschaftler und Politiker
- 20. Januar: Mahamane Ousmane, nigrischer Politiker und Präsident des Niger
- 20. Januar: Udo Röbel, deutscher Journalist und Autor
- 21. Januar: Agnes van Ardenne, niederländische Politikerin
- 21. Januar: Marion Becker, deutsche Leichtathletin
- 21. Januar: Andrzej Chłopecki, polnischer Musikwissenschaftler und -kritiker († 2012)
- 21. Januar: Patrick Leclercq, deutscher Journalist († 2011)
- 21. Januar: Gary Locke, US-amerikanischer Politiker
- 21. Januar: Silke Maier-Witt, Krankenschwester, Psychologin, RAF-Terroristin
- 21. Januar: Billy Ocean, Popsänger aus Trinidad
- 22. Januar: Ziad Abu Amr, palästinensischer Politiker, Autor und Mitglied des Palästinensischen Legislativrates
- 22. Januar: Paul Bew, nordirischer Historiker und Politiker
- 22. Januar: Werner Schulz, deutscher Politiker († 2022)
- 23. Januar: Richard Dean Anderson, US-amerikanischer Schauspieler Richard Dean Anderson

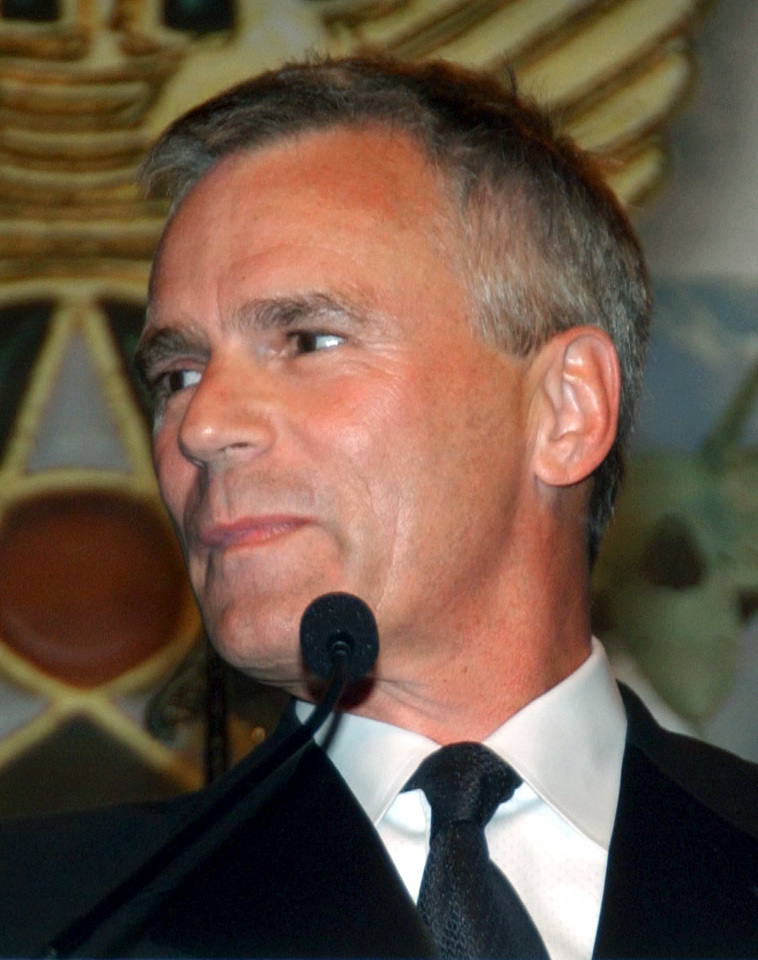
Richard Dean Anderson

- 23. Januar: Danny Federici, US-amerikanischer Musiker († 2008)
- 23. Januar: Hans-Joachim Sopart, deutscher Politiker
- 23. Januar: Luis Alberto Spinetta, argentinischer Rockmusiker und -komponist († 2012)
- 23. Januar: Hans Uszkoreit, deutscher Informatiker
- 24. Januar: Daniel Auteuil, französischer Schauspieler
- 24. Januar: Becky Hobbs, US-amerikanische Country-Sängerin
- 24. Januar: Laura Kelly, US-amerikanische Politikerin
- 25. Januar: Jean-Marc Ayrault, französischer Politiker und Premierminister
- 26. Januar: Jörg Haider, österreichischer Politiker († 2008)
- 26. Januar: Ivan Hlinka, tschechischer Eishockeyspieler und -trainer († 2004)
- 27. Januar: Ulrich Deppendorf, deutscher Journalist Ulrich Deppendorf

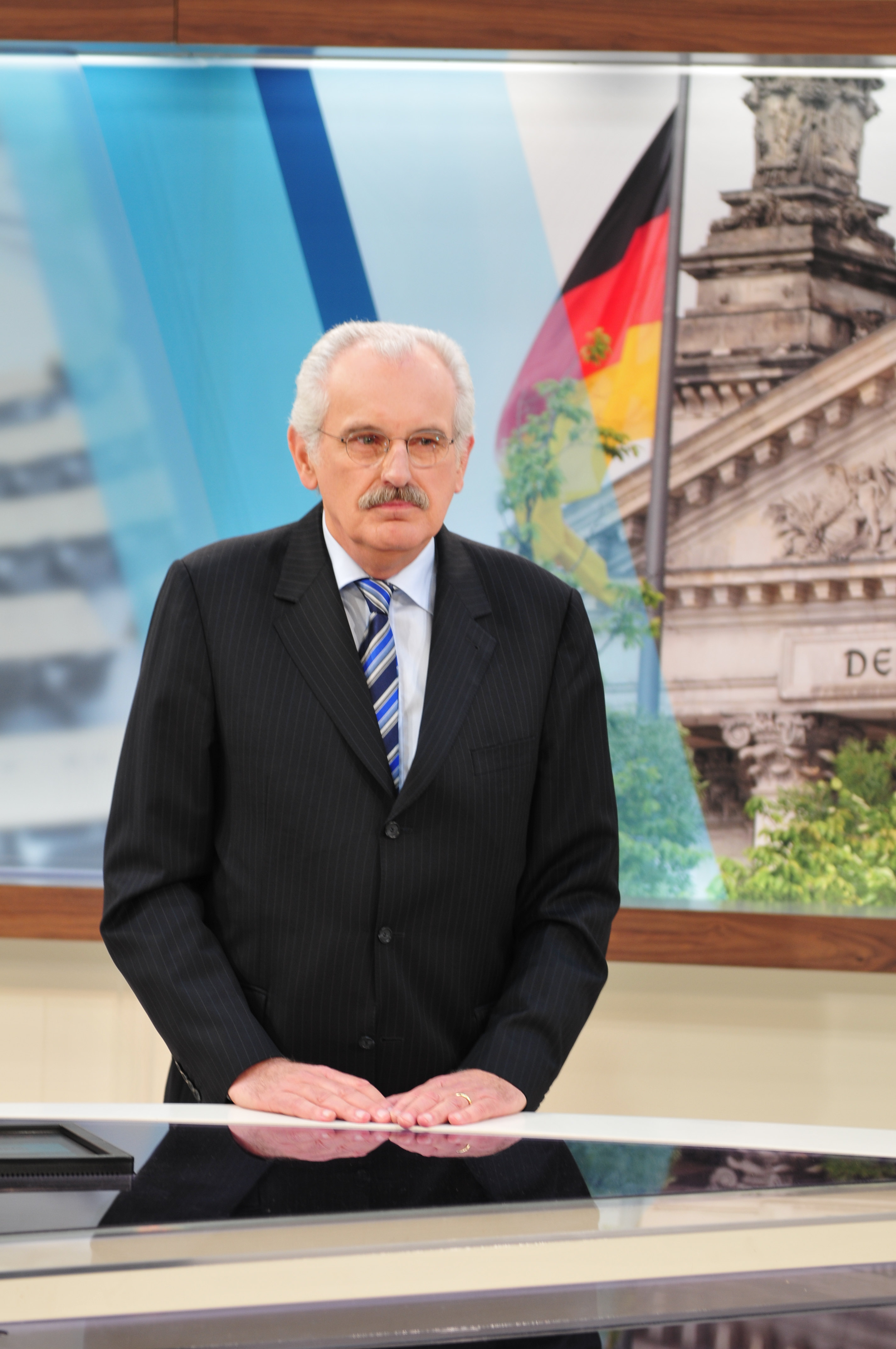
Ulrich Deppendorf

- 27. Januar: Hans-Joachim Eckstein, deutscher evangelischer Theologe
- 27. Januar: Günter Gloser, deutscher Politiker und MdB
- 28. Januar: Hamad ibn Isa Al Chalifa, König von Bahrain
- 28. Januar: Anselm Glück, österreichischer Schriftsteller
- 28. Januar: Bruno Gollnisch, französischer Politiker
- 28. Januar: Heinz Wewering, deutscher Trabrennfahrer und -trainer
- 29. Januar: Herbert Langemann, deutscher Schauspieler († 1987)
- 29. Januar: Jody Scheckter, südafrikanischer Automobilrennfahrer
- 30. Januar: Barbara Magdalena Ahren, österreichisch-schweizerische Schauspielerin und Theaterregisseurin († 2021)
- 30. Januar: Hélène Gagné, kanadische Cellistin und Musikpädagogin
- 30. Januar: Karlheinz Weimar, deutscher Politiker und MdL
- 31. Januar: Robert Grubb, australischer Schauspieler
- 31. Januar: Jan Hofer, deutscher Nachrichtensprecher
- 31. Januar: Wilfried Nippel, deutscher Althistoriker
- 31. Januar: Leili Pärnpuu, estnische Schachspielerin († 2022)

### Februar
- 01. Februar: Mike Campbell, US-amerikanischer Musiker und Gitarrist Mike Campbell

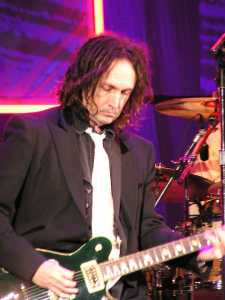
Mike Campbell

- 01. Februar: Barbara Büchner, österreichische Schriftstellerin
- 01. Februar: Tsui Hark, chinesisch-vietnamesischer Regisseur und Produzent
- 02. Februar: Barbara Sukowa, deutsche Schauspielerin
- 02. Februar: Serafim Urecheanu, moldawischer Politiker und Bürgermeister
- 03. Februar: Markku Aro, finnischer Schlagersänger
- 03. Februar: Christian Martin, deutscher Dramatiker, Hörspiel- und Märchenautor
- 03. Februar: Katrin Martin, deutsche Schauspielerin
- 03. Februar: Alvaro Vitali, italienischer Schauspieler († 2025)
- 04. Februar: Leo Dautzenberg, deutscher Politiker
- 04. Februar: Freya Klier, deutsche Autorin und Regisseurin
- 05. Februar: Franz Schausberger, österreichischer Politiker
- 06. Februar: Ağaxan Abdullayev, aserbaidschanischer Mughamsänger und Musikpädagoge († 2016)
- 06. Februar: Natalie Cole, US-amerikanische Sängerin und Filmschauspielerin († 2015)
- 06. Februar: Timothy Kardinal Dolan, Erzbischof von New York
- 06. Februar: René Fasel, Schweizer Eishockeyspieler, Präsident der IIHF
- 06. Februar: Paul Gentilozzi, US-amerikanischer Automobilrennfahrer und Rennstallbesitzer
- 07. Februar: Hans-Peter Annen, deutscher Diplomat
- 07. Februar: Mauro Bellugi, italienischer Fußballspieler († 2021)
- 07. Februar: Marilyn Cochran, US-amerikanische Skirennläuferin
- 08. Februar: Paul Kind, liechtensteinischer Radsportler
- 08. Februar: Jochen Leiß, deutscher Tischtennisspieler
- 08. Februar: Marcel Ospel, Schweizer Manager, UBS-Verwaltungsratspräsident († 2020)
- 09. Februar: Shizuka Ijūin, japanischer Schriftsteller († 2023)
- 10. Februar: Horst Spengler, deutscher Handballspieler und Handballtrainer
- 10. Februar: Mark Spitz, US-amerikanischer Schwimmer, Olympiasieger Mark Spitz

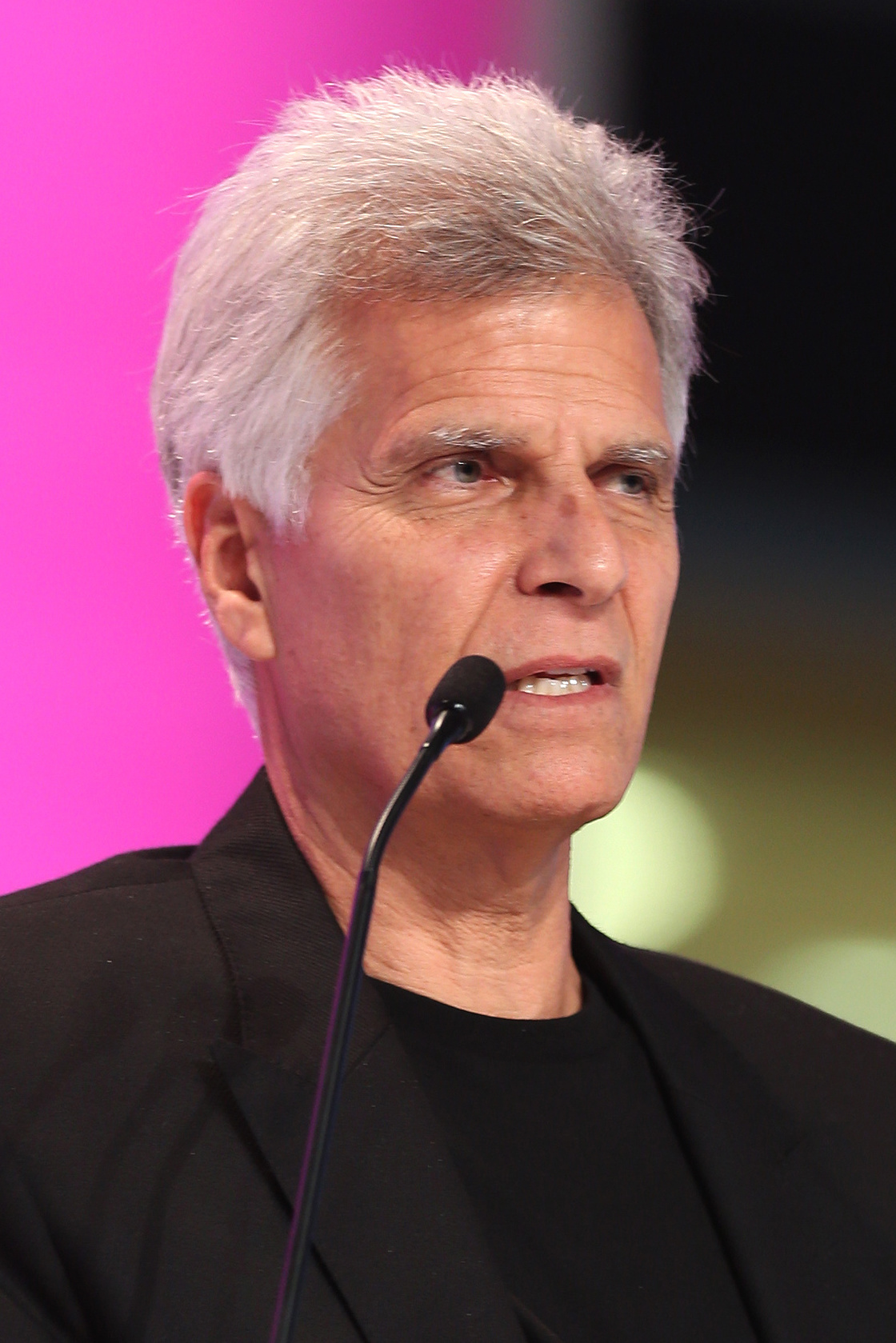
Mark Spitz

- 10. Februar: Ralf Stahlmann, deutscher Toxikologe und Pharmakologe († 2023)
- 11. Februar: Tomasz Bugaj, polnischer Dirigent und Musikpädagoge
- 11. Februar: Jewgeni Sweschnikow, russisch-lettischer Schachmeister († 2021) Jewgeni Sweschnikow

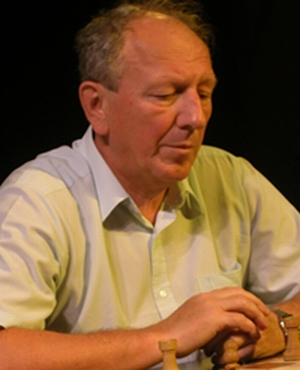
Jewgeni Sweschnikow

- 12. Februar: Maulana Badruddin Ajmal, indischer Politiker
- 12. Februar: Angelo Branduardi, italienischer Musiker
- 12. Februar: Steve Hackett, britischer Musiker
- 12. Februar: Josef Pešice, tschechischer Fußballspieler und -trainer († 2017)
- 13. Februar: Bob Daisley, australischer Bassist
- 13. Februar: Peter Gabriel, britischer Pop-Musiker Peter Gabriel

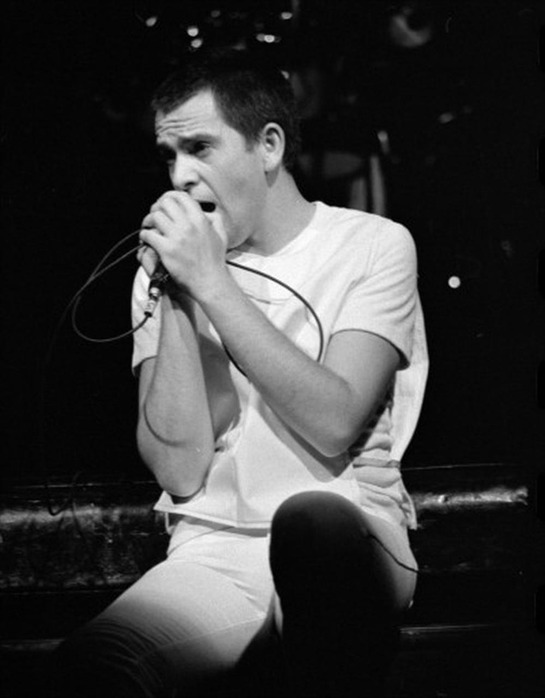
Peter Gabriel

- 13. Februar: Raúl Gómez, mexikanischer Fußballspieler († 2025)
- 13. Februar: Keiko Takemiya, japanische Mangaka
- 15. Februar: Berthold Huber, deutscher Gewerkschafter
- 16. Februar: Robert Farle, deutscher Politiker
- 16. Februar: Beatriz Barbuy, brasilianische Astrophysikerin
- 17. Februar: Fritz Amann, österreichischer Politiker
- 17. Februar: Wolfgang Hofer, österreichischer Schlagersänger, Komponist und Liedtexter
- 17. Februar: Ingrid Schubert, österreichische Politikerin
- 18. Februar: John Hughes, US-amerikanischer Filmregisseur († 2009)
- 18. Februar: Shahram Nazeri, kurdisch-iranischer Sänger und Komponist
- 18. Februar: Foday Musa Suso, gambischer Koraspieler († 2025)
- 19. Februar: Takanohana Kenshi, japanischer Sumo-Ringer († 2005)
- 19. Februar: Andy Powell, britischer Gitarrist
- 20. Februar: Bernhard R. Appel, deutscher Musikwissenschaftler
- 20. Februar: Ruslan Nuralijewitsch Aschuralijew, sowjetischer Ringer († 2009)
- 20. Februar: Walter Becker, US-amerikanischer Musiker († 2017)
- 20. Februar: Tony Wilson, britischer Musikmanager, Nachtclubbetreiber und TV-Journalist († 2007)
- 21. Februar: Richard Tarnas, Professor für Philosophie and Psychologie
- 21. Februar: Bruce Vogt, kanadischer Pianist und Musikpädagoge
- 21. Februar: Wolfhard Wegscheider, österreichischer Chemiker († 2025)
- 22. Februar: Aun Schaukat al-Chasauneh, jordanischer Diplomat und Jurist
- 22. Februar: Julius Erving, US-amerikanischer Basketballspieler
- 22. Februar: Lenny Kuhr, niederländische Sängerin
- 22. Februar: Miou-Miou, französische Schauspielerin
- 22. Februar: Simon Schobel, rumänisch-deutscher Handballspieler und -trainer
- 22. Februar: Julie Walters, britische Schauspielerin
- 22. Februar: Peter Zwegat, deutscher Schuldnerberater, Sozialarbeiter und TV-Darsteller († 2024)
- 23. Februar: Jean-Herbert Austin, haitianischer Fußballspieler
- 23. Februar: Klaus Brasch, deutscher Schauspieler († 1980)
- 23. Februar: Michel Meynaud, französischer Musiker († 2016)
- 24. Februar: Miguel Arias Cañete, spanischer Politiker
- 24. Februar: Richard Bandler, Mitentwickler der Neurolinguistischen Programmierung
- 24. Februar: Klaus Brusch, deutscher Fußballspieler
- 24. Februar: Michael Greiling, deutscher Schauspieler
- 24. Februar: George Thorogood, US-amerikanischer Bluesrock-Musiker
- 25. Februar: Francisco Fernández Ochoa, spanischer Skirennläufer († 2006)
- 25. Februar: Neil Jordan, irischer Filmregisseur, Drehbuchautor und Produzent
- 25. Februar: Néstor Kirchner, argentinischer Politiker und Staatspräsident († 2010) Néstor Kirchner

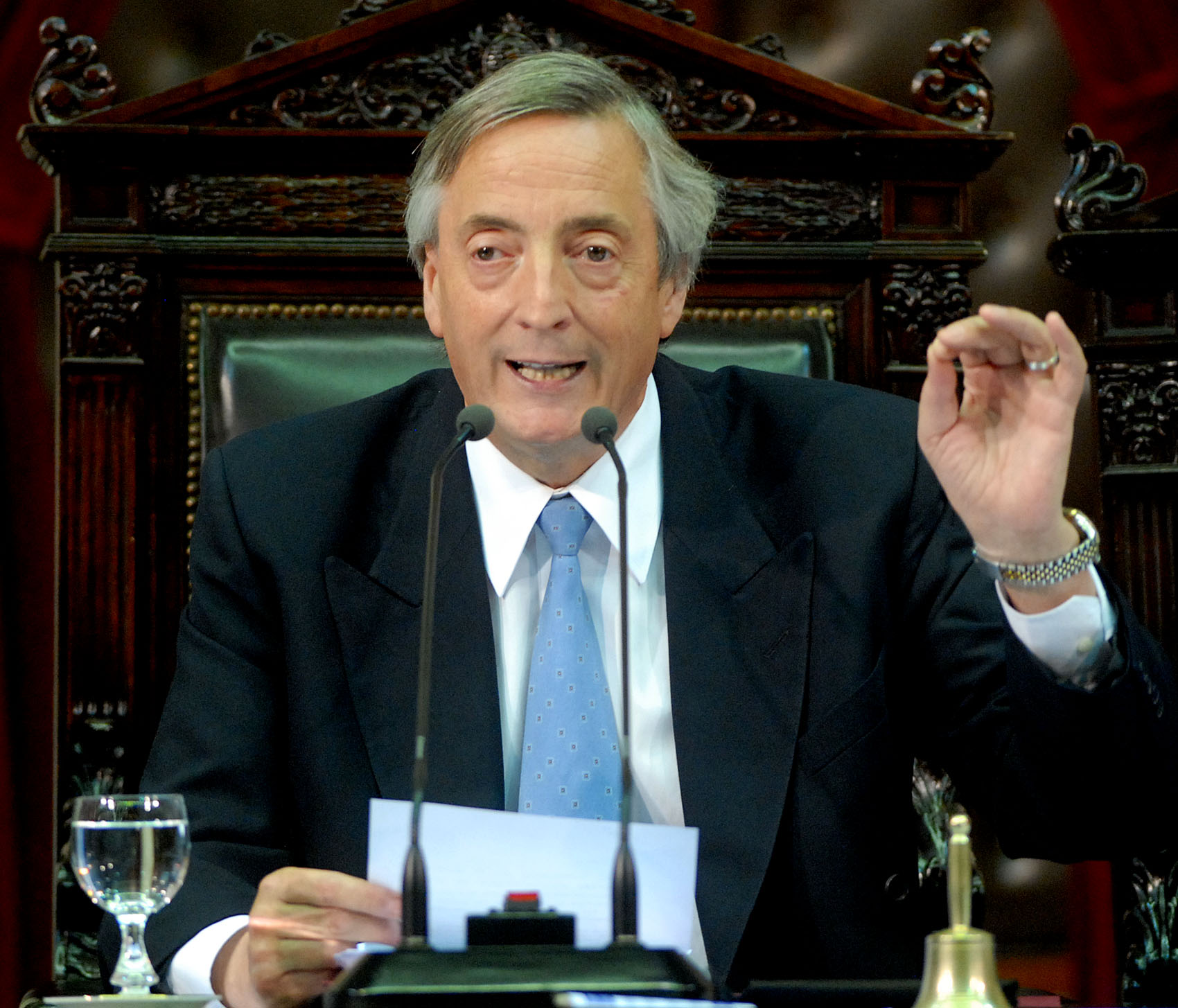
Néstor Kirchner

- 26. Februar: Kym Anderson, australischer Ökonom
- 26. Februar: Ott Arder, estnischer Dichter, Kinderbuchautor und Übersetzer († 2004)
- 26. Februar: Helen Clark, neuseeländische Politikerin und ehemalige Premierministerin Helen Clark

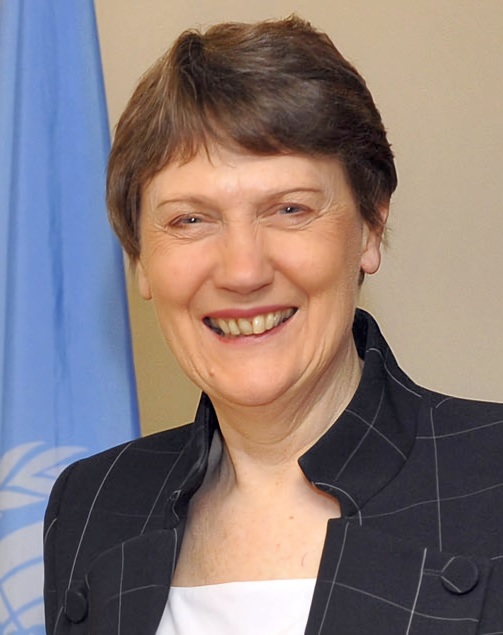
Helen Clark

- 26. Februar: Don Shanks, US-amerikanischer Schauspieler und Stuntman indianischer Abstammung
- 27. Februar: Gilla, österreichische Sängerin
- 27. Februar: Pol D. Spanos, US-amerikanischer Ingenieur
- 28. Februar: Thomas Duttenhoefer, deutscher Bildhauer
- 28. Februar: Ernst Hilger, österreichischer Galerist († 2025)
- 28. Februar: Walentyna Kowpan, sowjetische Bogenschützin

### März
- 01. März: Riley Odoms, US-amerikanischer American-Football-Spieler
- 01. März: Ðuro Savinović, jugoslawischer Wasserballspieler († 2021)
- 02. März: Abdel Rahim el-Kib, libyscher Politiker († 2020)
- 02. März: Bernard Kręczyński, polnischer Radsportler
- 02. März: Nick MacKenzie, niederländischer Sänger
- 03. März: Hama Amadou, nigrischer Politiker († 2024)
- 03. März: Stélio Craveirinha, mosambikanischer Leichtathlet und Leichtathletiktrainer († 2020)
- 03. März: Karl Goldammer, österreichischer Maler († 2020)
- 04. März: Wolfgang Arendt, deutscher Mathematiker

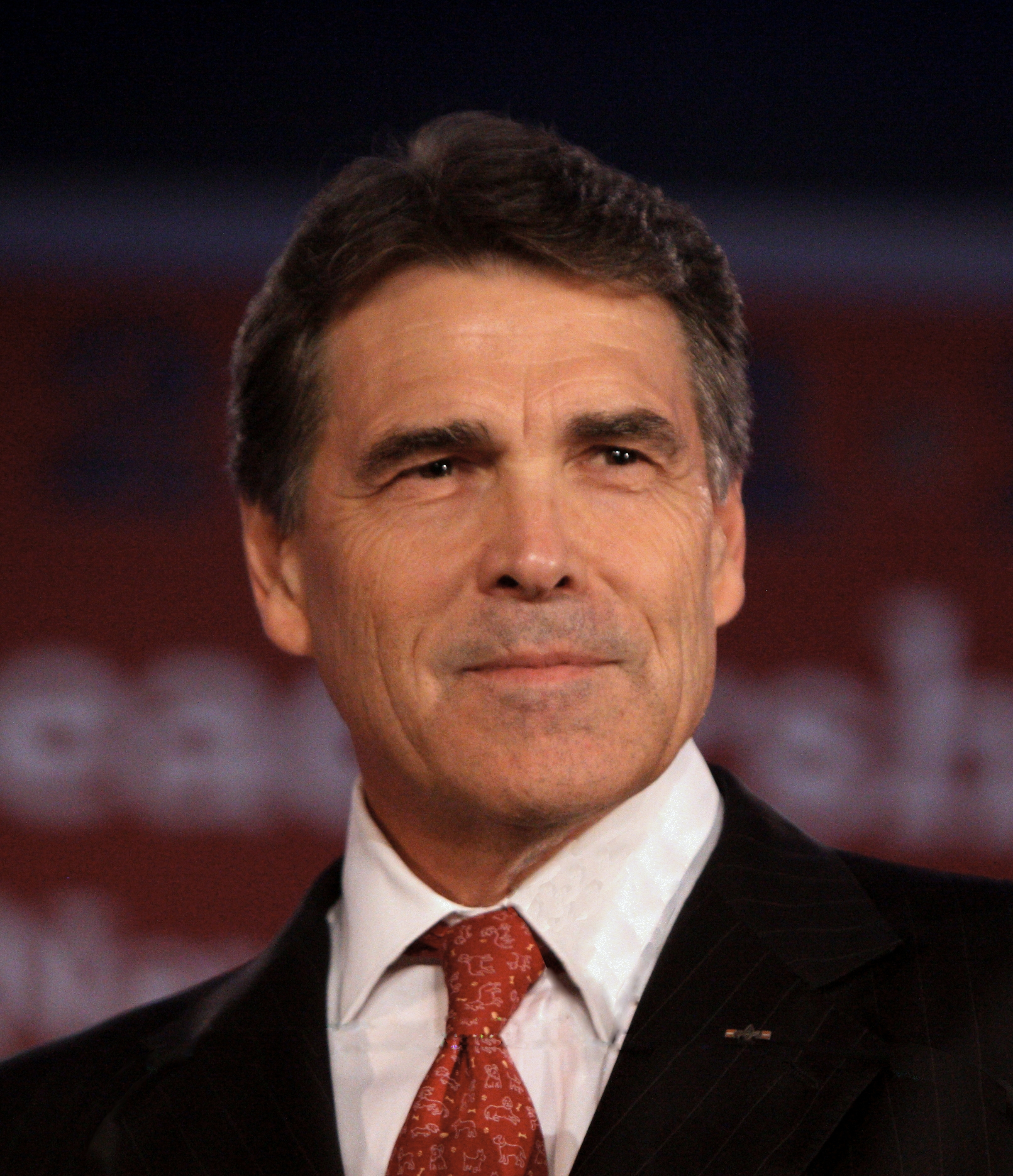
Rick Perry

- 04. März: Rick Perry, US-amerikanischer Politiker
- 04. März: Klinton Spilsbury, US-amerikanischer Schauspieler
- 06. März: Felix Genn, Bischof von Essen
- 06. März: Peter Lovett, britischer Automobilrennfahrer
- 06. März: Arthur Roche, britischer Kurienkardinal
- 06. März: Bärbel Röhl, deutsche Schauspielerin
- 06. März: Berthold Tillmann, deutscher Politiker, Oberbürgermeister von Münster
- 06. März: Walter Vesti, Schweizer Skirennfahrer
- 07. März: Iris Chacón, puerto-ricanische Tänzerin, Sängerin und Entertainerin
- 07. März: Billy Joe DuPree, US-amerikanischer American-Football-Spieler
- 07. März: Reinhard Kaiser, deutscher Schriftsteller und Übersetzer († 2025)
- 07. März: Paul Krüger, deutscher Politiker
- 09. März: Etyen Mahçupyan, armenisch-türkischer Journalist
- 09. März: Danny Sullivan, US-amerikanischer Automobilrennfahrer
- 10. März: Karlheinz Klotz, deutscher Leichtathlet
- 10. März: Blanche Kommerell, deutsche Schauspielerin und Autorin
- 11. März: Katia Labèque, französische Pianistin (Duo Katia und Marielle Labèque)
- 11. März: Bobby McFerrin, US-amerikanischer Vokalkünstler
- 11. März: Dieter Schiele, deutscher Jagd- und Pferdemaler
- 11. März: Carlo Schmid-Sutter, Schweizer Politiker
- 12. März: Manfred Jäger, deutscher Endurosportler
- 12. März: Leo Wieland, deutscher Journalist
- 13. März: Robert Brandom, US-amerikanischer Professor für Philosophie
- 13. März: André Brie, deutscher Politiker, Mitglied des Europäischen Parlaments
- 13. März: Charles Krauthammer, US-amerikanischer Kolumnist († 2018)
- 13. März: William H. Macy, US-amerikanischer Schauspieler
- 14. März: Jo Ann Endicott, australische Tänzerin
- 15. März: Kurt Koch, Schweizer Kardinal
- 16. März: Joe Bugner, ungarisch-englisch-australischer Schwergewichtsboxer
- 16. März: Kate Nelligan, kanadische Schauspielerin
- 16. März: Andrzej Szewczyk, polnischer Maler und Bildhauer († 2001)

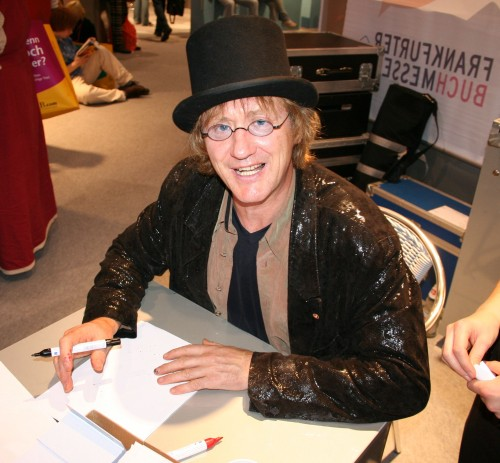
Rötger Feldmann

- 17. März: Rötger Feldmann, deutscher Comiczeichner
- 18. März: James Conlon, US-amerikanischer Dirigent
- 18. März: Brad Dourif, US-amerikanischer Schauspieler
- 18. März: Peter Funke, deutscher Althistoriker
- 18. März: Kay Kohlmeyer, deutscher Vorderasiatischer Archäologe
- 18. März: Larry Perkins, australischer Automobilrennfahrer
- 18. März: Claudia Winterstein, deutsche Politikerin
- 19. März: Kirsten Boie, deutsche Schriftstellerin
- 19. März: Sergei Timofejew, sowjetischer Ringer († 2021)
- 19. März: Kurt Weigel, katholischer Priester, Urlauberseelsorger und Buchautor
- 20. März: Linda Jane Aronson, britische Schriftstellerin
- 20. März: William Hurt, US-amerikanischer Schauspieler († 2022)
- 20. März: Carl Palmer, britischer Rockmusiker

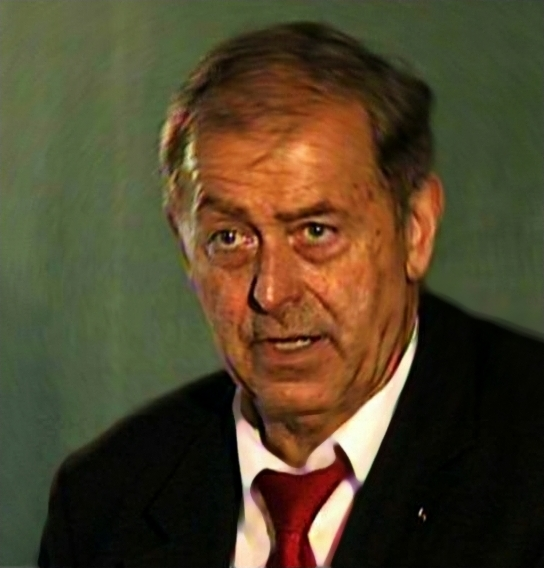
Franz Josef Radermacher

- 20. März: Franz Josef Radermacher, deutscher Mathematiker und Wirtschaftswissenschaftler
- 20. März: Stanisław Wołodko, polnischer Leichtathlet († 2021)
- 21. März: Manfred Aschke, deutscher Richter und Jurist († 2023)
- 21. März: Elvira Grudzielski, Thüringer Heimatforscherin
- 21. März: Roger Hodgson, britischer Musiker
- 21. März: Horst Hoffmann, deutscher Schriftsteller
- 21. März: Sergei Lawrow, russischer Diplomat und seit 2004 Außenminister
- 21. März: Tiger Okoshi, japanisch-amerikanischer Jazztrompeter

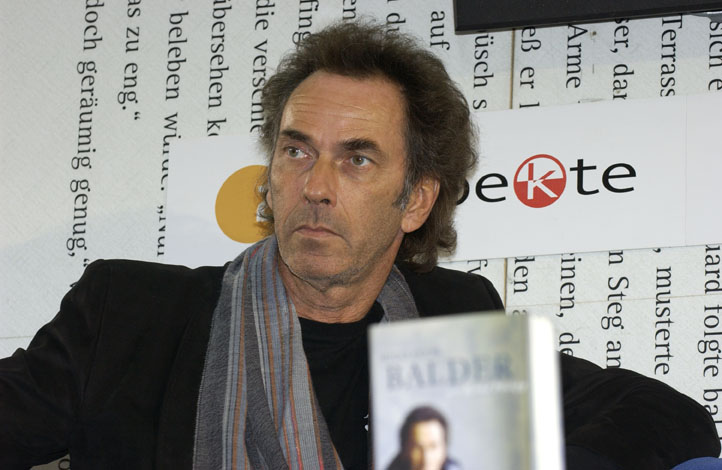
Hugo Egon Balder

- 22. März: Hugo Egon Balder, deutscher Schauspieler und Kabarettist
- 22. März: Pieke Biermann, deutsche Krimi-Schriftstellerin und Übersetzerin
- 22. März: Goran Bregović, bosnischer Musiker und Komponist
- 22. März: Ryszard Kubiak, polnischer Ruderer († 2022)
- 22. März: Herman Weigel, deutscher Film-Produzent und Drehbuchautor
- 23. März: James David Archibald, US-amerikanischer Zoologe
- 23. März: Corinne Cléry, französische Schauspielerin
- 23. März: Mike Easley, US-amerikanischer Politiker und Gouverneur von North Carolina
- 23. März: Barbara von Minckwitz, deutsche Rechtsanwältin
- 24. März: Johanna Arenhövel, deutsche Politikerin
- 24. März: Claudia Lux, deutsche Bibliothekarin
- 26. März: Peter Paul Ahrens, deutscher Politiker († 2023)
- 26. März: Martin Short, Schauspieler, Drehbuchautor und Produzent
- 26. März: Alan Silvestri, US-amerikanischer Komponist
- 27. März: Tony Banks, britischer Musiker
- 27. März: David Edgar, US-amerikanischer Schwimmer und Olympiasieger
- 27. März: Maria Ewing, US-amerikanische Opernsängerin († 2022)
- 27. März: Burk Mertens, deutscher Radiomoderator und Karnevalist († 2004)
- 28. März: Roland Andersson, schwedischer Fußballspieler und -trainer
- 29. März: Werner Fischer, deutscher Bürgerrechtler († 2023)

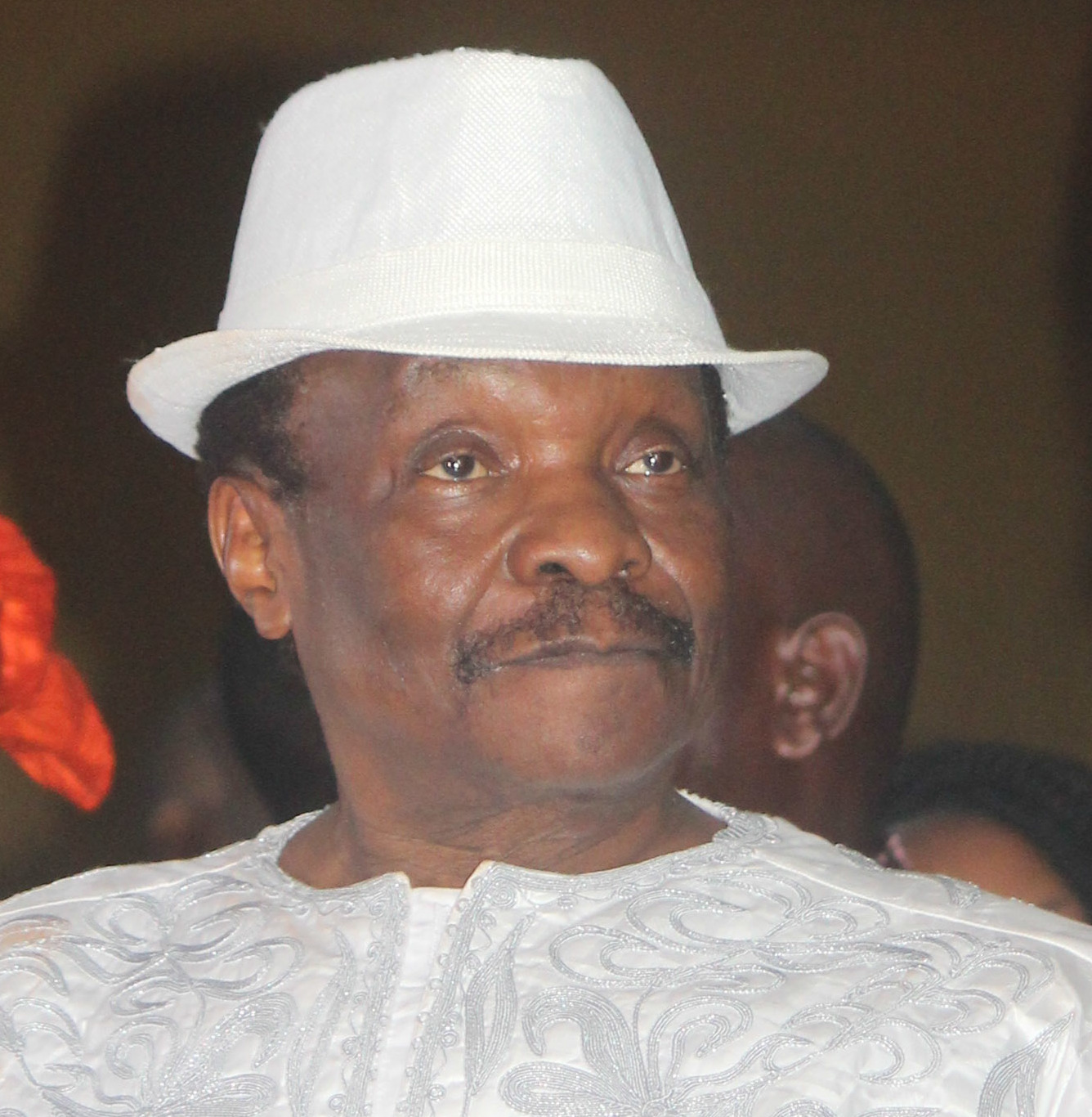
Mory Kanté

- 29. März: Mory Kanté, guineischer Musiker († 2020)
- 30. März: Robbie Coltrane, britischer Schauspieler († 2022)
- 30. März: Gerry Connolly, US-amerikanischer Politiker († 2025)
- 30. März: Bernd Grimmer, deutscher Volkswirt und Politiker († 2021)
- 31. März: András Adorján, ungarischer Schachspieler († 2023)
- März: Xu Qiliang, chinesischer General und Politiker († 2025)

### April
- 01. April: Lothar Binding, deutscher Politiker und MdB
- 01. April: Paolo Conti, italienischer Fußballspieler

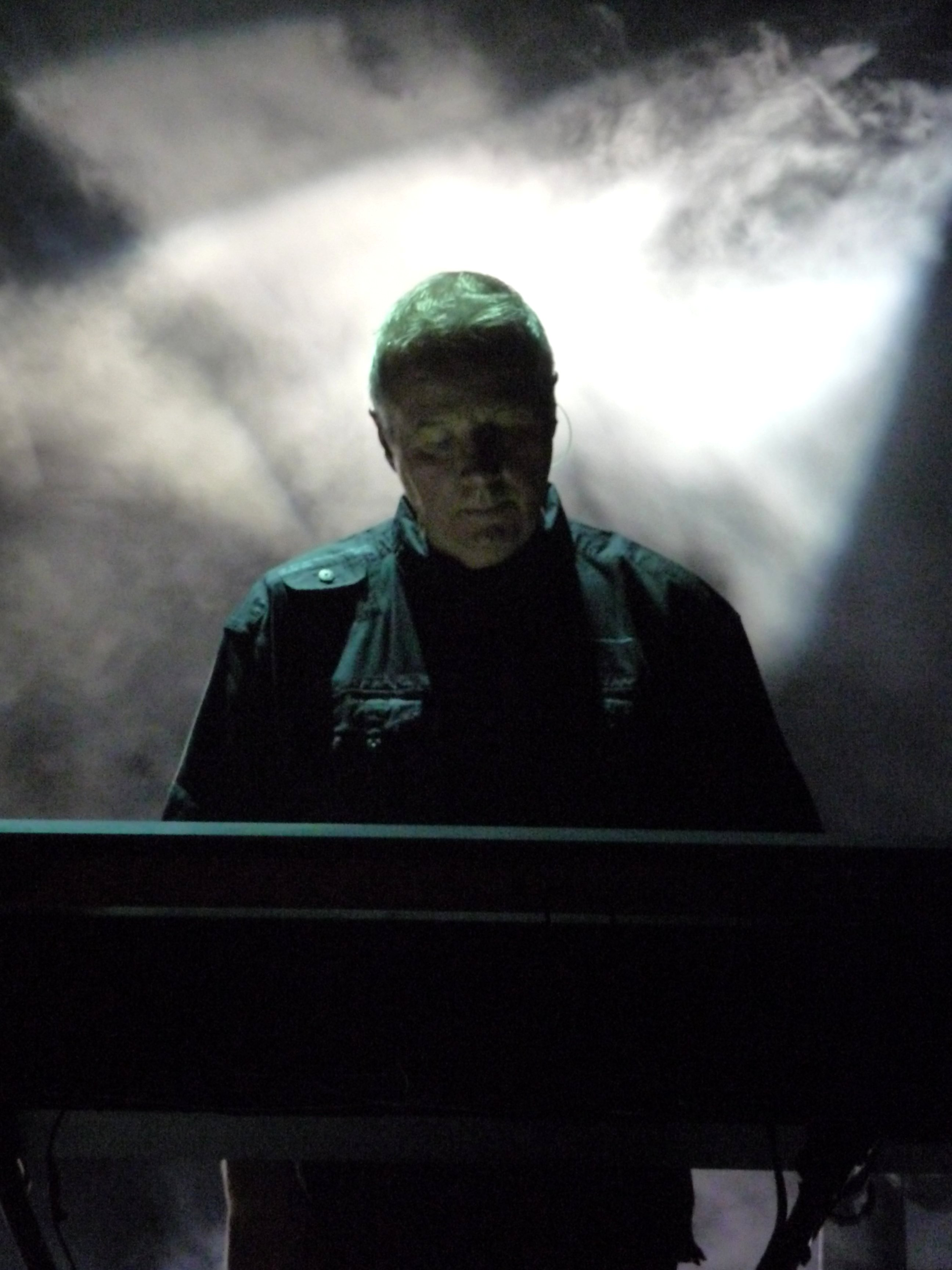
Billy Currie

- 01. April: Billy Currie, britischer Musiker und Songwriter
- 01. April: Loris Kessel, Schweizer Automobilrennfahrer († 2010)
- 01. April: Jürgen Liminski, deutscher Journalist und Autor († 2021)
- 01. April: Ed Nijpels, niederländischer Politiker
- 02. April: Klaus Arp, deutscher Komponist, Dirigent und Musikpädagoge († 2016)
- 03. April: Diether Dehm, deutscher Politiker, auch Liedermacher und Autor
- 03. April: Georges Christoffel Maria Evers, niederländischer Pflegewissenschaftler († 2003)
- 03. April: Roswitha Müller-Piepenkötter, deutsche Politikerin
- 04. April: Klaus Kreuzeder, deutscher Saxophonist († 2014)
- 05. April: Bent Åserud, norwegischer Komponist
- 05. April: Agnetha Fältskog, schwedische Sängerin Agnetha Fältskog

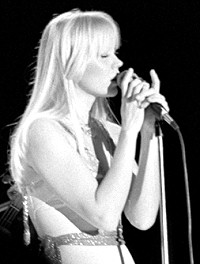
Agnetha Fältskog

- 05. April: Harpo, schwedischer Popsänger
- 06. April: Nelson Dawidjan, sowjetischer Ringer († 2016)
- 06. April: Tina Engel, deutsche Schauspielerin
- 06. April: Sue Schell, schweizerisch-amerikanische Sängerin
- 07. April: Tor Fuglevik, norwegischer Journalist und Medienmanager
- 07. April: Günther Friedrich Nolting, deutscher Politiker († 2008)
- 07. April: Cyriak Schwaighofer, österreichischer Politiker
- 07. April: Franz Wittmann, österreichischer Rallyefahrer
- 08. April: Hans-Rudolf Bachmann, Schweizer evangelisch-reformierter Pfarrer und Autor
- 08. April: Martin Grzimek, deutscher Schriftsteller
- 08. April: Grzegorz Lato, polnischer Fußballspieler
- 08. April: Margrit Wetzel, deutsche Politikerin und MdB († 2021)
- 09. April: Zbigniew Kicka, polnischer Boxer († 2022)
- 09. April: Wolfram Kuschke, deutscher Politiker und Minister des Landes Nordrhein-Westfalen
- 10. April: Kurt Edler, deutscher Lehrer und Hamburger Politiker († 2021)
- 10. April: Eddie Hazel, US-amerikanischer Gitarrist († 1992)
- 11. April: Paul Fromin, französischer Komponist und Dirigent
- 12. April: Georgi Ananiew, bulgarischer Politiker († 2021)
- 12. April: Flavio Briatore, italienischer Sport- und Industriemanager
- 12. April: David Cassidy, US-amerikanischer Schauspieler und Sänger († 2017) David Cassidy

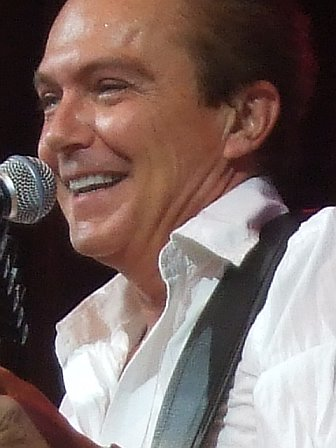
David Cassidy

- 12. April: Emilio Del Guercio, argentinischer Rockgitarrist und -bassist
- 12. April: Joachim Knape, deutscher Professor für Allgemeine Rhetorik
- 13. April: Ron Perlman, US-amerikanischer Schauspieler
- 13. April: Dieter Perlowski, deutscher Schriftsteller
- 14. April: Péter Esterházy, ungarischer Schriftsteller († 2016)
- 14. April: Lester Francel, kolumbianischer Gewichtheber († 2021)
- 15. April: Abd ar-Rahman ibn Hamad al-Attiyya, katarischer Diplomat und Politiker
- 15. April: Ujal Singh Bhatia, Mitglied des WTO Appellate Body
- 15. April: Paul Lüönd, Schweizer Schwyzerörgeler und Politiker († 2014)
- 15. April: Azmi Mohamed Megahed, ägyptischer Volleyballspieler († 2020)
- 16. April: Luqman Arnold, britischer Manager
- 16. April: Thierry Perrier, französischer Automobilrennfahrer
- 17. April: Jean-Jacques Milteau, französischer Bluessänger und Mundharmonikaspieler
- 18. April: Philip Akin, kanadischer Schauspieler
- 18. April: Grigori Sokolow, russischer Pianist
- 18. April: Wolfram Tschiche, DDR-Oppositioneller und Philosoph
- 19. April: Harald Hein, deutscher Fechter († 2008)
- 20. April: Humberto Coelho, portugiesischer Fußballspieler und -trainer
- 20. April: Detlef Helling, deutscher Politiker
- 20. April: Alexander Iwanowitsch Lebed, russischer Politiker und Gouverneur von Krasnojarsk († 2002)
- 20. April: Georg Memminger, deutscher Automobilrennfahrer und Unternehmer
- 21. April: Benedikt Dyrlich, sorbischer Schriftsteller, Politiker und Chefredakteur
- 21. April: Michail Schereschewski, russisch-bulgarischer Schachspieler, -trainer und Buchautor
- 22. April: Peter Frampton, britischer Rockmusiker
- 23. April: Maria Böhmer, deutsche Politikerin und MdB
- 24. April: Rob Hyman, US-amerikanischer Musiker
- 24. April: Anita Lochner, deutsche Schauspielerin und Synchronsprecherin
- 24. April: Helmut Rau, deutscher Politiker und MdL
- 25. April: Helmut Draxler, österreichischer Manager
- 25. April: Steve Ferrone, britischer Soul-Schlagzeuger
- 25. April: Peter Hintze, deutscher Politiker († 2016)
- 25. April: Heribert Rech, deutscher Politiker
- 26. April: Patrick Artero, französischer Jazztrompeter, Kornettist und Flügelhorn-Spieler
- 26. April: Elizabeth Chase, südafrikanisch-simbabwische Hockeyspielerin († 2018)
- 26. April: L. Shankar, indischer Violinist und Komponist
- 27. April: Paolino Pulici, italienischer Fußballspieler
- 27. April: Reinhard Wolf, deutscher Geograph, Natur- und Denkmalschützer, Sachbuchautor
- 28. April: Martin Asphaug, norwegischer Filmregisseur und Drehbuchautor
- 28. April: Brian Brett, kanadischer Schriftsteller und Dichter († 2024)
- 28. April: Jay Leno, US-amerikanischer Komiker und Fernsehmoderator Jay Leno

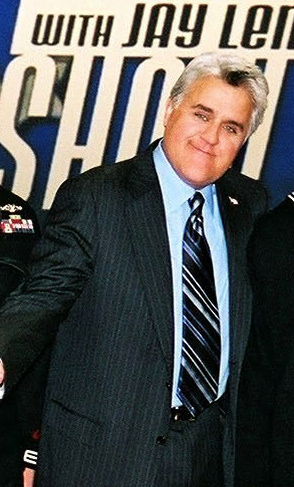
Jay Leno

- 29. April: Hans Altherr, Schweizer Politiker
- 29. April: Karlheinz Hartmann, deutscher Mundartschauspieler († 2023)
- 29. April: Phillip Noyce, australischer Regisseur
- 29. April: Yonehara Mari, japanische Schriftstellerin († 2006)
- 29. April: Bjarne Reuter, dänischer Schriftsteller
- 30. April: Ursula Auerswald, deutsche Ärztin und Politikerin († 2004)
- 30. April: Pedro Barceló, spanisch-deutscher Althistoriker
- 30. April: Iris Davis, US-amerikanische Sprinterin († 2021)
- 30. April: Christine Hohmann-Dennhardt, deutsche Politikerin und Richterin des Bundesverfassungsgerichts

### Mai
- 02. Mai: Ulrich Goll, deutscher Politiker
- 02. Mai: Angela Krauß, deutsche Schriftstellerin
- 02. Mai: Manfred Maurenbrecher, deutscher Liedermacher und Autor
- 02. Mai: Eve Kosofsky Sedgwick, US-amerikanische Gender-Theoretikerin und Autorin († 2009)
- 03. Mai: Dag Syver Arnesen, norwegischer Pianist
- 03. Mai: Wolfram Bodag, deutscher Bluesmusiker, Textautor und Komponist
- 03. Mai: Mary Hopkin, britische Sängerin
- 03. Mai: Helmuth Pree, österreichischer Kirchenrechtler
- 04. Mai: Julien Sanchez, französischer Automobilrennfahrer
- 05. Mai: Elaine Fuchs, US-amerikanische Biologin
- 05. Mai: Maggie MacNeal, niederländische Sängerin
- 05. Mai: Morton Rhue, US-amerikanischer Schriftsteller Morton Rhue

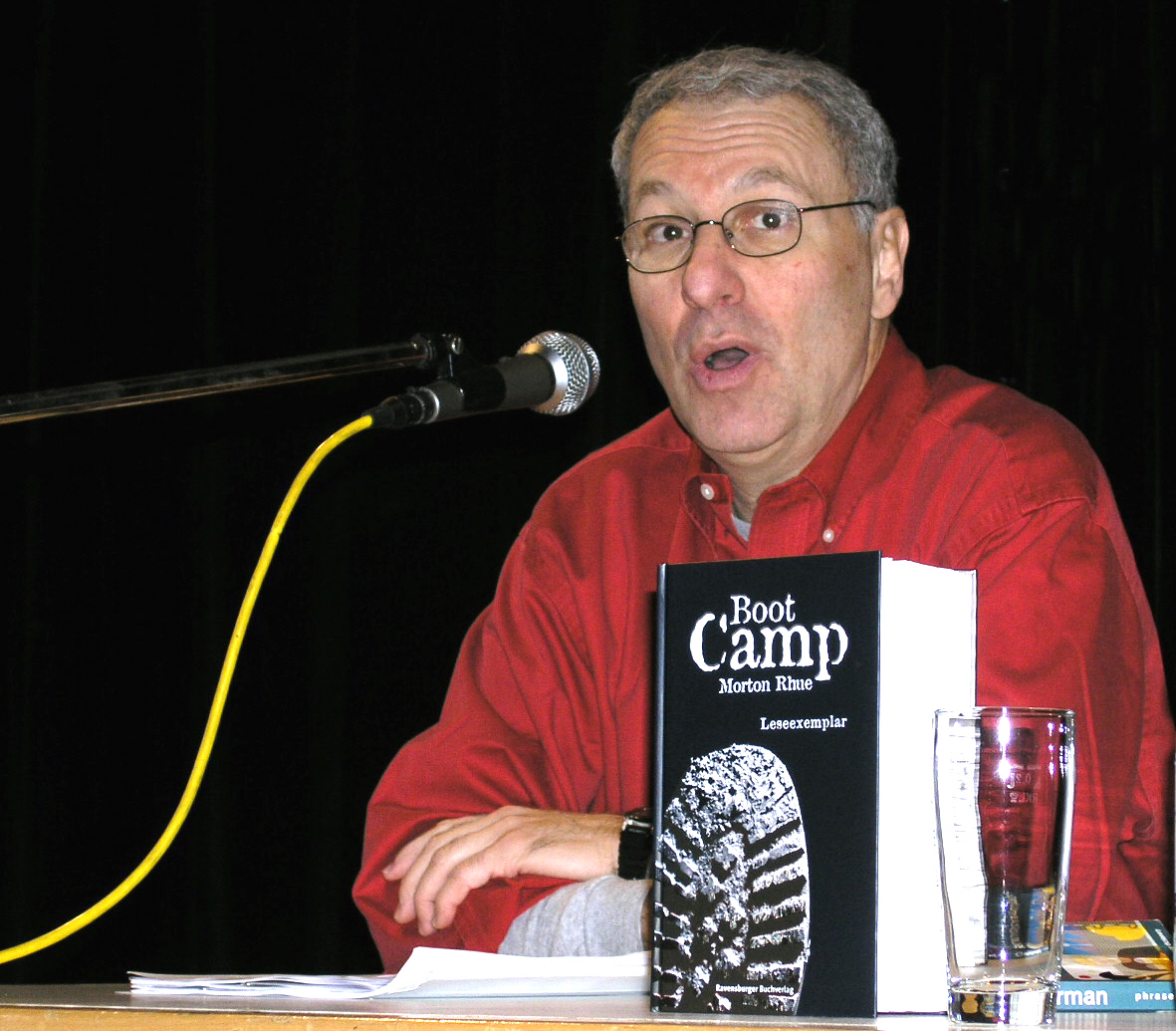
Morton Rhue

- 05. Mai: Barbara Salesch, deutsche Richterin
- 06. Mai: Jeffery Deaver, US-amerikanischer Schriftsteller
- 06. Mai: Stelian Moculescu, rumänisch-deutscher Volleyballspieler und -trainer
- 06. Mai: Rainer Potschak, deutscher Fußballspieler
- 07. Mai: Anna Elisabeth Achatz, österreichische Landwirtin und Politikerin
- 07. Mai: Hendrik Arnst, deutscher Schauspieler († 2024)
- 07. Mai: John Coates, australischer Jurist und Sportfunktionär
- 07. Mai: Elisabeth Gürtler-Mauthner, österreichische Unternehmerin
- 07. Mai: Helmut Matthies, deutscher evangelischer Theologe und Journalist
- 07. Mai: Jürgen Schwer, deutscher Eishockeyspieler
- 07. Mai: Bernd Tauber, deutscher Schauspieler
- 08. Mai: Juan Manuel Bellón López, spanischer Schachspieler
- 08. Mai: José Ángel Gurría, mexikanischer Politiker und OECD-Generalsekretär
- 08. Mai: Nancy Telfer, kanadische Komponistin und Chorleiterin
- 09. Mai: Luciano Spinosi, italienischer Fußballspieler
- 11. Mai: Rolf Gith, deutscher Maler, Grafiker und Designer
- 12. Mai: Bruce Boxleitner, US-amerikanischer Schauspieler
- 12. Mai: Gabriel Byrne, irischer Filmschauspieler
- 12. Mai: Günter „Holly“ Holwas, deutscher Bluesmusiker († 2014)
- 12. Mai: Renate Stecher, deutsche Leichtathletin
- 13. Mai: Sleiman Hajjar, libanesischer Bischof in Kanada († 2002)
- 13. Mai: Danny Kirwan, britischer Musiker († 2018)
- 13. Mai: Stevie Wonder, US-amerikanischer Pop-Sänger Stevie Wonder

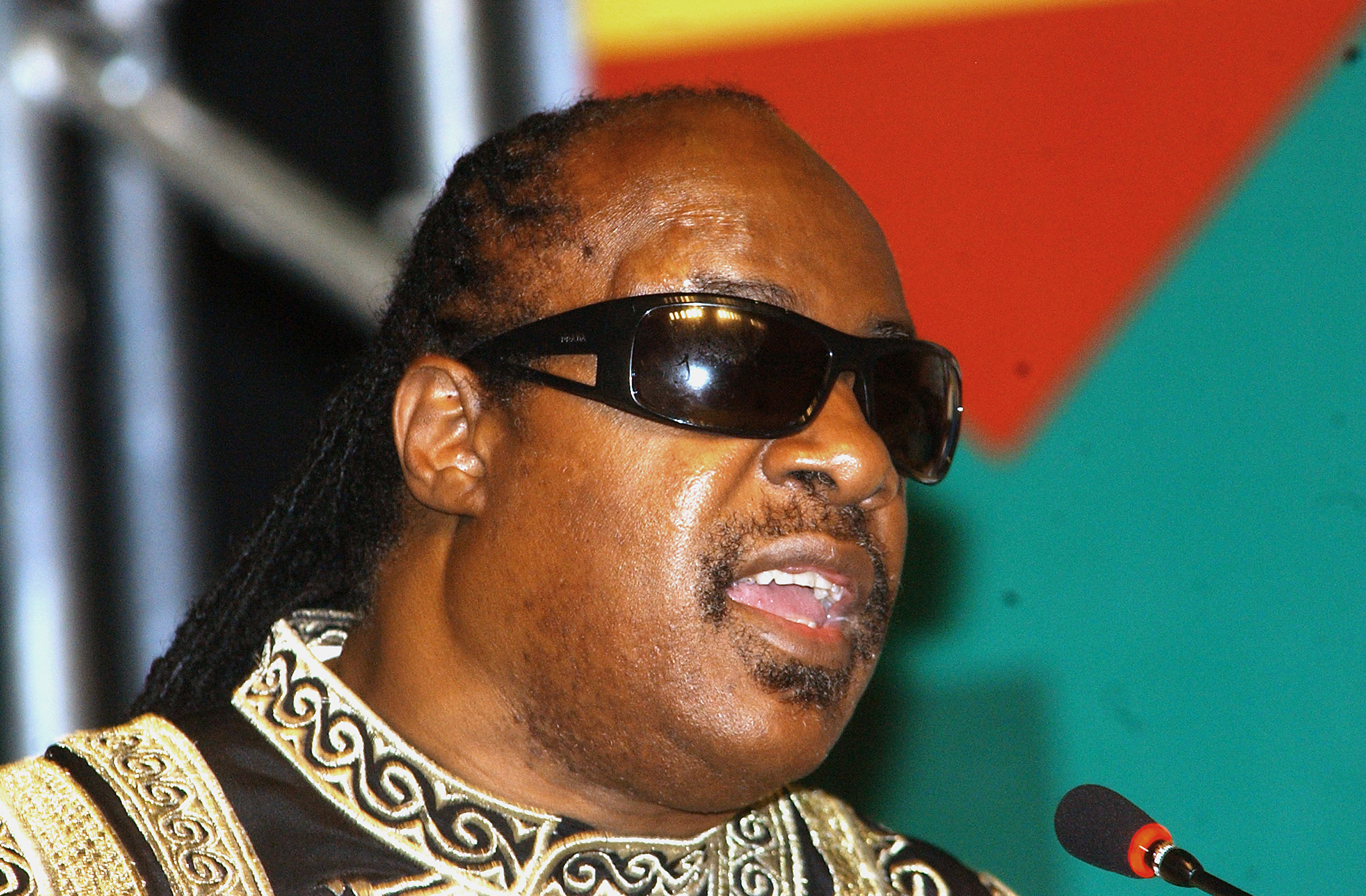
Stevie Wonder

- 14. Mai: Mark Blum, US-amerikanischer Schauspieler († 2020)
- 14. Mai: Veljko Barbieri, kroatischer Autor
- 15. Mai: Ernst Paul Dörfler, deutscher Autor, Umweltschützer und Mitbegründer der Grünen Partei in der DDR Ernst Dörfler

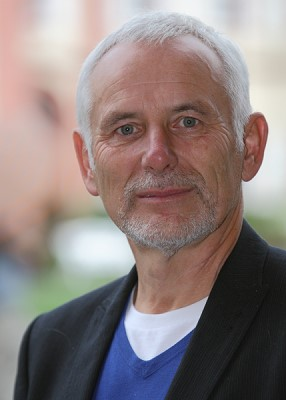
Ernst Dörfler

- 15. Mai: Loucif Hamani, algerischer Boxer († 2021)
- 15. Mai: Bernd Schröder, deutscher Politiker († 2013)
- 16. Mai: Georg Bednorz, deutscher Physiker
- 16. Mai: Siemen Rühaak, deutscher Schauspieler, Sänger und Regisseur
- 17. Mai: Howard Ashman, US-amerikanischer Autor und Produzent († 1991)
- 17. Mai: Janez Drnovšek, slowenischer Politiker und Staatsmann († 2008)
- 17. Mai: Werther Lohse, deutscher Rockmusiker
- 17. Mai: Algirdas Martinaitis, litauischer Komponist
- 17. Mai: Walerija Nowodworskaja, russische radikal-liberale Politikerin und Publizistin († 2014)
- 17. Mai: Lena Wixell, ehemalige schwedische Kinderdarstellerin
- 18. Mai: Thomas Gottschalk, deutscher Fernsehmoderator und Schauspieler Thomas Gottschalk

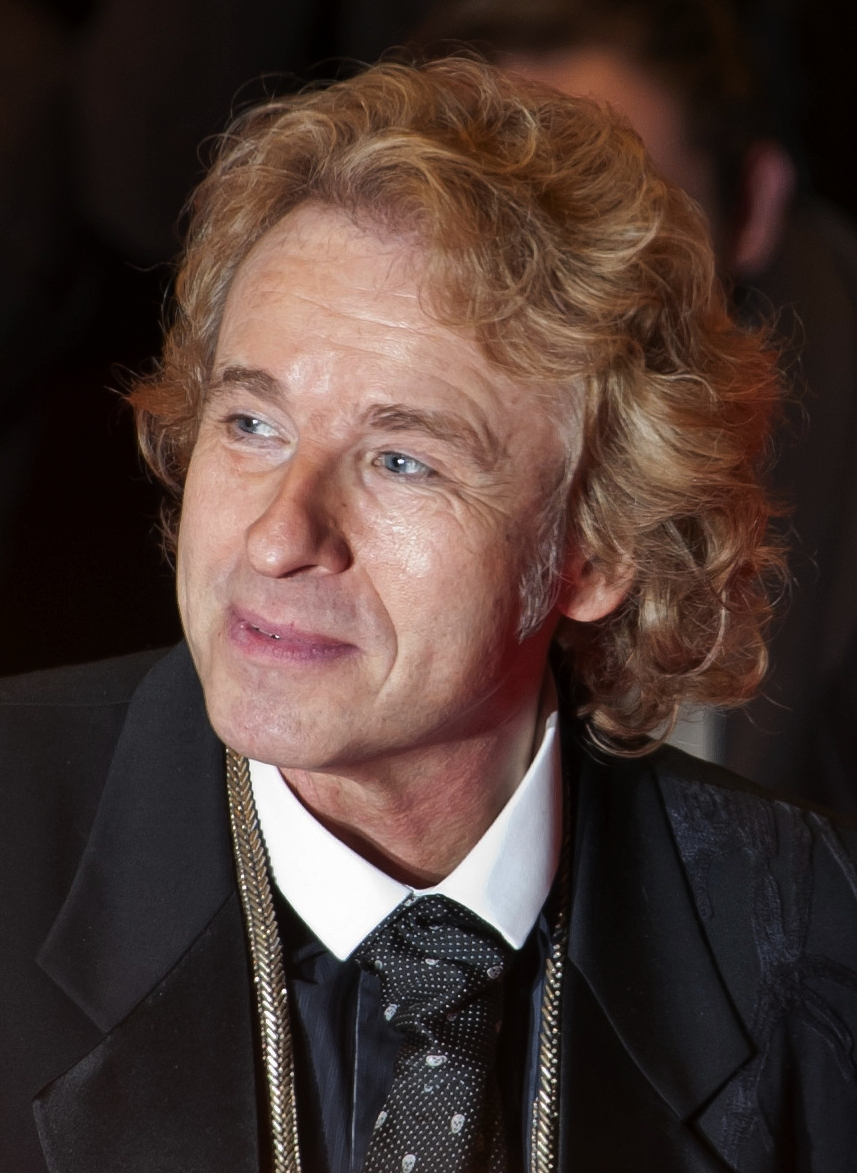
Thomas Gottschalk

- 18. Mai: Mark Mothersbaugh, US-amerikanischer Musiker, Komponist und Sänger
- 19. Mai: Obisia Nwankpa, nigerianischer Boxer († 2025)
- 19. Mai: Peter Ponger, österreichischer Jazzpianist und Filmkomponist
- 19. Mai: Tadeusz Ślusarski, polnischer Leichtathlet († 1998)
- 19. Mai: Austin Stevens, südafrikanischer Abenteurer und Dokumentarfilmer
- 20. Mai: Ray Bellm, britischer Automobilrennfahrer
- 20. Mai: Victor Lewis, US-amerikanischer Jazz-Schlagzeuger
- 22. Mai: Michio Ashikaga, japanischer Fußballspieler
- 22. Mai: Wolfgang Rüter, deutscher Schauspieler
- 23. Mai: Matthias Holtmann, deutscher Hörfunk-Redakteur
- 23. Mai: Karl Knaup, deutscher Schauspieler und Sprecher
- 25. Mai: Otomar Kvěch, tschechischer Komponist und Musikpädagoge († 2018)
- 25. Mai: Thomas Osman, eritreischer Bischof
- 26. Mai: Jewgeni Gorstkow, sowjetischer Boxer († 2020)
- 26. Mai: Ewa Klamt, deutsche Politikerin und Mitglied des Europäischen Parlaments
- 27. Mai: Dee Dee Bridgewater, US-amerikanische Jazz-Sängerin
- 27. Mai: Rita Grießhaber, deutsche Politikerin
- 27. Mai: Heinz Lanfermann, deutscher Politiker († 2024)
- 29. Mai: Oskar Ansull, deutscher Schriftsteller und Rezitator
- 29. Mai: Matthias Siegfried Augustin, deutscher Theologe
- 29. Mai: Lothar Hay, deutscher Politiker
- 29. Mai: Rebbie Jackson, US-amerikanische Sängerin und Musikerin
- 30. Mai: Bertrand Delanoë, französischer Politiker, Bürgermeister von Paris
- 30. Mai: Peter van Roye, deutscher Ruderer
- 31. Mai: Volker Anding, deutscher Regisseur, Multimediakünstler, Grimmepreisträger und Hochschullehrer
- 31. Mai: Jorge Enrique Taiana, argentinischer Politiker
- 00. Mai: Abu Ubaida al-Banschiri, ägyptischer Terrorist († 1996)

### Juni
- 01. Juni: Tim Bishop, US-amerikanischer Politiker
- 01. Juni: Peter Hans, deutscher Politiker († 2007)
- 01. Juni: Annemarie Jorritsma, niederländische Politikerin
- 01. Juni: Gennadi Manakow, sowjetischer Kosmonaut († 2019)
- 01. Juni: Roger Van Gool, belgischer Fußballspieler
- 02. Juni: Nicos Apostolidis, deutsch-griechischer Musiker
- 02. Juni: Edmond Brooks, australischer Wasserballspieler († 2022)
- 02. Juni: Jonathan Evans, britischer Politiker
- 03. Juni: Marianne Bachmeier, deutsche Frau, die den Mörder ihrer Tochter erschoss († 1996)
- 03. Juni: Peter de Bie, niederländischer Journalist und Radiomoderator († 2025)
- 03. Juni: Melissa Mathison, US-amerikanische Drehbuchautorin († 2015)
- 03. Juni: Suzi Quatro, US-amerikanische Sängerin
- 05. Juni: Avi Assouly, französischer Fußballspieler, Sportjournalist und Politiker († 2025)
- 05. Juni: Albrecht Beutelspacher, deutscher Mathematiker
- 05. Juni: Thea Dückert, deutsche Politikerin
- 05. Juni: Ronnie Dyson, US-amerikanischer Popsänger († 1990)
- 05. Juni: Johannes Voggenhuber, österreichischer Politiker
- 06. Juni: Chantal Akerman, belgische Filmregisseurin und Professorin für Film († 2015)
- 08. Juni: Sônia Braga, brasilianische Schauspielerin
- 09. Juni: Ulrich Adam, deutscher Politiker und MdB
- 09. Juni: Trevor Bolder, englischer Rockbassist († 2013)
- 09. Juni: Angelika Buck, deutsche Eiskunstläuferin
- 10. Juni: Hans Hugenholtz Junior, niederländischer Automobilrennfahrer und Unternehmer
- 10. Juni: Anna Jantar, polnische Schlagersängerin († 1980)
- 10. Juni: Marcel Khalifé, libanesischer Musiker und Komponist
- 12. Juni: Klaus Eberhartinger, österreichischer Musiker und Comedian
- 12. Juni: Wjatscheslaw Polunin, russischer Clown
- 13. Juni: Nick Brown, britischer Politiker und Minister
- 13. Juni: Gerd Zewe, deutscher Fußballspieler
- 14. Juni: Cosey, Schweizer Comic-Zeichner und Illustrator
- 14. Juni: Rowan Williams, Erzbischof von Canterbury Rowan Williams

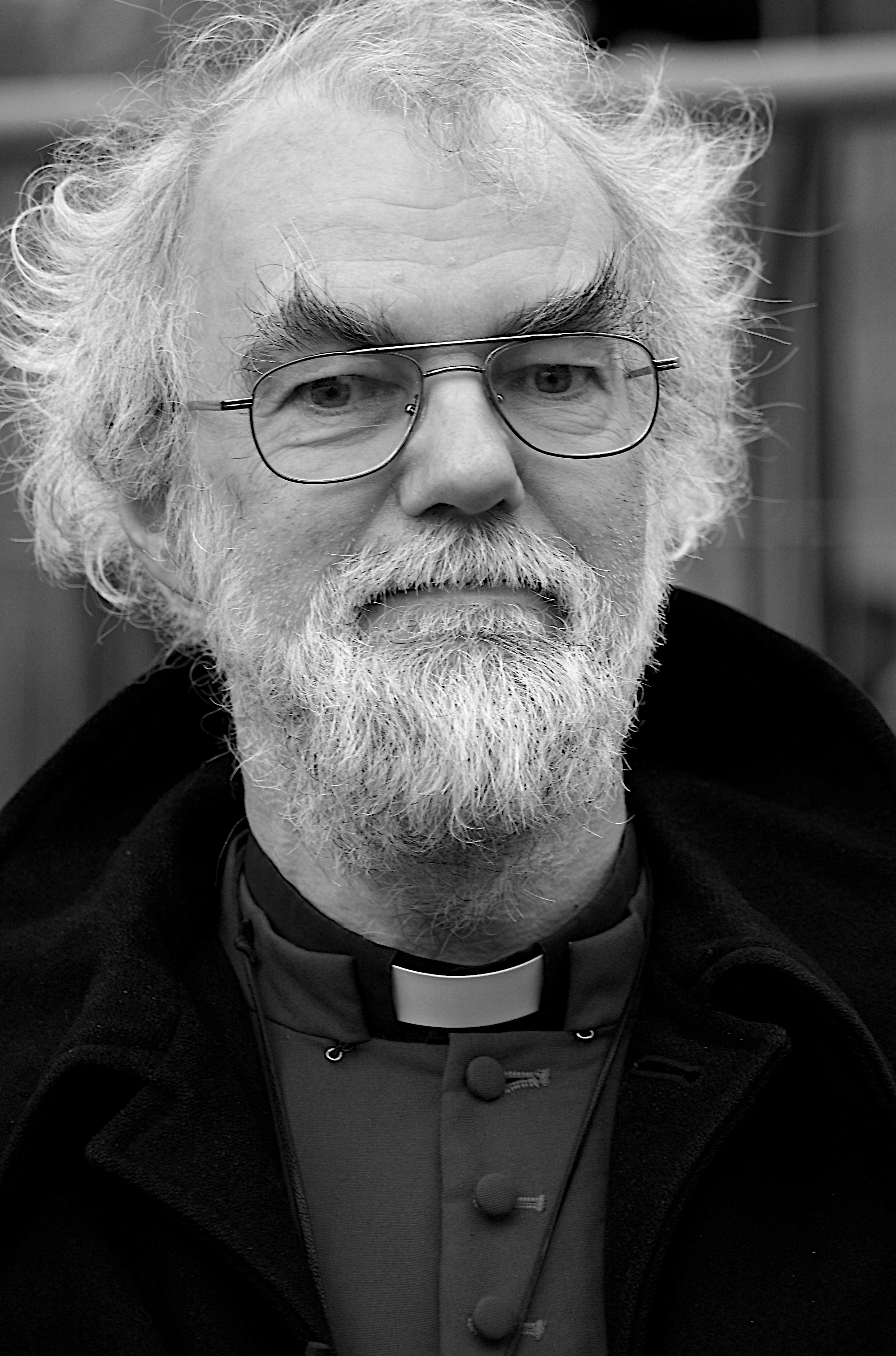
Rowan Williams

- 15. Juni: Alan Feinberg, US-amerikanischer Pianist und Musikpädagoge
- 15. Juni: Christine Hunt, australische Speerwerferin († 2020)
- 15. Juni: Lakshmi Mittal, indischer Stahlmagnat Lakshmi Mittal

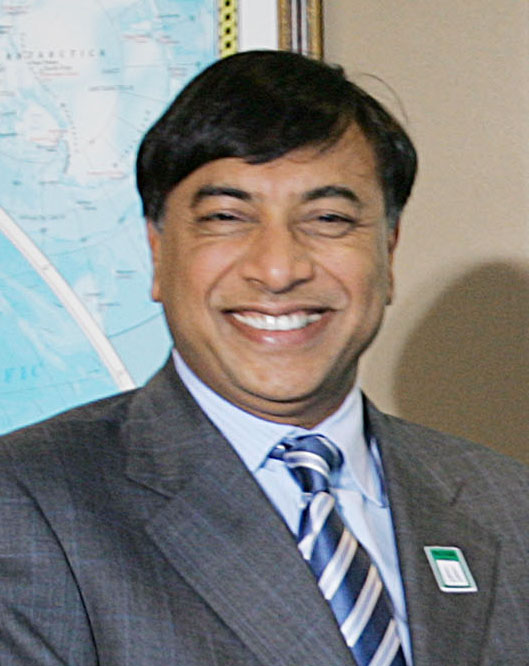
Lakshmi Mittal

- 16. Juni: Paweł Anweiler, deutscher Theologe
- 16. Juni: Klaus Lage, deutscher Musiker
- 17. Juni: Thomas Freitag, deutscher Kabarettist
- 17. Juni: Rudolf Mang, deutscher Gewichtheber († 2018)
- 18. Juni: Annelie Ehrhardt, deutsche Leichtathletin († 2024)
- 18. Juni: Mike Johanns, US-amerikanischer Politiker
- 18. Juni: Jackie Leven, britischer Komponist und Folk-Musiker († 2011)
- 19. Juni: Ann Wilson, Frontsängerin der Gruppe Heart
- 19. Juni: Sylvie Gaudin, französische Malerin und Glasmalerin († 1994)
- 20. Juni: Gudrun Landgrebe, deutsche Schauspielerin Gudrun Landgrebe

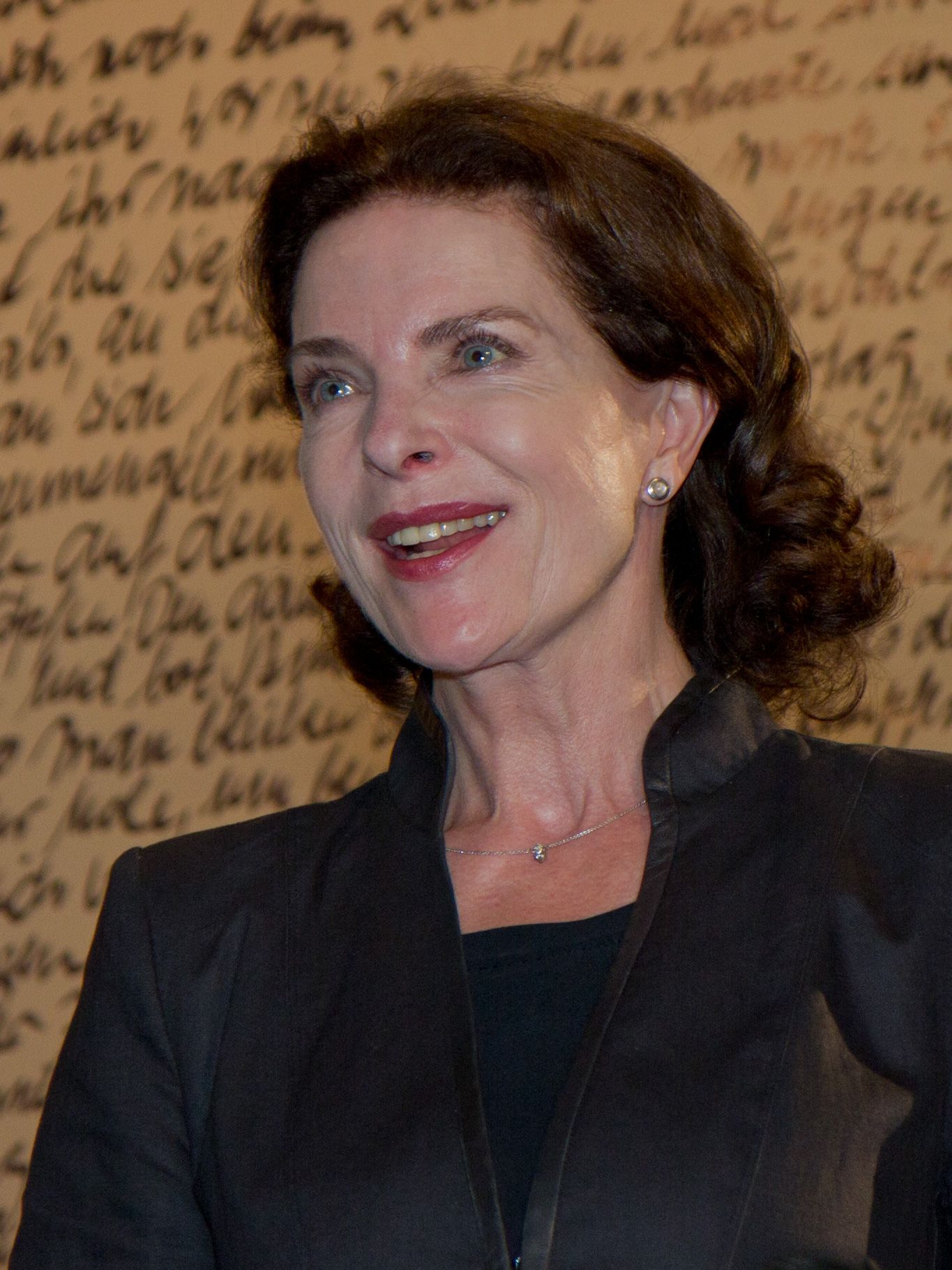
Gudrun Landgrebe

- 21. Juni: Rainer Arnold, deutscher Politiker und MdB
- 21. Juni: Anne Carson, kanadische Dichterin, Essayistin, Übersetzerin und klassische Philologin
- 21. Juni: John Paul Young, australischer Popsänger
- 22. Juni: Adrian Năstase, rumänischer Politiker
- 22. Juni: Zenonas Petrauskas, litauischer Völkerrechtler und Politiker († 2009)
- 23. Juni: Dave Butz, US-amerikanischer American-Football-Spieler († 2022)
- 23. Juni: Pavel Gililov, russischer Pianist
- 23. Juni: Wolfgang Herrmann, deutscher Sänger, Komponist, Texter und Arrangeur
- 23. Juni: John Katzenbach, US-amerikanischer Schriftsteller
- 23. Juni: Dieter Kley, deutscher Jurist
- 23. Juni: Orani João Kardinal Tempesta, Erzbischof von Rio de Janeiro
- 24. Juni: Wilfried, österreichischer Sänger († 2017)
- 25. Juni: Dietmar Aschenbach, deutscher Skispringer und Trainer
- 25. Juni: Paul Breuer, deutscher Politiker, Landrat von Siegen-Wittgenstein
- 25. Juni: Michel Côté, kanadischer Schauspieler († 2023)
- 25. Juni: Uğur Erdener, türkischer Sportfunktionär
- 26. Juni: Peter Gaymann, deutscher Cartoonist und Autor
- 26. Juni: Klaus Schlagheck, deutscher Handballspieler
- 27. Juni: Clay Blaker, US-amerikanischer Country-Musiker
- 27. Juni: Renate Gradistanac, deutsche Politikerin
- 27. Juni: Ursula Kabas, österreichische Schriftstellerin
- 28. Juni: Ulvi Arslan, deutscher Bauingenieur
- 28. Juni: Guttorm Guttormsen, norwegischer Jazzmusiker
- 28. Juni: Ernst Kranz, deutscher Politiker
- 28. Juni: Marlene Streeruwitz, österreichische Schriftstellerin
- 29. Juni: Gerald Thalheim, deutscher Politiker
- 30. Juni: Bodo Fürneisen, deutscher Filmregisseur und Drehbuchautor
- 30. Juni: Kris Tompkins, US-amerikanische Unternehmerin und Umweltschützerin
- 30. Juni: Leonard Whiting, britischer Schauspieler

### Juli
- 01. Juli: Elke Aberle, deutsche Schauspielerin
- 01. Juli: Konrad Breitenborn, deutscher Historiker und Politiker, MdL

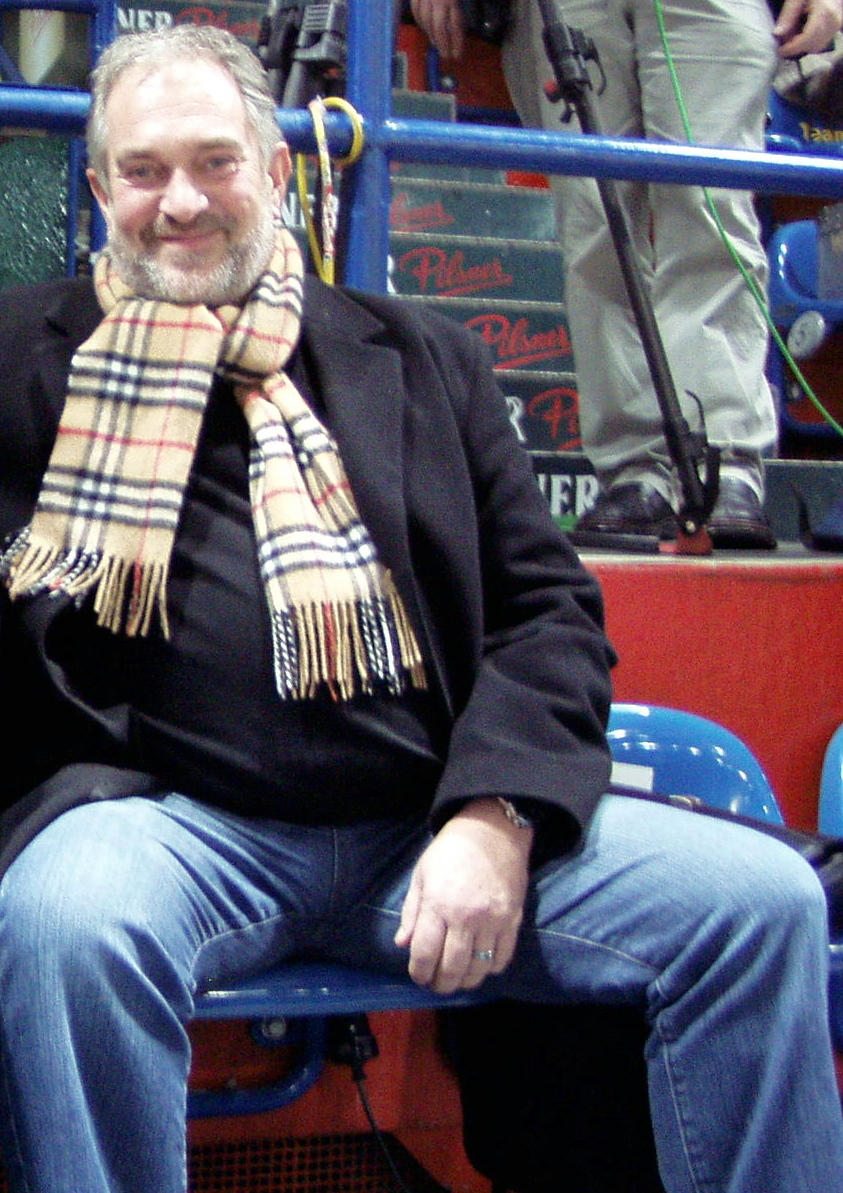
Reinhard Mirmseker

- 01. Juli: Reinhard Mirmseker, deutscher Eiskunstläufer
- 02. Juli: Dirk Busch, deutscher Sänger, Komponist und Soziologe
- 02. Juli: Annika Thor, schwedische Schriftstellerin
- 03. Juli: James Hahn, US-amerikanischer Politiker, Bürgermeister von Los Angeles
- 05. Juli: Huey Lewis, US-amerikanischer Musiker und Schauspieler
- 05. Juli: Manfred Schütz, deutscher Unternehmer († 2025)
- 06. Juli: Gabriele Albertini, italienischer Politiker
- 06. Juli: Hans-Joachim Andree, deutscher Fußballspieler
- 06. Juli: Rainer Osmann, deutscher Handballspieler und -trainer
- 07. Juli: Vaughn Armstrong, US-amerikanischer Filmschauspieler
- 07. Juli: Gerda Hasselfeldt, deutsche Politikerin
- 09. Juli: Wiktor Janukowytsch, ukrainischer Politiker
- 09. Juli: Adriano Panatta, italienischer Tennisspieler
- 09. Juli: Ignatius Suharyo Hardjoatmodjo, indonesischer Erzbischof und Kardinal
- 10. Juli: Prokopis Pavlopoulos, griechischer Staatspräsident
- 10. Juli: James Anthony Walker, US-amerikanischer Komponist
- 11. Juli: Petras Ancelis, litauischer Jurist, Kriminalist, Rechtswissenschaftler und Professor
- 12. Juli: Eric Carr, US-amerikanischer Musiker und Schlagzeuger († 1991)
- 12. Juli: Helmut Rieder, deutscher Mathematiker
- 13. Juli: Leonid Gosman, russischer Politiker
- 13: Juli: Janet Rossant, britisch-kanadische Entwicklungsbiologin und Genetikerin
- 14. Juli: Frank Carillo, US-amerikanischer Rockmusiker
- 15. Juli: Lam Akol Ajawin, sudanesischer Politiker
- 15. Juli: Regine Heintze, deutsche Schauspielerin
- 16. Juli: Gerd Christian, eigentlich Gerd-Christian Biege, deutscher Schlagersänger
- 17. Juli: Anthony Ríos, dominikanischer Sänger und Komponist († 2019)
- 17. Juli: Phoebe Snow, US-amerikanische Sängerin († 2011)
- 17. Juli: Andreas Troge, deutscher Volkswirtschaftler, Präsident des Umweltbundesamtes
- 18. Juli: Richard Branson, englischer Unternehmer, Ballonfahrer
- 18. Juli: Robert Harold Bredl, australischer Dokumentarfilmer, Wildparkbesitzer und Reptilienspezialist
- 18. Juli: Jack Layton, kanadischer Politiker († 2011)
- 18. Juli: Jakob Tanner, Schweizer Neuzeithistoriker
- 18. Juli: Mark Udall, US-amerikanischer Politiker

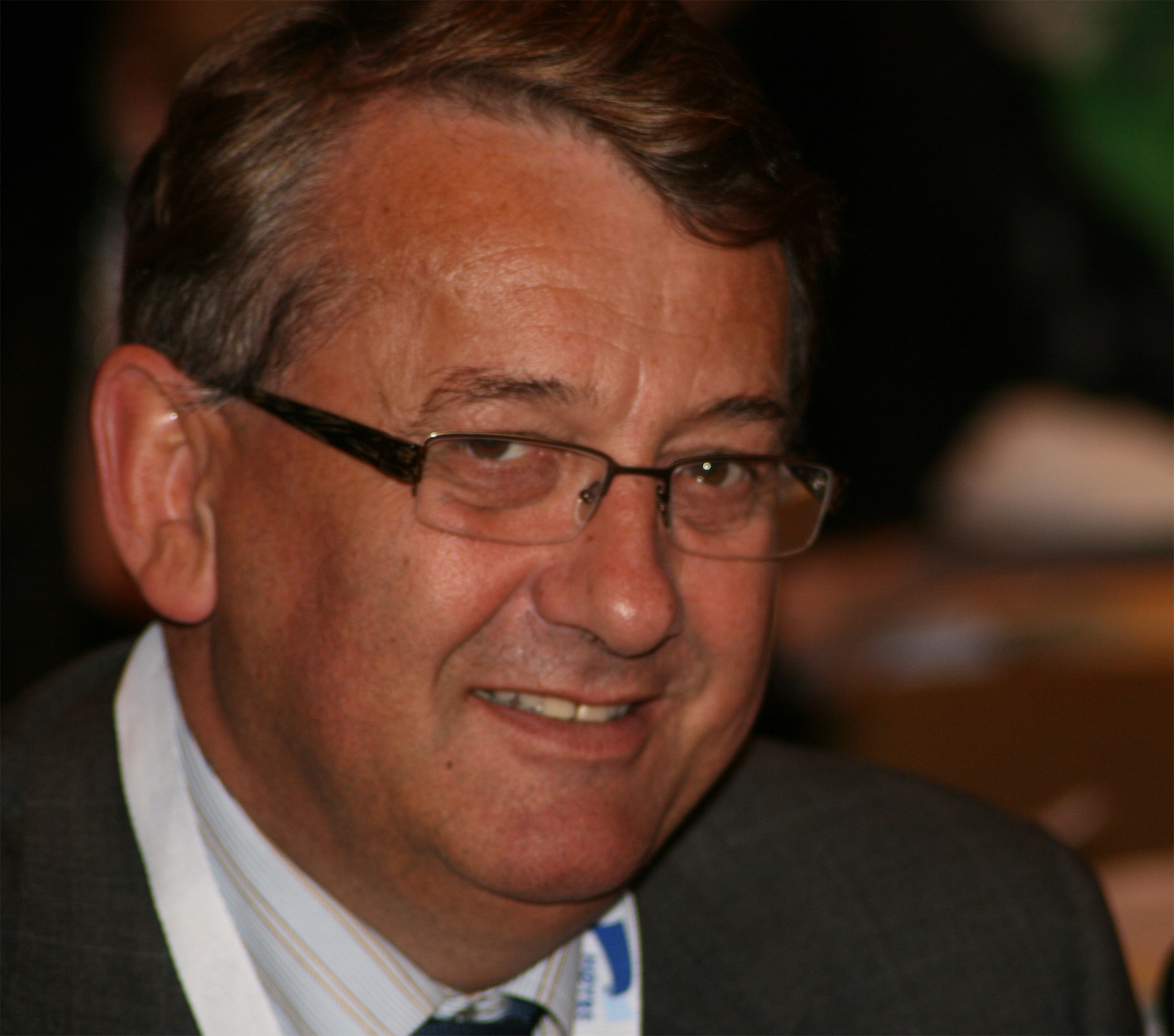
Per-Kristian Foss

- 19. Juli: Per-Kristian Foss, norwegischer Politiker
- 20. Juli: Elfriede Kern, österreichische Schriftstellerin
- 21. Juli: Ubaldo Fillol, argentinischer Fußballspieler
- 21. Juli: Hans-Kurt Hill, deutscher Politiker
- 22. Juli: Josef Falkinger, österreichischer Volkswirt
- 23. Juli: Igor Giorgadse, georgischer Staatssicherheitsminister
- 23. Juli: Konrad Nabel, deutscher Politiker († 2021)
- 24. Juli: Walter Schachermayer, österreichischer Mathematiker
- 24. Juli: James Glickenhaus, US-amerikanischer Regisseur, Drehbuchautor, Produzent und Investment-Manager
- 25. Juli: Gerold Amelung, deutscher Diplomat
- 25. Juli: Juan Roca, kubanischer Basketballspieler († 2022)
- 28. Juli: Hellmut Königshaus, deutscher Politiker und MdB
- 28. Juli: Isidore Battikha, syrischer Erzbischof
- 29. Juli: Monika Auweter-Kurtz, deutsche Physikerin
- 29. Juli: Jenny Holzer, US-amerikanische Konzeptkünstlerin
- 29. Juli: Maricica Puică, rumänische Leichtathletin und Olympiasiegerin
- 29. Juli: Helmut Schmitzberger, österreichischer Komponist und Dirigent
- 29. Juli: Radu Voina, rumänischer Handballspieler und -trainer
- 30. Juli: Erroll Fraser, Eisschnellläufer von den Britischen Jungferninseln († 2002)
- 30. Juli: Frank Stallone, US-amerikanischer Schauspieler und Sänger
- 31. Juli: Michel Gonneville, kanadischer Komponist
- 31. Juli: Reinhard Kluth, deutscher Kirchenmusiker († 2020)
- 31. Juli: Gérard Tremblay, französischer Automobilrennfahrer
- 000Juli: Robert „Bob“ McCarron (auch bekannt als „Dr. Bob“ aus dem Dschungelcamp), australischer Spezialeffektkünstler, Maskenbildner und ausgebildeter Paramedic

### August
- 01. August: Annegrit Arens, deutsche Schriftstellerin und Drehbuchautorin
- 01. August: Stephan Braunfels, deutscher Architekt
- 01. August: Roy Williams, US-amerikanischer Basketballtrainer
- 02. August: Jussi Adler-Olsen, dänischer Autor
- 02. August: Joan Albert Amargós, spanischer Dirigent und Komponist

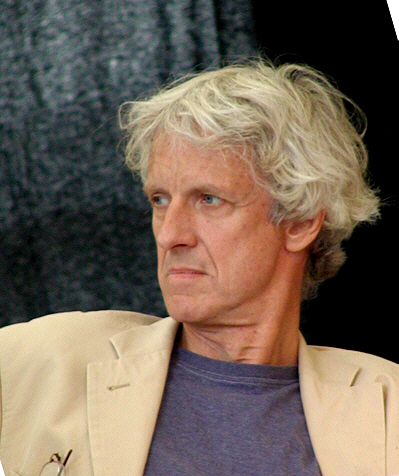
Mathieu Carrière

- 02. August: Mathieu Carrière, deutscher Schauspieler
- 02. August: Ken Kutaragi, japanischer Manager
- 02. August: Ted Turner, britischer Gitarrist
- 03. August: Waldemar Cierpinski, deutscher Marathonläufer
- 03. August: John Landis, US-amerikanischer Filmregisseur und Drehbuchautor
- 03. August: Ernesto Samper, kolumbianischer Politiker, Staatspräsident der Republik Kolumbien
- 04. August: Giulia Follina, deutsche Schauspielerin
- 04. August: István Jónyer, ungarischer Tischtennisspieler
- 04. August: Danny Williams, kanadischer Politiker
- 05. August: Dieter Ammer, deutscher Manager

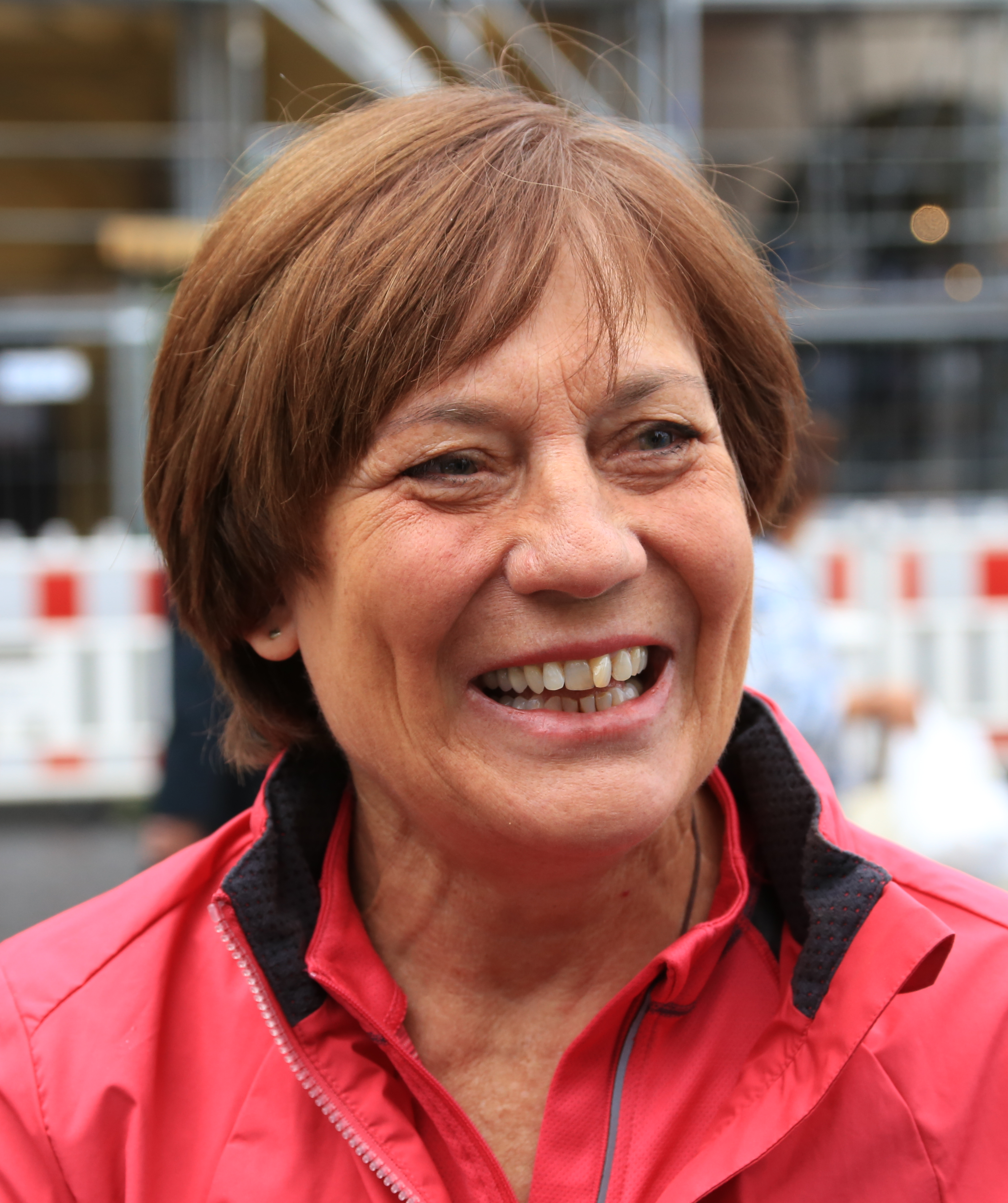
Rosi Mittermaier

- 05. August: Rosi Mittermaier, deutsche Skirennläuferin († 2023)
- 05. August: Frank Terletzki, deutscher Fußballspieler
- 06. August: Damião António Franklin, angolanischer Erzbischof von Luanda († 2014)
- 07. August: Rodney Crowell, US-amerikanischer Country-Sänger, Songwriter und Produzent
- 07. August: Éric Graham, französischer Automobilrennfahrer
- 07. August: Michael Stein, deutscher Schlagersänger († 2021)
- 07. August: Dave Wottle, US-amerikanischer Mittelstreckenläufer und Olympiasieger
- 08. August: Martine Aubry, französische Politikerin und Bürgermeisterin von Lille
- 08. August: W. Craig Broadwater, US-amerikanischer Jurist († 2006)
- 08. August: Jamie O’Hara, US-amerikanischer Country-Sänger und -Songwriter († 2021)
- 09. August: Anémone, französische Schauspielerin († 2019)
- 09. August: Ulla Brede-Hoffmann, deutsche Politikerin
- 09. August: Mauro Corona, italienischer Alpinist, Bildhauer und Schriftsteller
- 10. August: Patti Austin, US-amerikanischer Soul-, R&B und Jazzsängerin
- 10. August: Rémy Girard, kanadischer Schauspieler
- 11. August: Elmar Kraushaar, deutscher Journalist und Schriftsteller

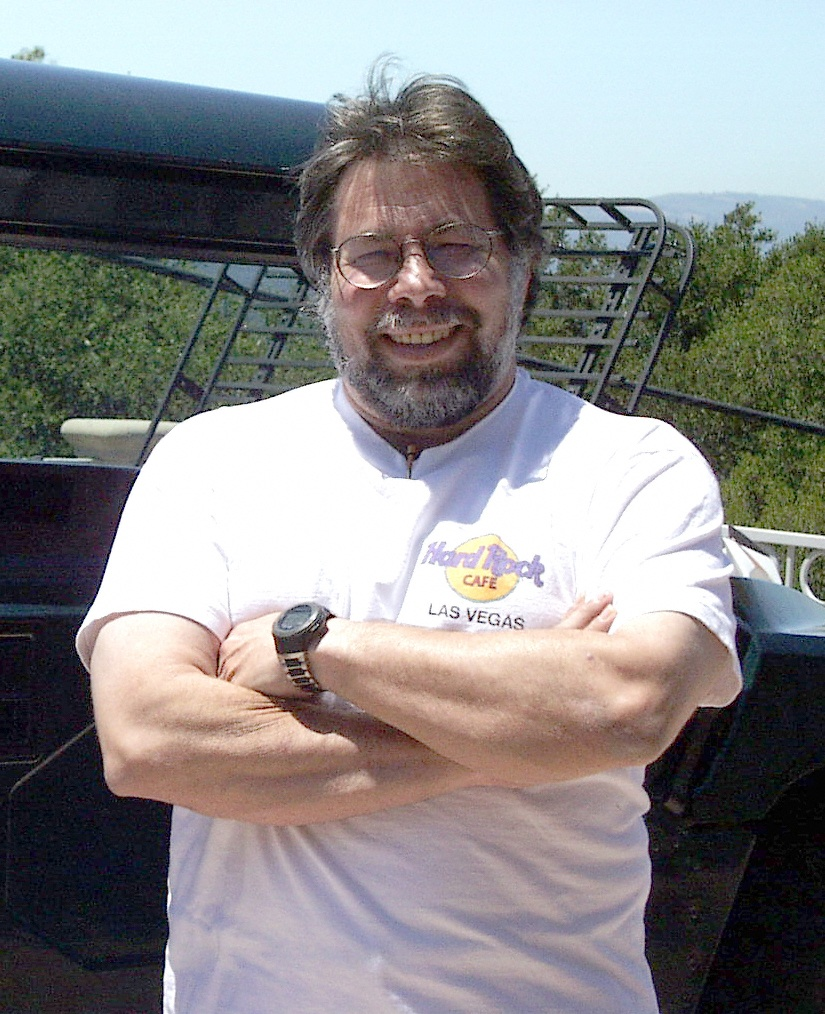
Steve Wozniak

- 11. August: Steve Wozniak, US-amerikanischer Computeringenieur und Unternehmer, Mitbegründer von Apple Computer

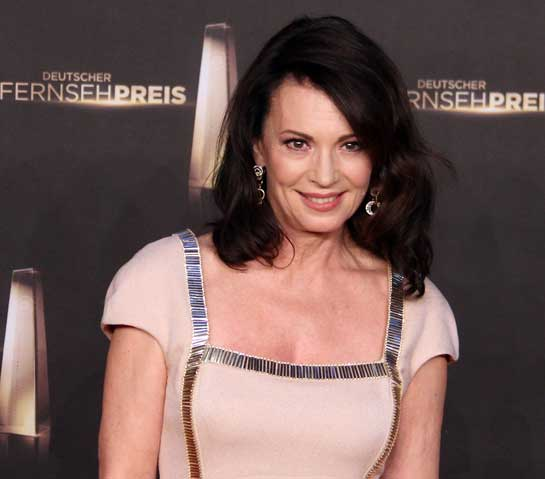
Iris Berben

- 12. August: Iris Berben, deutsche Schauspielerin
- 12. August: George McGinnis, US-amerikanischer Basketballspieler († 2023)
- 14. August: Gary Larson, US-amerikanischer Comic-Zeichner und Cartoonist
- 14. August: Joseph Pehrson, US-amerikanischer Komponist und Pianist († 2020)
- 15. August: Kurt Andermann, deutscher Historiker und Archivar
- 15. August: Anne-Marie Beukes, südafrikanische Sprachwissenschaftlerin
- 15. August: Neil J. Gunther, australischer Wissenschaftler
- 15. August: Anne, Princess Royal, englische Prinzessin und Tochter von Elisabeth II.
- 15. August: Jorma Ollila, finnischer Unternehmer
- 15. August: Gaylen Ross, US-amerikanische Filmschaffende und ehemalige Schauspielerin
- 15. August: Erwin Stricker, italienischer Skirennläufer und Unternehmer († 2010)
- 16. August: Hasely Crawford, Leichtathlet aus Trinidad und Tobago
- 16. August: Wiltrud Drexel, österreichische Skirennläuferin
- 16. August: Josef Göppel, deutscher Politiker († 2022)
- 17. August: Christian Kohlund, Schweizer Schauspieler
- 18. August: Jeffrey Burns, US-amerikanischer Komponist und Pianist († 2004)
- 18. August: Jerry Martin, US-amerikanischer Skispringer
- 18. August: Fusanosuke Natsume, japanischer Mangaka und Mangakritiker
- 18. August: Wjatscheslaw Semenow, sowjetischer Fußballspieler († 2022)
- 18. August: Ingo Stawitz, deutscher Politiker
- 19. August: Anita Ammersfeld, österreichische Sopranistin, Schauspielerin und Theaterdirektorin
- 20. August: Manfred Wittrock, deutscher Psychologe
- 20. August: Petra Kandarr, deutsche Sprinterin († 2017)
- 20. August: Irena Kukutz, deutsche Politikerin, Künstlerin und Publizistin
- 21. August: Patrick Juvet, Schweizer Sänger, Pianist und Songschreiber († 2021)
- 21. August: Andy Statman, US-amerikanischer Mandolinist, Klarinettist, Klezmer-, Jazz- und Bluegrassmusiker
- 21. August: Sus Zwick, Schweizer Künstlerin
- 22. August: Elisabeta Lazăr, rumänische Ruderin
- 22. August: Lewis Libby, US-amerikanischer Jurist und Politiker
- 23. August: Luigi Delneri, italienischer Fußballspieler und -trainer
- 25. August: Nugsar Bagration-Grusinski, georgischer Theaterintendant, Oberhaupt der Bagratiden († 2025)
- 25. August: Willy DeVille, US-amerikanischer Musiker († 2009)
- 26. August: Hans-Christoph Ammon, deutscher Brigadegeneral
- 26. August: Ahmet Özhan, türkischer Sänger der klassischen türkischen und mystischen Musik
- 26. August: Georg Schroeter, deutscher Politiker
- 27. August: Mario Benusiglio, italienischer Automobilrennfahrer († 2014)
- 28. August: Roberto Appratto, uruguayischer Schriftsteller und Literaturkritiker
- 28. August: Michael Anthony Arthur, britischer Diplomat
- 29. August: Wolfgang Albert, deutscher Arzt
- 29. August: Norbert Rüther, deutscher Politiker
- 29. August: Manfred Zöllmer, deutscher Politiker
- 30. August: Horacio Cabarcos, argentinischer Kontrabassist und Tangomusiker
- 30. August: Dana, irische Sängerin und Politikerin
- 30. August: Li Zhanshu, chinesischer Politiker
- 30. August: Micky Moody, britischer Gitarrist
- 31. August: Irene Gruss, argentinische Lyrikerin († 2018)
- 00. August: Mamady Keïta, guineischer Musiker († 2021)

### September
- 01. September: Wagit Jusufowitsch Alekperow, russischer Unternehmer
- 01. September: Oscar Cantoni, italienischer Kardinal, Bischof von Como
- 01. September: Michail Jefimowitsch Fradkow, Ministerpräsident von Russland
- 01. September: Johann Gärtner, deutscher Politiker
- 01. September: Stefan Junge, deutscher Leichtathlet Stefan Junge

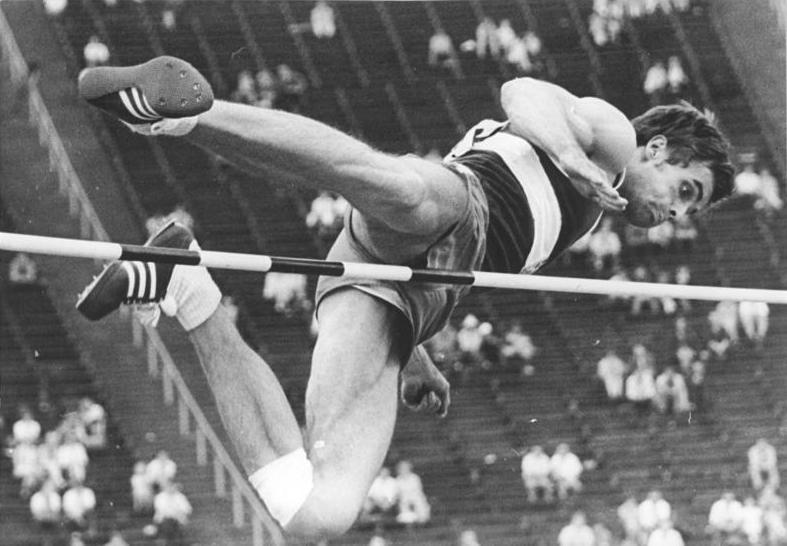
Stefan Junge

- 01. September: Neithard Resa, deutscher Bratschist
- 01. September: Per-Inge Walfridsson, schwedischer Autosportler
- 02. September: Michael Rother, deutscher Musiker
- 02. September: Zvonimir Serdarušić, deutscher Handballtrainer
- 03. September: Jean-Pierre Abelin, französischer Politiker
- 03. September: Rudolf Bissegger, Schweizer Schauspieler
- 05. September: Julien Andavo Mbia, kongolesischer Bischof von Isiro-Niangara († 2024)
- 05. September: David Vunagi, Bischof in den Salomonen († 2025)
- 06. September: Uwe Kagelmann, deutscher Eiskunstläufer
- 06. September: Charlie Nearburg, US-amerikanischer Unternehmer und Automobilrennfahrer
- 06. September: Christoph Sramek, deutscher Musikhistoriker und -kritiker
- 07. September: Mário Sérgio Pontes de Paiva, brasilianischer Fußballspieler und Journalist († 2016)
- 08. September: James N. Mattis, US-amerikanischer Militär und Verteidigungsminister
- 08. September: Léa Pool, schweizerisch-kanadische Filmregisseurin und Drehbuchautorin
- 08. September: Zachary Richard, US-amerikanischer Singer-Songwriter und Autor
- 09. September: Ulrike Arnold, deutsche Künstlerin
- 09. September: Mario Zoryez, uruguayischer Fußballspieler
- 10. September: Babette Cole, britische Kinderbuchautorin und Illustratorin († 2017)
- 10. September: Anthony Joseph „Joe“ Perry, US-amerikanischer Musiker
- 11. September: Barry Sheene, britischer Motorradrennfahrer († 2003)
- 12. September: Gustav Brunner, österreichischer Formel-1-Konstrukteur
- 13. September: Josef Arnold, schweizerischer Politiker
- 13. September: Włodzimierz Cimoszewicz, polnischer Politiker
- 13. September: Peter Larisch, deutscher Handballspieler
- 14. September: Paul Kossoff, englischer Rock- und Blues-Gitarrist († 1976)
- 14. September: Eugene Huu-Chau „Gene“ Trinh, US-amerikanischer Astronaut Eugene Huu-Chau Trinh

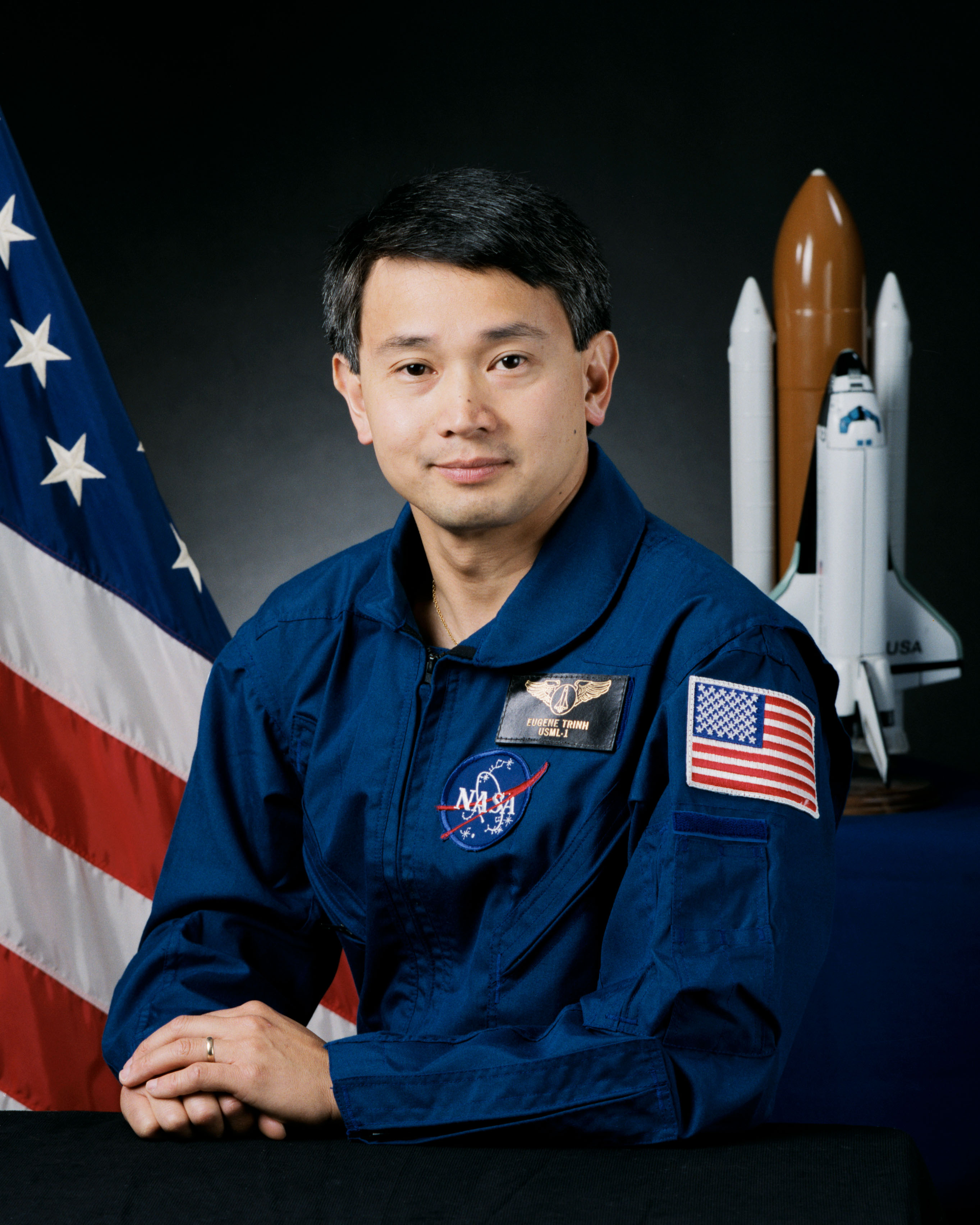
Eugene Huu-Chau Trinh

- 14. September: Lukas Beckmann, deutscher Politiker
- 15. September: Mirza Masroor Ahmad, Khalifat ul-Massih V.
- 16. September: Arthúr Björgvin Bollason, isländischer Journalist, Schriftsteller und Übersetzer
- 16. September: Loyola de Palacio, spanische Politikerin († 2006)
- 17. September: Viktor Lois, ungarischer Bildhauer, Installations- und Multimediakünstler
- 18. September: Shabana Azmi, indische Filmschauspielerin und Sozialaktivistin
- 18. September: Luis Contreras, US-amerikanischer Schauspieler († 2004)
- 19. September: Erkki Liikanen, finnischer Politiker
- 19. September: André Lombard, Schweizer Meister im Schach
- 20. September: Hassan Aref, ägyptisch-US-amerikanischer Ingenieur und Physiker († 2011)
- 20. September: Hans-Peter Wetzel, deutscher Politiker († 2025)
- 21. September: Charles Clarke, britischer Politiker
- 21. September: Bill Murray, US-amerikanischer Schauspieler Bill Murray

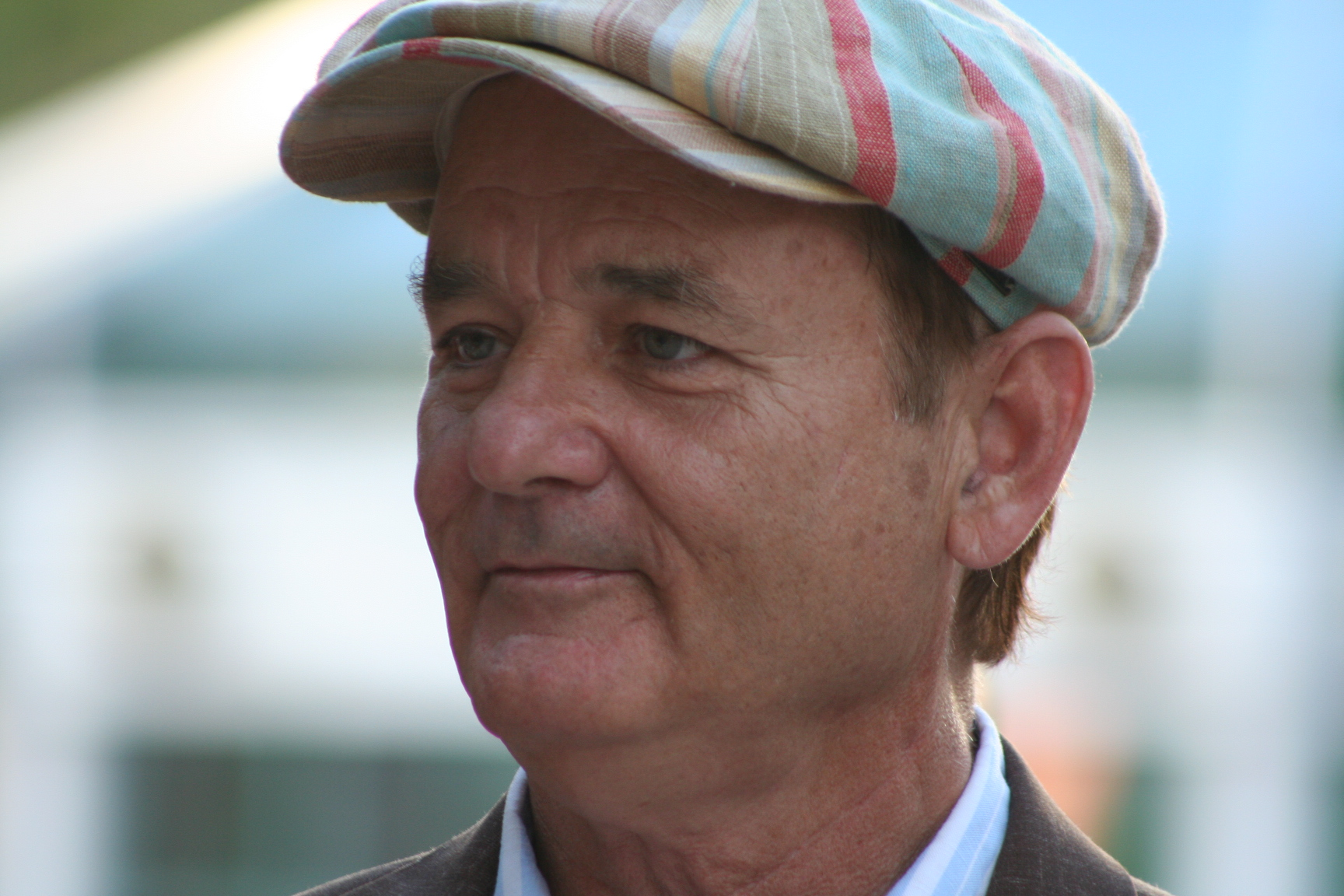
Bill Murray

- 21. September: Hans Demant, deutscher Ingenieur und Vorstandsvorsitzender der Adam Opel AG
- 22. September: Max Färberböck, deutscher Filmregisseur
- 22. September: Gerd Frähmcke, deutscher Leichtathlet
- 23. September: Niels Henrik Arendt, dänischer Bischof († 2015)
- 23. September: George Garzone, US-amerikanischer Jazzsaxophonist und -lehrer
- 23. September: Ilona Grübel, deutsche Schauspielerin
- 23. September: Timothy Keller, US-amerikanischer presbyterianischer Theologe, Pastor, Gemeindegründer und Bestsellerautor († 2023)
- 23. September: Dietmar Lorenz, deutscher Judoka und Olympiasieger († 2021)
- 24. September: Samuel Joseph Aquila, US-amerikanischer Erzbischof
- 24. September: Philippe Dermagne, französischer Automobilrennfahrer
- 24. September: Harriet Walter, britische Schauspielerin
- 25. September: Jan Paul Niederkorn, österreichischer Historiker
- 25. September: Helmut Schmiedt, deutscher Literaturwissenschaftler
- 26. September: Helmut Ahrens, deutscher Biograf und Journalist
- 26. September: Dan Grecu, rumänischer Kunstturner († 2024)
- 26. September: Bärbel Struppert, deutsche Leichtathletin
- 26. September: Rolf Töpperwien, deutscher Sportreporter
- 27. September: Fabienne Pakleppa, Schweizer Schriftstellerin
- 27. September: Emil Sänze, deutscher Betriebswirt und Politiker
- 28. September: Irene Bereuter, ehemalige österreichische Politikerin (ÖVP) und Landwirtin
- 28. September: John Sayles, US-amerikanischer Filmregisseur, Drehbuchautor, Produzent und Schauspieler
- 28. September: Josef Tošovský, tschechischer Bankier und Politiker
- 29. September: Tom Deininger, deutscher Radiomoderator, Schauspieler und Synchronsprecher († 2022)
- 29. September: Amália Sterbinszky, ungarische Handballspielerin († 2025)
- 29. September: Hans-Martin Stier, deutscher Schauspieler und Sänger
- 30. September: Mariano García Remón, spanischer Fußballtrainer

### Oktober
- 01. Oktober: Uschi Bauer, deutsche Sängerin volkstümlicher Musik
- 01. Oktober: Randy Quaid, US-amerikanischer Schauspieler
- 02. Oktober: Pietro Algeri, italienischer Radrennfahrer und Trainer
- 02. Oktober: Ian McNeice, britischer Schauspieler
- 02. Oktober: Mike Rutherford, britischer Bassist und Gitarrist
- 03. Oktober: Dennis Holmes, US-amerikanischer Schauspieler
- 03. Oktober: Andrzej Szarmach, polnischer Fußballspieler und -trainer
- 03. Oktober: Siegfried Voigt, deutscher Handballspieler
- 04. Oktober: Stefan Bajohr, deutscher Politiker und Sozialwissenschaftler († 2022)
- 04. Oktober: Michael Heubach, deutscher Rockmusiker und Komponist
- 04. Oktober: Klaus Scheer, deutscher Fußballspieler
- 05. Oktober: Paola Felix, Schweizer Sängerin
- 05. Oktober: Laura Gemser, niederländisch-indonesische Schauspielerin
- 05. Oktober: Hugo Hovenkamp, niederländischer Fußballspieler
- 05. Oktober: Pentti Matikainen, finnischer Eishockeyspieler und -trainer († 2025)
- 05. Oktober: James Rizzi, US-amerikanischer Künstler († 2011)
- 06. Oktober: Pierre-Yves Asselin, französischer Organist und Musikpädagoge
- 06. Oktober: David Brin, US-amerikanischer Science-Fiction-Autor
- 06. Oktober: Alois Rhiel, hessischer Wirtschaftsminister
- 08. Oktober: Johanna Auer, österreichische Politikerin
- 08. Oktober: Miguel Angel Brindisi, argentinischer Fußballspieler
- 09. Oktober: Thorsten Johansson, schwedischer Sprinter († 2021)
- 09. Oktober: Jody Williams, US-amerikanische Lehrerin und Menschenrechts-Aktivistin, Nobelpreisträgerin
- 10. Oktober: Nora Roberts, US-amerikanische Roman-Autorin
- 10. Oktober: Takashi Yorino, japanischer Automobilrennfahrer
- 11. Oktober: Albert „Al“ Anderson, US-amerikanischer Gitarrist
- 12. Oktober: Susan Anton, US-amerikanische Sängerin und Filmschauspielerin
- 12. Oktober: Roland Asch, deutscher Automobilrennfahrer
- 12. Oktober: Horst Friedrich, deutscher Politiker
- 12. Oktober: Andrzej Mitan, polnischer Sänger, Komponist, Konzept- und Videokünstler, Lyriker, Kunstveranstalter und -verleger († 2018)
- 13. Oktober: Hans Wilhelm Kristofer Agrell, schwedischer Historiker und Schriftsteller
- 13. Oktober: Mayke de Jong, niederländische Historikerin
- 13. Oktober: Simon Nicol, britischer Folkrockmusiker
- 13. Oktober: Annegret Richter, deutsche Leichtathletin
- 13. Oktober: Rolf Rüssmann, deutscher Fußballspieler und -manager († 2009)
- 14. Oktober: Kurt Jara, österreichischer Fußballspieler und -trainer
- 15. Oktober: Horst Stachelhaus, deutscher Bassist und Journalist († 1999)
- 17. Oktober: Philippe Barbarin, Erzbischof von Lyon und Kardinal der römisch-katholischen Kirche
- 17. Oktober: Peter Eichstädt, deutscher Politiker
- 17. Oktober: Erich Kühnhackl, deutscher Eishockeyspieler und -trainer
- 17. Oktober: Wayne Wong, kanadischer Freestyle-Skier
- 18. Oktober: Mervyn Africa, britischer Jazzmusiker
- 18. Oktober: Gudrun Kopp, deutsche Politikerin
- 18. Oktober: Alexander McLean, neuseeländischer Ruderer
- 18. Oktober: Annamaria Morini, italienische Musikerin († 2016)
- 18. Oktober: Wendy Wasserstein, US-amerikanische Dramatikerin († 2006)

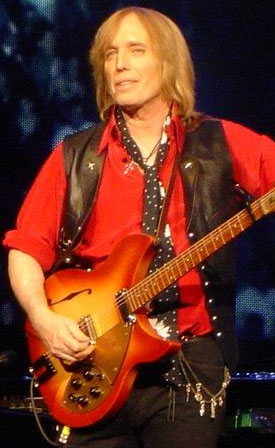
Tom Petty

- 20. Oktober: Tom Petty, US-amerikanischer Musiker († 2017)
- 20. Oktober: Christine Schnell, deutsche Schauspielerin und Theaterpädagogin
- 21. Oktober: Riccardo Agusta, italienischer Unternehmer und Automobilrennfahrer († 2018)
- 22. Oktober: Bernd-Ulrich Hergemöller, Historiker und Professor für mittelalterliche Geschichte († 2023)
- 22. Oktober: Bill Owens, US-amerikanischer Politiker, Gouverneur von Colorado
- 23. Oktober: Fidèle Agbatchi, beninischer Erzbischof
- 23. Oktober: Lothar Doering, deutscher Handballspieler und -trainer
- 23. Oktober: Wiesław Hartman, polnischer Springreiter († 2021)
- 23. Oktober: Harry Sacksioni, niederländischer Musiker und Komponist
- 24. Oktober: Helmut Brandt, deutscher Politiker
- 24. Oktober: Bert Pronk, niederländischer Radrennfahrer († 2005)
- 25. Oktober: Chris Norman, britischer Singer-Songwriter
- 25. Oktober: Fernando Areas Rifan, brasilianischer Bischof
- 26. Oktober: Jens Asendorpf, deutscher Psychologe
- 26. Oktober: Anne Bärenz, deutsche Sängerin und Pianistin († 2005)
- 26. Oktober: Pavel Trávníček, tschechischer Schauspieler und Synchronsprecher
- 27. Oktober: Richard Clarke, US-amerikanischer Terrorexperte
- 28. Oktober: Sihem Bensedrine, tunesische Journalistin

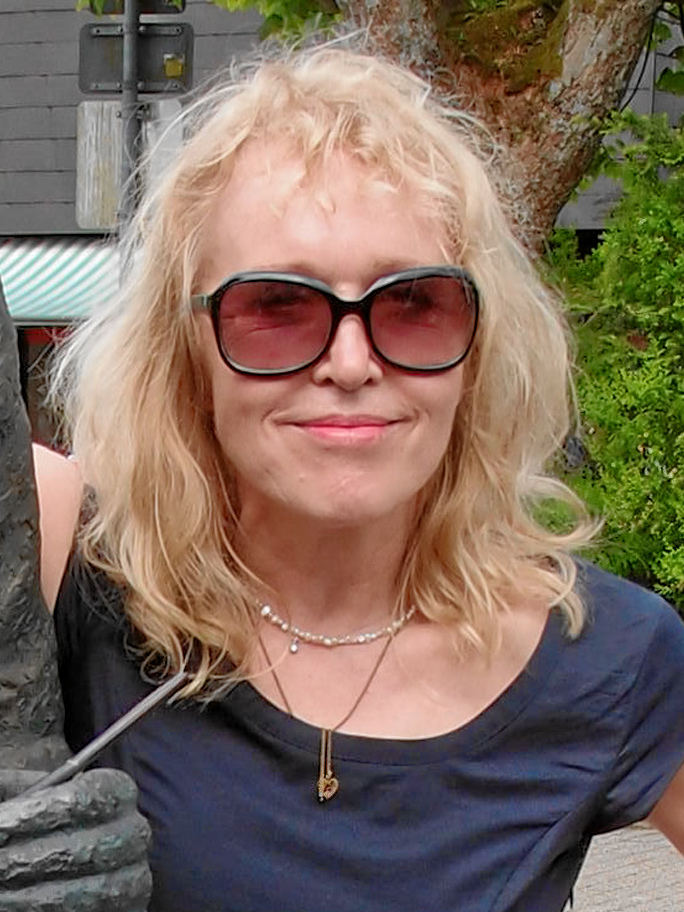
Annette Humpe

- 28. Oktober: Annette Humpe, deutsche Pop-Sängerin und Musik-Produzentin
- 29. Oktober: James Dillon, englischer Komponist
- 29. Oktober: Abdullah Gül, türkischer Politiker
- 29. Oktober: Inge Höger-Neuling, deutsche Politikerin und MdB
- 30. Oktober: Adamos Adamou, zyprischer Politiker
- 30. Oktober: Erika Ober, deutsche Politikerin
- 30. Oktober: Erich Virch, deutscher Liedtexter, Komponist, Musiker, Produzent und Schriftsteller
- 31. Oktober: John Candy, kanadischer Komiker und Schauspieler († 1994)
- 31. Oktober: Harald Ganzinger, deutscher Informatiker († 2004)
- 31. Oktober: Zaha Hadid, irakisch-britische Architektin und Professorin († 2016)

### November

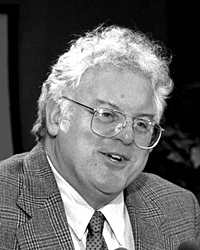
Robert B. Laughlin

- 01. November: Robert B. Laughlin, US-amerikanischer Physiker und Nobelpreisträger
- 01. November: Julio F. Largacha, argentinischer Pianist und Professor für Klavier († 2006)
- 01. November: Mitch Kapor, US-amerikanischer Softwareentwickler und Unternehmer
- 02. November: Frank Diez, deutscher Gitarrist, Komponist, Texter und Produzent
- 02. November: Ljubomir Ljubojević, serbischer Schachmeister
- 02. November: Erika Mann, deutsche Politikerin und MdEP
- 02. November: Jürgen Wilhelm, deutscher Fußballspieler
- 03. November: Hias, österreichischer Sänger, Entertainer und Ziehharmonikaspieler († 2007)
- 04. November: Jon W. Finson, US-amerikanischer Musikwissenschaftler
- 04. November: Charles Frazier, US-amerikanischer Schriftsteller
- 04. November: Karlheinz Steinmüller, deutscher Schriftsteller
- 05. November: Manni von Bohr, deutscher Musiker
- 05. November: Thorbjørn Jagland, norwegischer sozialdemokratischer Politiker
- 05. November: Walter Plathe, deutscher Schauspieler
- 06. November: Lothar Kurbjuweit, deutscher Fußballspieler
- 06. November: Leonardo Ulrich Steiner, brasilianischer Kardinal, Erzbischof von Manaus
- 07. November: Lindsay Duncan, britische Schauspielerin
- 07. November: Robert Redl, deutscher Fußballspieler († 2016)
- 09. November: Tahani al-Gebali, ägyptische Richterin († 2022)
- 09. November: Johannes Schmoelling, deutscher Musiker
- 11. November: Jan Johnson, US-amerikanischer Stabhochspringer († 2025)

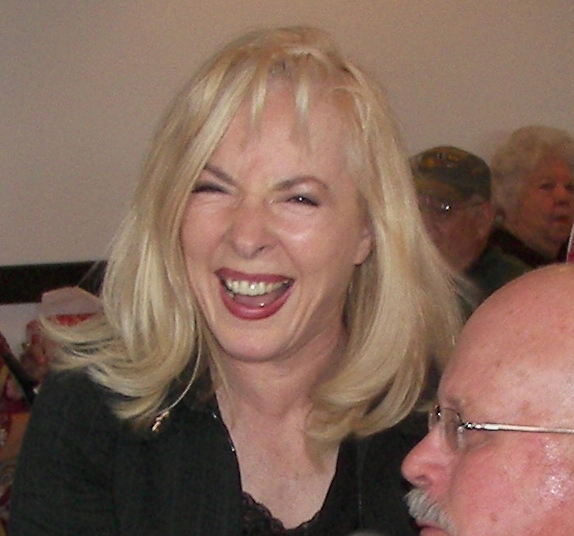
Barbara Fairchild

- 12. November: Barbara Fairchild, US-amerikanische Country-Sängerin und Songwriterin
- 12. November: Charlotte Kerner, deutsche Schriftstellerin und Journalistin
- 12. November: Ulrich Schulze, deutscher Schachspieler
- 12. November: Coen van Vrijberghe de Coningh, niederländischer Schauspieler († 1997)
- 15. November: Otis Armstrong, US-amerikanischer American-Football-Spieler († 2021)
- 15. November: Iie Sumirat, indonesischer Badmintonspieler und -trainer († 2025)
- 16. November: Harvey Martin, US-amerikanischer American-Football-Spieler († 2001)
- 16. November: David Wilson-Johnson, englischer Sänger
- 17. November: Adalbert Durrer, Schweizer Politiker († 2008)
- 17. November: Christine Heindl, österreichische Politikerin

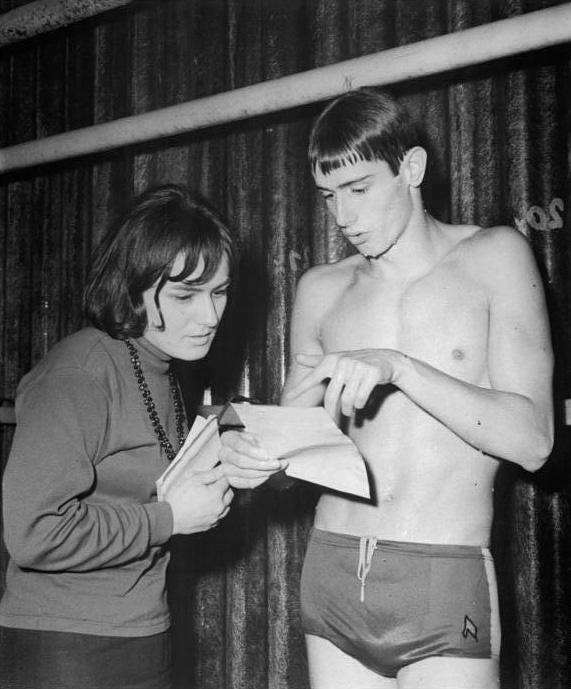
Roland Matthes

- 17. November: Roland Matthes, Weltrekordhalter und vierfacher Olympiasieger im Schwimmen († 2019)
- 18. November: Graham Parker, britischer Musiker und Songschreiber
- 20. November: Edward Bozek, US-amerikanischer Fechter († 2022)
- 20. November: Siegfried Kauder, deutscher Politiker
- 21. November: Alberto Juantorena, kubanischer Leichtathlet
- 21. November: Günter Rosenke, deutscher Politiker
- 21. November: Gennadi Michailowitsch Karponossow, russischer Eiskunstläufer
- 22. November: Franjo Marincic, deutscher Schauspieler († 2022)
- 22. November: Tina Weymouth, US-amerikanische Bassistin
- 22. November: Steven Van Zandt, US-amerikanischer Musiker, Musikproduzent und Schauspieler
- 23. November: Manfred Miethe, schweizerisch-deutscher Schriftsteller und Übersetzer
- 24. November: Marco Biagi, italienischer Professor für Arbeitsrecht († 2002)
- 24. November: Klaus Ronneberger, deutscher Stadtsoziologe († 2025)
- 24. November: Nikica Valentić, kroatischer Politiker (Premierminister 1993–1995) und Rechtsanwalt († 2023)
- 25. November: Eckhard Cordes, deutscher Manager
- 25. November: Giorgio Faletti, italienischer Autor, Moderator, Komponist und Schauspieler († 2014)
- 26. November: Stefan Bartmann, deutscher Regisseur
- 26. November: Joël Brachet, französischer Automobilrennfahrer († 2018)
- 26. November: Dieter Burdenski, deutscher Fußballspieler († 2024)
- 27. November: Wayne Eagling, kanadischer Balletttänzer und Choreograph
- 27. November: Philippe Delerm, französischer Schriftsteller
- 27. November: Bernd Hackländer, deutscher Hörspielautor († 2001)
- 28. November: Emanuel Ammon, Schweizer Fotograf
- 28. November: Hans Fassnacht, deutscher Schwimmer

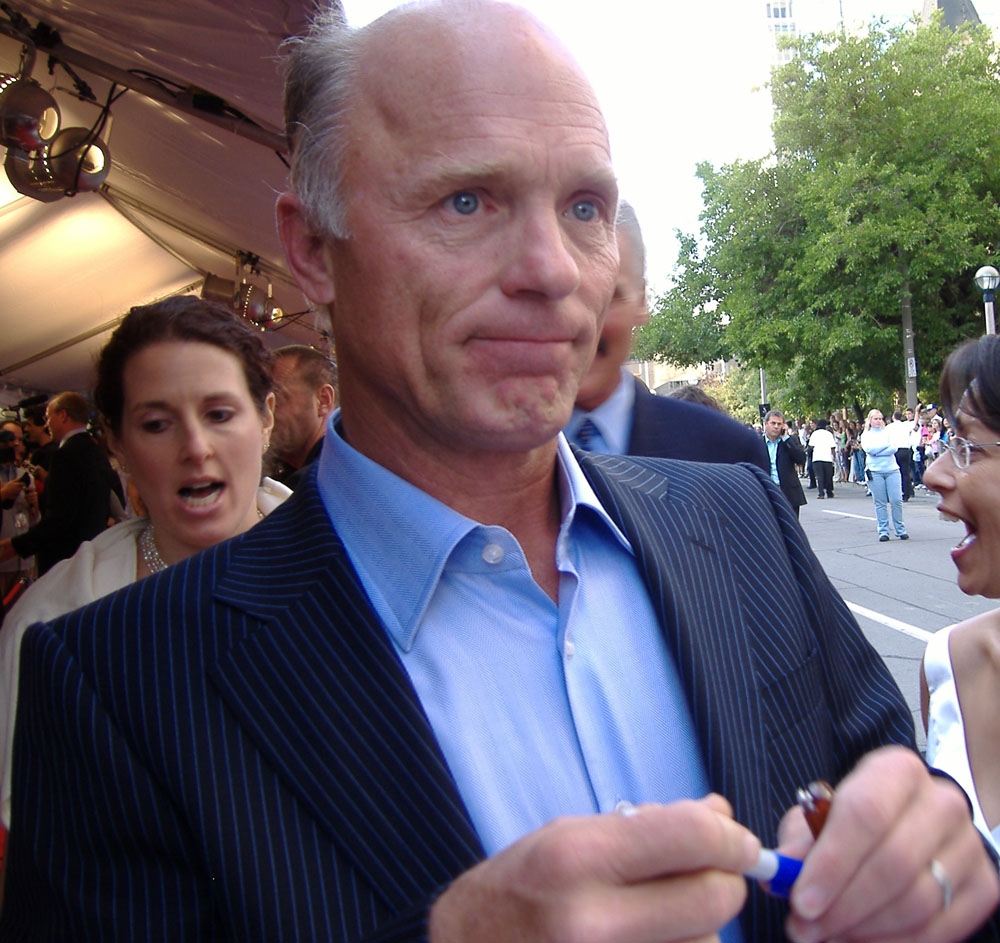
Ed Harris

- 28. November: Ed Harris, US-amerikanischer Schauspieler, Regisseur und Produzent
- 28. November: Russell Hulse, US-amerikanischer Physiker und Nobelpreisträger
- 28. November: Andrä Wolter, deutscher Erziehungswissenschaftler
- 29. November: Jean-François Baldé, französischer Motorradrennfahrer
- 29. November: Ian Hideo Levy, amerikanisch-japanischer Schriftsteller und Übersetzer
- 29. November: Dietmar Danner, deutscher Fußballspieler
- 29. November: Georg Quander, deutscher Opern- und Filmregisseur, Musikjournalist, Autor und ehemaliger Staatsopernintendant der Deutschen Staatsoper Berlin, Kulturmanager und seit 2005 Kulturdezernent der Stadt Köln
- 29. November: Einar Henning Smebye, norwegischer Pianist und Musikpädagoge
- 30. November: Robert Goodin, US-amerikanischer Politikwissenschaftler und politischer Philosoph
- 30. November: Wolfgang Niersbach, deutscher Sportjournalist und Fußballfunktionär
- 30. November: Claudia Rieschel, deutsche Schauspielerin
- 30. November: Alberto Valdés Lacarra, mexikanischer Springreiter († 2020)
- 30. November: Paul Westphal, US-amerikanischer Basketballspieler und -trainer († 2021)

### Dezember
- 01. Dezember: Absalom Themba Dlamini, Premierminister von Swasiland
- 01. Dezember: Wolfgang Kreissl-Dörfler, deutscher Politiker

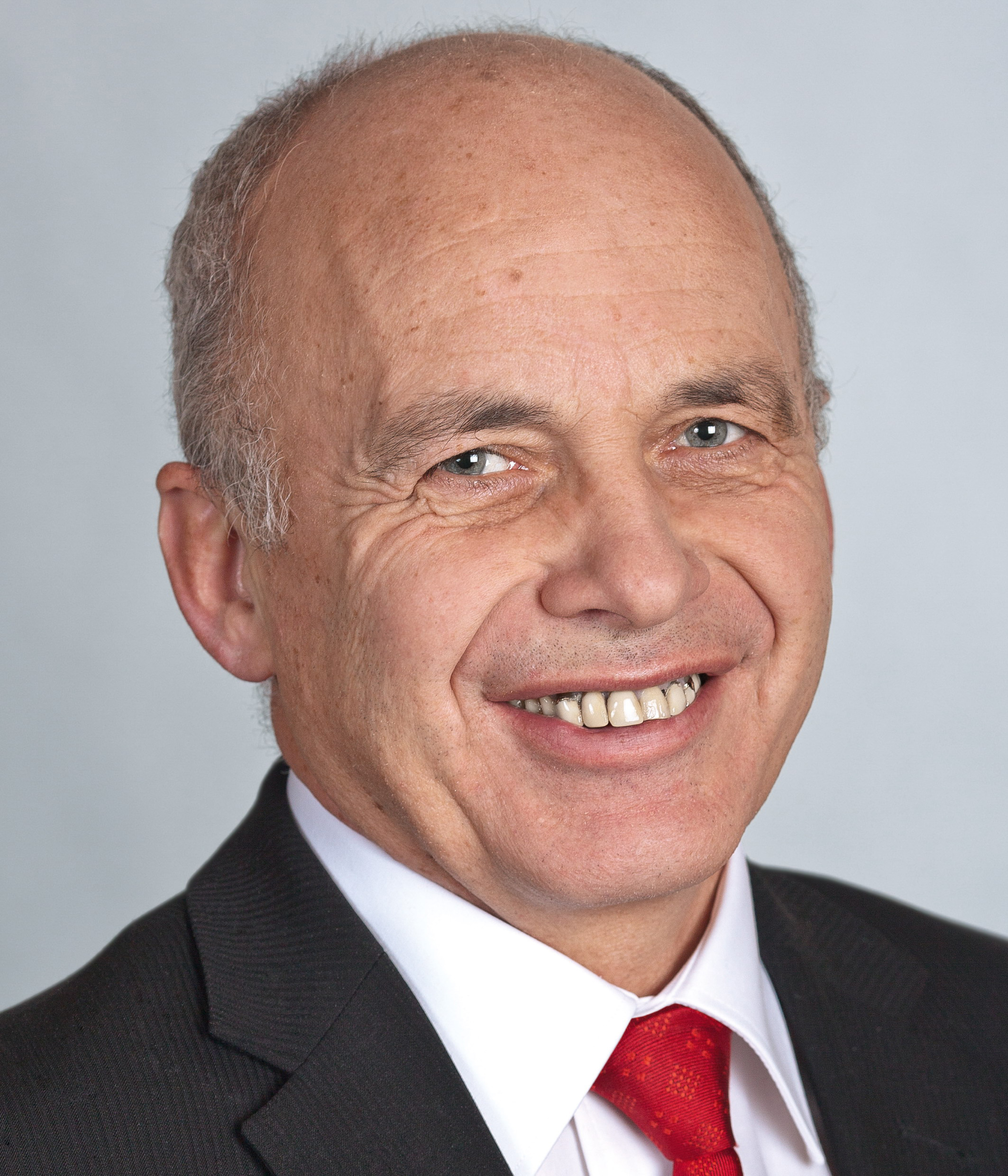
Ueli Maurer

- 01. Dezember: Ueli Maurer, Schweizer Politiker
- 01. Dezember: Paul Vincent, deutscher Musiker und Komponist († 2016)
- 02. Dezember: Otto Georgens, Weihbischof im Bistum Speyer

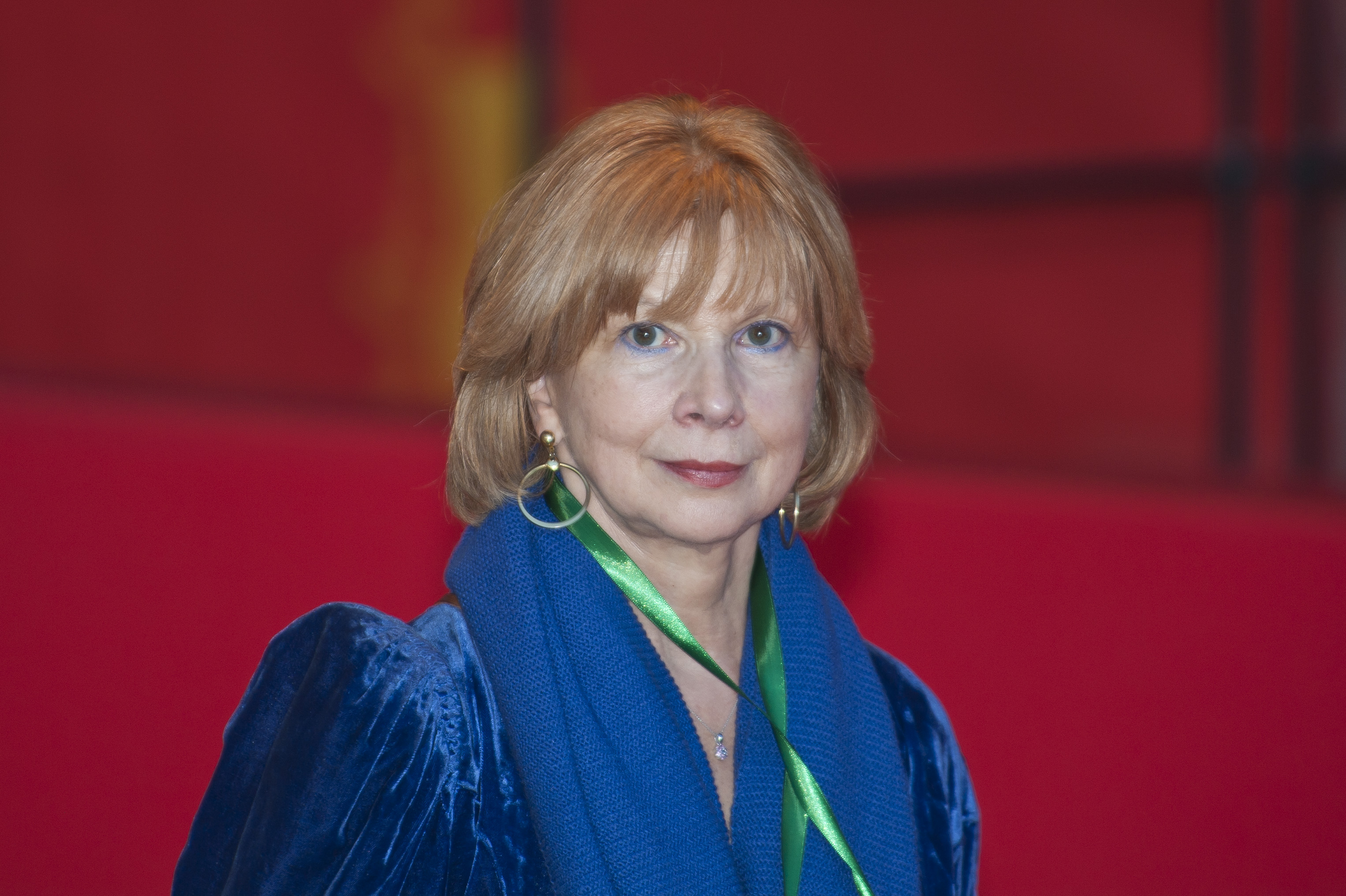
Ursela Monn

- 02. Dezember: Ursela Monn, Schweizer Schauspielerin
- 04. Dezember: Renate Augstein, deutsche Juristin und Ministerialdirektorin
- 04. Dezember: Barry Blue, britischer Sänger, Songschreiber und Produzent
- 04. Dezember: Pierino Gavazzi, italienischer Radrennfahrer
- 04. Dezember: Ingo Wegener, deutscher Informatiker († 2008)
- 05. Dezember: Tony Isbert, spanischer Schauspieler († 2025)
- 06. Dezember: Guy Drut, französischer Sportler
- 06. Dezember: Chris Hodgetts, britischer Automobilrennfahrer
- 06. Dezember: Hisaishi Joe, japanischer Komponist
- 07. Dezember: Rimas Andrikis, litauischer Jurist
- 07. Dezember: Wiesław Kwaśny, polnischer Geiger, Bratschist und Musikpädagoge
- 08. Dezember: Dan Hartman, US-amerikanischer Musiker († 1994)
- 08. Dezember: Arthur König, deutscher Politiker, Oberbürgermeister der Hansestadt Greifswald
- 09. Dezember: Joan Armatrading, britische Sängerin
- 09. Dezember: Wolfgang Fierek, deutscher Schauspieler und Schlagersänger
- 09. Dezember: Alan Sorrenti, italienischer Sänger, Gitarrist und Songschreiber
- 12. Dezember: Heiner Flassbeck, deutscher Wirtschaftswissenschaftler
- 12. Dezember: Richard Galliano, französischer Jazz-Akkordeonist und Komponist
- 13. Dezember: Tom Vilsack, Gouverneur von Iowa
- 14. Dezember: Tamás Holovits, ungarischer Regattasegler († 2023)
- 14. Dezember: Christiane Krause, deutsche Leichtathletin
- 14. Dezember: Beatrix Weber-Monecke, deutsche Juristin
- 15. Dezember: Alain Flotard, französischer Automobilrennfahrer
- 15. Dezember: Jerry Grossman, US-amerikanischer Cellist
- 15. Dezember: Boris Gryslow, russischer Politiker
- 15. Dezember: Stjepko Gut, serbischer Jazztrompeter und -flügelhornist
- 15. Dezember: Rainer Gutjahr, deutscher Kameramann
- 15. Dezember: Sophy, puerto-ricanische Sängerin
- 16. Dezember: Mark Alan Adler, US-amerikanischer Mathematiker
- 16. Dezember: Krzysztof Baculewski, polnischer Komponist und Musikpädagoge
- 17. Dezember: Solomon Amanchukwu Amatu, nigerianischer Bischof von Okigwe
- 17. Dezember: Carlton Lloyd „Carlie“ Barrett, jamaikanischer Schlagzeuger († 1987)
- 18. Dezember: Gillian Armstrong, australische Regisseurin
- 18. Dezember: Rolf Gaßmann, deutscher Politiker
- 18. Dezember: Leonard Maltin, US-amerikanischer Filmkritiker
- 19. Dezember: Hans-Jürgen Andexer, deutscher Fußballspieler
- 19. Dezember: Habiba Bouhamed Chaabouni, tunesische Ärztin und Humangenetikerin
- 19. Dezember: Walter Frosch, deutscher Fußballspieler († 2013)
- 19. Dezember: Jürgen Fuchs, deutscher Bürgerrechtler und Schriftsteller († 1999)
- 19. Dezember: Imerio Testori, italienischer Motorradrennfahrer († 1976)
- 20. Dezember: Bongi Makeba, südafrikanische Sängerin und Songwriterin († 1985)
- 21. Dezember: Thomas Hürlimann, Schweizer Schriftsteller
- 21. Dezember: Jeffrey Katzenberg, US-amerikanischer Filmproduzent
- 22. Dezember: Roland Stegmayer, deutscher Fußballspieler

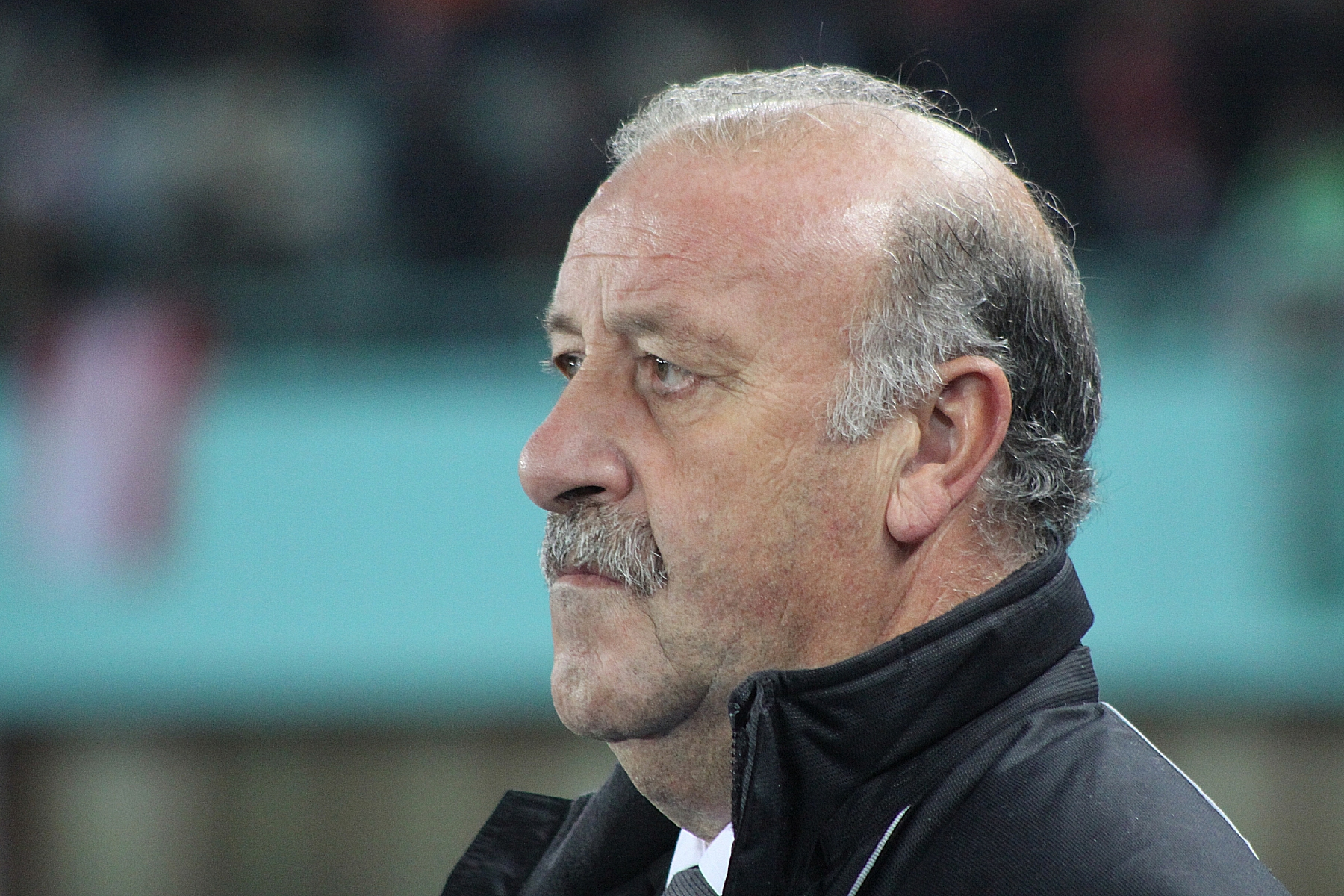
Vicente del Bosque

- 23. Dezember: Vicente del Bosque, spanischer Fußballtrainer und Fußballspieler
- 23. Dezember: Cyro Baptista, brasilianischer Jazzperkussionist
- 23. Dezember: Axel Kählert, deutscher Handballspieler
- 24. Dezember: Jürgen Achtel, deutscher Fußballspieler
- 24. Dezember: Dana Gioia, US-amerikanischer Lyriker, Essayist und Literaturkritiker
- 24. Dezember: Urs Kliby, Schweizer Bauchredner
- 25. Dezember: Karl Rove, US-amerikanischer Parteistratege und Spin Doctor
- 26. Dezember: Raja Pervez Ashraf, pakistanischer Politiker
- 27. Dezember: Joe Armstrong, britischer Informatiker († 2019)
- 27. Dezember: Roberto Bettega, italienischer Fußballspieler
- 27. Dezember: Terry John Bozzio, US-amerikanischer Schlagzeuger
- 28. Dezember: Nikolai Jurjewitsch Anfimow, sowjetischer Boxer
- 28. Dezember: Hugh McDonald, US-amerikanischer Musiker
- 29. Dezember: Edip Akbayram, türkischer Komponist und Sänger († 2025)
- 29. Dezember: Isabel Weicken, deutsche Schauspielerin, Sängerin und Musicaldarstellerin
- 30. Dezember: Dave Stewart, britischer Keyboarder, Arrangeur und Produzent
- 30. Dezember: Bjarne Stroustrup, dänischer Informatiker
- 31. Dezember: Karl Addicks, deutscher Politiker
- 31. Dezember: Inge Helten, deutsche Leichtathletin und Olympionikin
- 31. Dezember: Tomás Herrera, kubanischer Basketballspieler († 2020)

### Tag unbekannt
- Gadschi Achmedowitsch Abaschilow, russischer Journalist und Politiker († 2008)
- Josef Aichholzer, österreichischer Filmproduzent
- Lihadh Al-Gazali, irakische Genetikerin und Pädiaterin
- Musa Khan Akbarzada, afghanischer Politiker
- Makio Akiyama, japanischer Astronom
- As-Sayyid al-Badawi Schahata, ägyptischer Geschäftsmann und Politiker
- Jean-François Amiguet, Schweizer Filmregisseur und Drehbuchautor
- Thomas E. Ammann, Schweizer Kunsthändler († 1993)
- Mario Angelo, österreichischer Autor und Regisseur († 2015)
- Karl Michael Armer, deutscher Herausgeber und Autor
- Giuma Ahmed Abdallah Attaiga, libyscher Politiker
- Miguel Ausili, argentinisch-italienischer Bildhauer

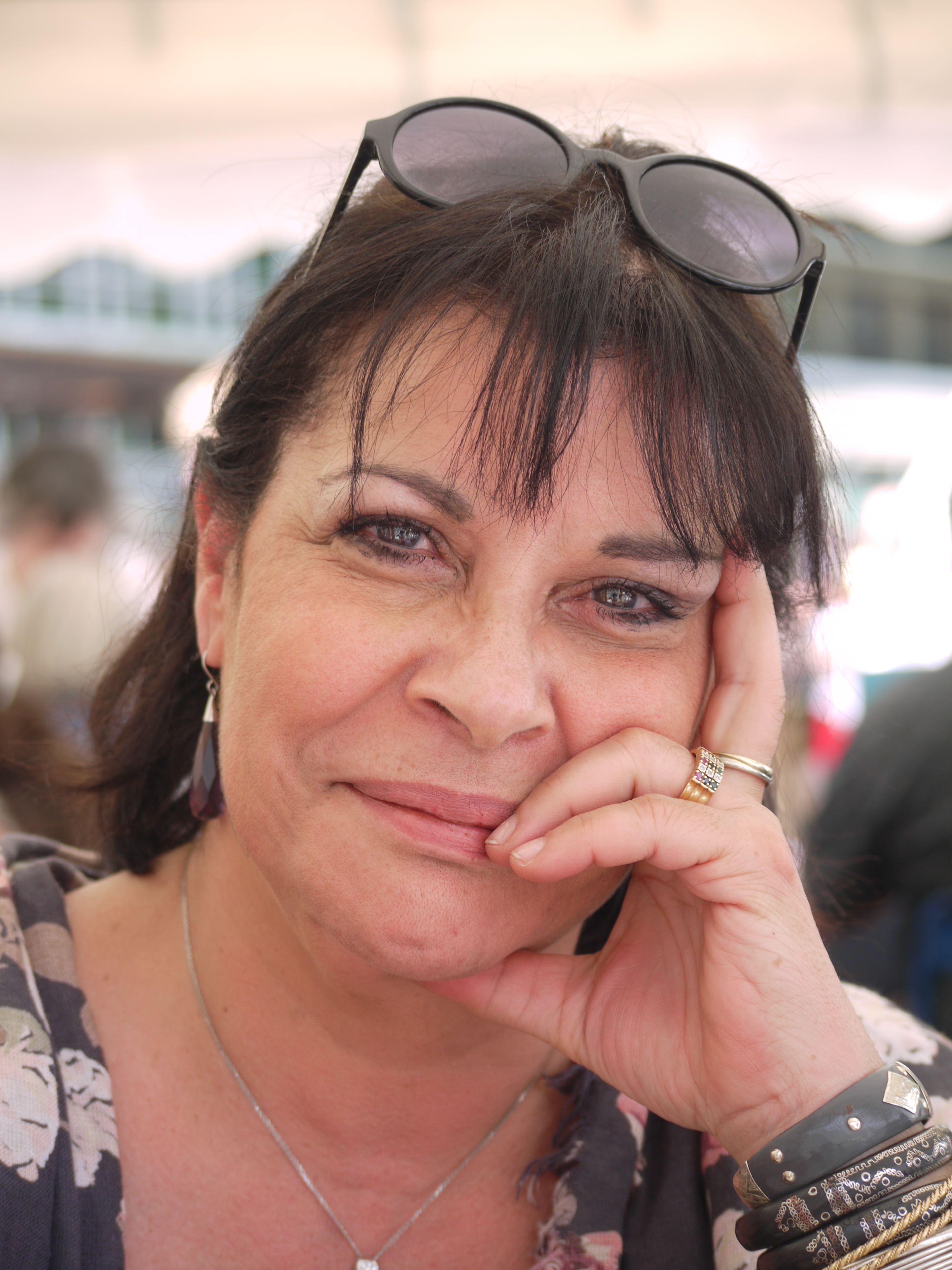
Maïssa Bey

- Maïssa Bey, algerische Schriftstellerin
- Kees Boeke, niederländischer Komponist sowie Gambist und Blockflötist
- Eckart Brandt, deutscher Pomologe
- Stephan Breith, deutscher Cellist
- Sultan Chouzour, komorischer Diplomat
- Jorge Gabriel Fontenla, argentinischer Dirigent, Chorleiter und Musikpädagoge
- Michael Friedrichs-Friedlaender, deutscher Künstler, fertigt die Stolpersteine an
- Larry Gaab, US-amerikanischer Komponist
- Heinz Geisler, deutscher Rockmusiker und Komponist
- Guo Gengmao, chinesischer Politiker
- Angelika Glodde, deutsche Rennreiterin und Galopptrainerin
- Qin Guangrong, chinesischer Politiker
- Michael Hametner, österreichisch-deutscher Journalist, Redakteur, Sprecher und Kritiker
- Thomas Hartmann, deutscher Maler
- Bernd Kleinow, deutscher Mundharmonikaspieler
- Jörg-Michael Koerbl, deutscher Schriftsteller, Dramaturg, Regisseur und Schauspieler
- Joel Raaen, US-amerikanischer Komponist, Arrangeur, Chorleiter, Posaunist und Musikpädagoge
- Bruce Roberts, US-amerikanischer Singer-Songwriter
- Ciro Scarponi, italienischer Klarinettist und Komponist († 2006)
- Roland Schaeffer, deutscher Musiker
- John Schneider, US-amerikanischer Gitarrist
- Elga Schütz, deutsche Schauspielerin und Sprecherin
- Stefan Siller, deutscher Journalist und Radiomoderator
- Lukas Stepanik, österreichischer Regisseur und Produzent
- Wolfram Syré, deutscher Organist und Musikwissenschaftler
- Frieder Venus, deutscher Schauspieler
- Marion Verbruggen, niederländische Blockflötistin
- Nils Vigeland, US-amerikanischer Komponist
- Irena Wisełka-Cieślar, polnische Organistin und Musikpädagogin

## Gestorben

### Januar

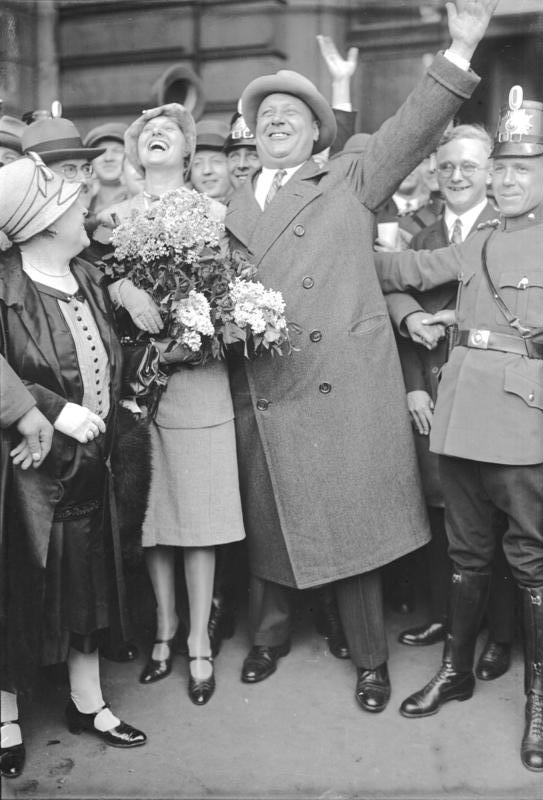
Emil Jannings, 1929

- 02. Januar: Emil Jannings, deutscher Schauspieler (* 1884)
- 05. Januar: Herbert Bellmer, deutscher Lehrer und Schriftsteller (* 1895)
- 05. Januar: Oswald Bumke, deutscher Psychiater und Neurologe (* 1877)
- 05. Januar: John Rabe, deutscher Kaufmann, der 250.000 Chinesen rettete (* 1882)
- 08. Januar: Joseph Schumpeter, österreichischer Ökonom und Autor (* 1883)

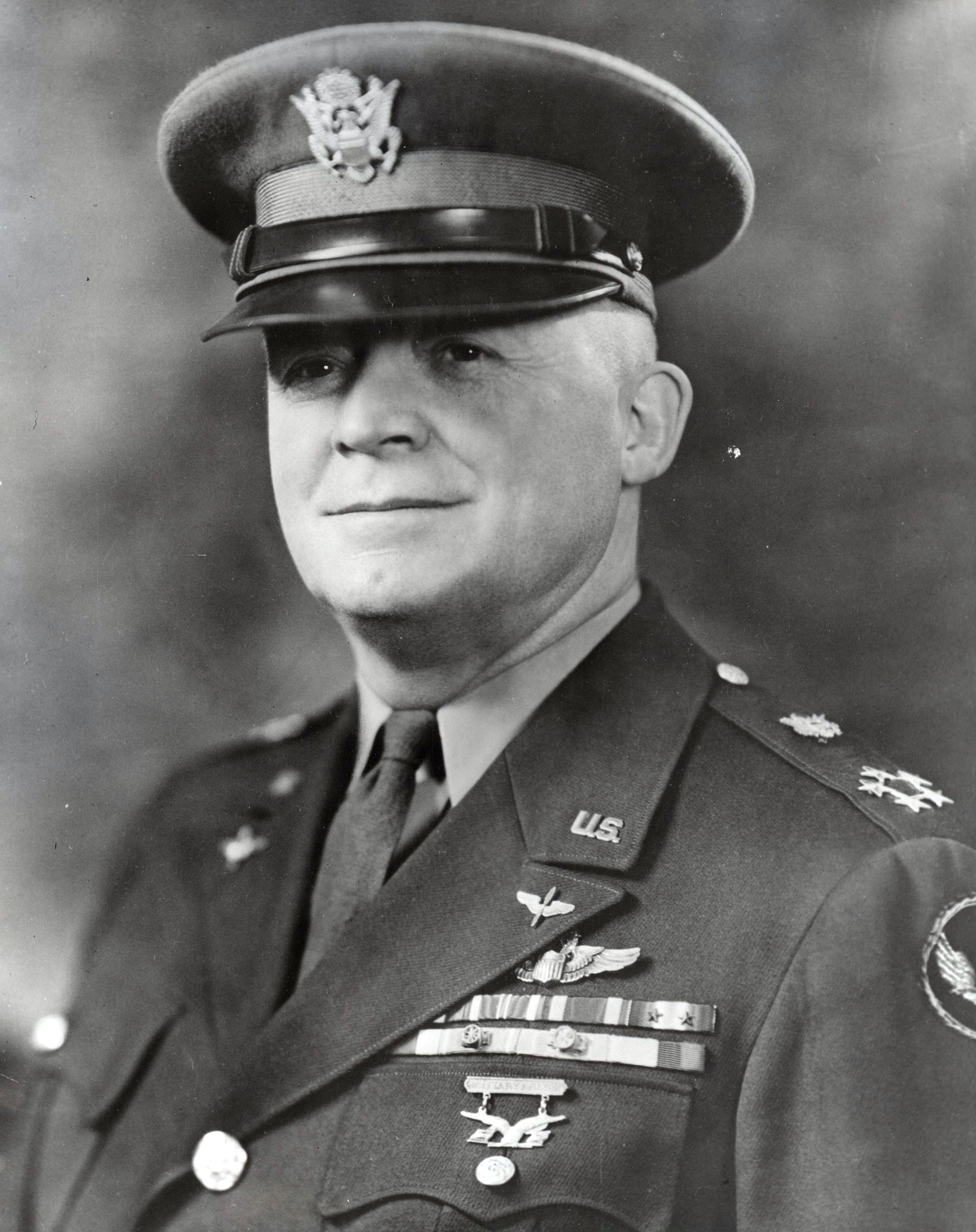
Henry Harley Arnold, 1949/50

- 14. Januar: Carl Heinrich Apstein, deutscher Zoologe (* 1862)
- 14. Januar: Alma Karlin, österreichisch-jugoslawische Journalistin und Reiseschriftstellerin (* 1889)
- 15. Januar: Henry Harley Arnold, amerikanischer General (* 1886)
- 16. Januar: Gustav Krupp von Bohlen und Halbach, deutscher Diplomat, Leiter des Krupp-Konzerns (* 1870)
- 21. Januar: Julius Lips, deutscher Ethnologe und Rechtssoziologe (* 1895)

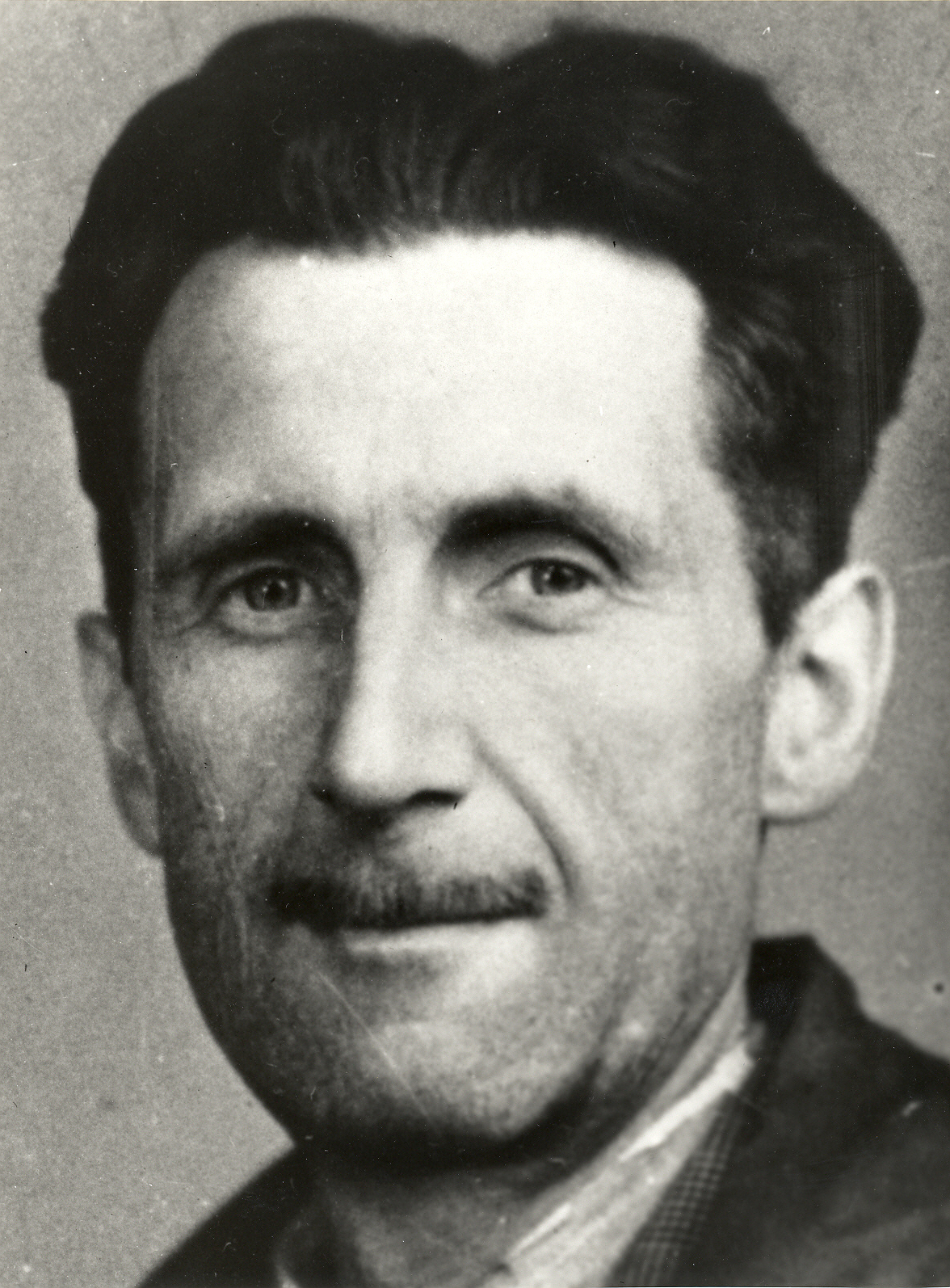
George Orwell, 1933

- 21. Januar: George Orwell, britischer Schriftsteller und Essayist (* 1903)
- 23. Januar: Wassil Kolarow, bulgarischer Politiker (* 1877)
- 27. Januar: Orlando Spreng, Schweizer Postbeamter und Schriftsteller (* 1908)
- 28. Januar: Joe McCoy, US-amerikanischer Blues-Gitarrist und Sänger (* 1905)
- 30. Januar: Franz Friedrich Andreae, deutscher Bankier (* 1873)
- 30. Januar: Eugen Ottowitsch Gunst, russischer Komponist (* 1877)
- 31. Januar: Alfonso Esparza Oteo, mexikanischer Komponist, Pianist und Sänger (* 1894)

### Februar
- 01. Februar: Buddy Stewart, US-amerikanischer Jazzsänger (* 1922)
- 02. Februar: Elisabeth Brönner, deutsche Politikerin und Mitglied der Weimarer Nationalversammlung (* 1880)

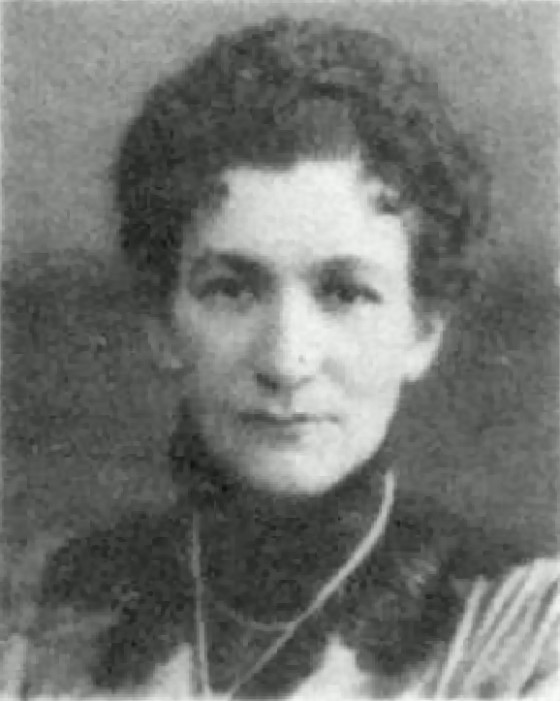
Elisabeth Brönner

- 02. Februar: Constantin Carathéodory, deutscher Mathematiker griechischer Herkunft (* 1873)
- 03. Februar: Karl Seitz, österreichischer Politiker (* 1869)
- 04. Februar: Charlot Strasser, Schweizer Psychiater und Schriftsteller (* 1884)
- 06. Februar: Georges Imbert, deutsch-französischer Erfinder (* 1884)
- 08. Februar: Arthur Kampf, deutscher Historienmaler (* 1864)
- 08. Februar: Ralph Roese, deutscher Motorrad- und Automobilrennfahrer (* 1900)
- 10. Februar: Marcel Mauss, französischer Ethnologe (* 1872)
- 10. Februar: Armen Tigranjan, armenischer Komponist (* 1879)
- 11. Februar: Friedrich Lindemann, deutscher Schriftsteller und Journalist (* 1898)
- 12. Februar: Dirk Coster, niederländischer Physiker (* 1889)
- 12. Februar: Friedrich (Fritz) Gansberg, deutscher Schriftsteller, Volksschullehrer und Reformpädagoge (* 1871)
- 13. Februar: Rafael Sabatini, italienisch-britischer Schriftsteller (* 1875)
- 14. Februar: Karl Guthe Jansky, US-amerikanischer Physiker und Radioingenieur (* 1905)
- 14. Februar: Jean Charles Naber, niederländischer Rechtswissenschaftler (* 1858)
- 15. Februar: Erich Nehlhans, Vorsitzender der jüdischen Gemeinde zu Berlin (* 1899)
- 16. Februar: Victor Julius Franz, deutscher Zoologe (* 1883)
- 20. Februar: Carl Burger, deutscher Bildhauer (* 1875)
- 23. Februar: Louise Saumoneau, französische Feministin (* 1875)
- 25. Februar: George Richards Minot, US-amerikanischer Arzt, Nobelpreisträger (* 1885)
- 27. Februar: Herbert Assmann, deutscher Internist und Hochschullehrer (* 1882)
- 27. Februar: Yvan Goll, deutsch-französischer Dichter (* 1891)
- 27. Februar: Heinrich Waderé, deutscher Bildhauer und Medailleur (* 1865)

### März
- 02. März: George Hively, US-amerikanischer Drehbuchautor und Filmeditor (* 1889)
- 03. März: Eugen Klöpfer, deutscher Schauspieler (* 1886)
- 04. März: Johanne Dybwad, norwegische Schauspielerin (* 1867)

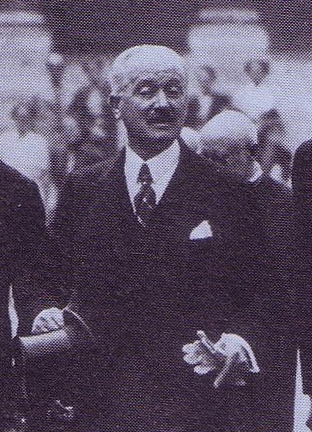
Albert Lebrun, 1937

- 06. März: Albert Lebrun, französischer Politiker und letzter Präsident der Dritten Republik (* 1871)
- 06. März: Wladimir Wettschinkin, sowjetischer Aerodynamiker (* 1888)
- 07. März: Sebastian Fichtner, deutscher Generalleutnant des Dritten Reichs (* 1894)
- 09. März: Felix Buttersack, deutscher Militärarzt und Schriftsteller (* 1865)

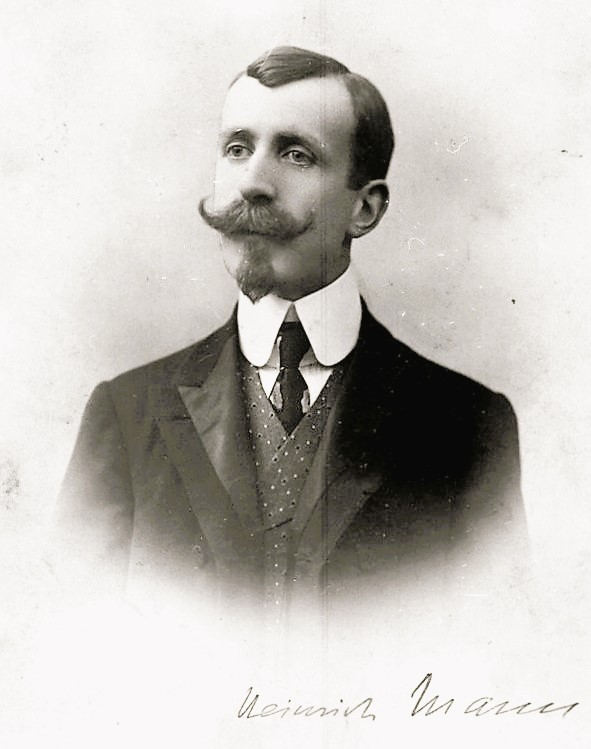
Heinrich Mann

- 11. März: Heinrich Mann, deutscher Schriftsteller (* 1871)
- 12. März: Howard Sutherland, US-amerikanischer Politiker (* 1865)
- 14. März: René Nicod, französischer Politiker und Résistant (* 1881)
- 15. März: Josef Andre, deutscher Politiker (* 1879)
- 15. März: Alice Blackwell, US-amerikanische Journalistin und Frauenrechtlerin (* 1857)

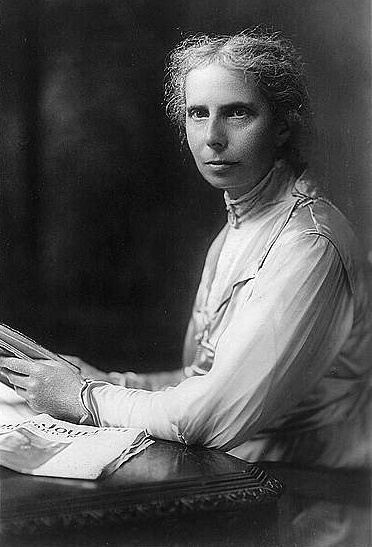
Alice Blackwell

- 15. März: Luise Fleck, österreichische Regisseurin (* 1873)
- 19. März: Edgar Rice Burroughs, US-amerikanischer Schriftsteller (* 1875)
- 20. März: Walter Eucken, deutscher Ökonom (* 1891)
- 23. März: Josef Schatz, österreichischer Germanist und Mundartforscher (* 1871)
- 24. März: James Rudolph Garfield, US-amerikanischer Politiker (* 1865)
- 27. März: Johann Michael Bossard, Schweizer Künstler (* 1874)
- 27. März: Leopold Hennet, österreichischer Agrarier, Beamter und Minister (* 1876)
- 27. März: Artur Mahraun, Gründer und „Hochmeister“ des Jungdeutschen Ordens, Begründer der Nachbarschaftsbewegung (* 1890)
- 28. März: Ernst Hellinger, deutscher Mathematiker (* 1883)
- 29. März: Jakub Appenszlak, polnischer Journalist, Literaturkritiker und Übersetzer (* 1894)
- 30. März: Léon Blum, französischer Politiker (* 1872)
- 30. März: Brynolf Wennerberg, schwedischer Plakatkünstler und Maler (* 1866)

### April
- 02. April: Friedrich Schönauer, deutscher Politiker (* 1904)
- 03. April: Kurt Weill, deutscher Komponist (* 1900)

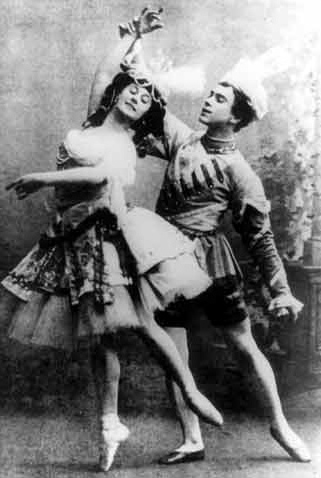
Anna Pawlowa und Vaslav Nijinsky

- 08. April: Vaslav Nijinsky, polnisch-russischer Balletttänzer und Choreograph
- 09. April: Cemil Cem, türkischer Karikaturist und Herausgeber (* 1882)
- 11. April: Bainbridge Colby, US-amerikanischer Politiker und ehemaliger Außenminister (* 1869)
- 14. April: Ramana Maharshi, indischer Spiritueller und Yogi (* 1879)
- 15. April: August Konermann, deutscher römisch-katholischer Pfarrer und Publizist (* 1881)
- 18. April: Lazarus Goldschmidt, Orientalist (* 1871)
- 18. April: Wilhelm Scharrelmann, deutscher Lehrer und Schriftsteller (* 1875)
- 20. April: Warwick Deeping, britischer Schriftsteller (* 1877)
- 21. April: Johannes Hohlfeld, deutscher Genealoge und Historiker (* 1888)
- 22. April: Jean Errecaldé, französischer Automobilrennfahrer (* 1893)
- 23. April: Julian F. Abele, US-amerikanischer Architekt (* 1881)
- 23. April: Gemma Bellincioni, italienische Opernsopranistin (* 1864)
- 24. April: Richard Weissbach, deutscher Verleger (* 1882)
- 27. April: Karl Straube, deutscher Organist und Chorleiter (* 1873)
- 28. April: Oakes Ames, US-amerikanischer Botaniker (* 1874)
- 30. April: Palmièri, kanadischer Schauspieler (* 1871)
- 30. April: Josef Reither, österreichischer Politiker (* 1880)

### Mai
- 02. Mai: Abraham Asscher, niederländischer Diamantenhändler und Politiker (* 1880)
- 02. Mai: Victor Crumière, französischer Maler (* 1895)
- 02. Mai: Paul Eugen Sieg, deutscher Physiker und Schriftsteller technischer Zukunftsromane (* 1899)
- 04. Mai: William Rose Benét, US-amerikanischer Dichter und Herausgeber (* 1886)
- 10. Mai: Vasile Aftenie, rumänisch Weihbischof (* 1899)
- 17. Mai: Eduardo Fabini, uruguayischer Komponist (* 1882)
- 17. Mai: Anton Kolig, österreichischer Maler (* 1886)
- 19. Mai: Giuseppe Garibaldi der Jüngere, italienischer Abenteurer und Revolutionär (* 1879)
- 20. Mai: Leopold Andres, österreichischer General, Kartograph und Geodät (* 1866)
- 21. Mai: Harry L. Davis, US-amerikanischer Politiker (* 1878)
- 21. Mai: Edgar Herfurth, deutscher Zeitungsverleger (* 1865)
- 22. Mai: Agnes von Zahn-Harnack, deutsche Lehrerin, Schriftstellerin und Frauenrechtlerin (* 1884)
- 24. Mai: Trigant Burrow, US-amerikanischer Psychiater (* 1875)
- 25. Mai: Niels Clemmensen, dänischer Pianist und Komponist (* 1900)
- 29. Mai: Wilhelm Bendow, deutscher Schauspieler und Komiker (* 1884)
- 29. Mai: Hermann Gretsch, deutscher Gestalter (* 1895)
- 30. Mai: William Lemke, US-amerikanischer Politiker (* 1878)

### Juni

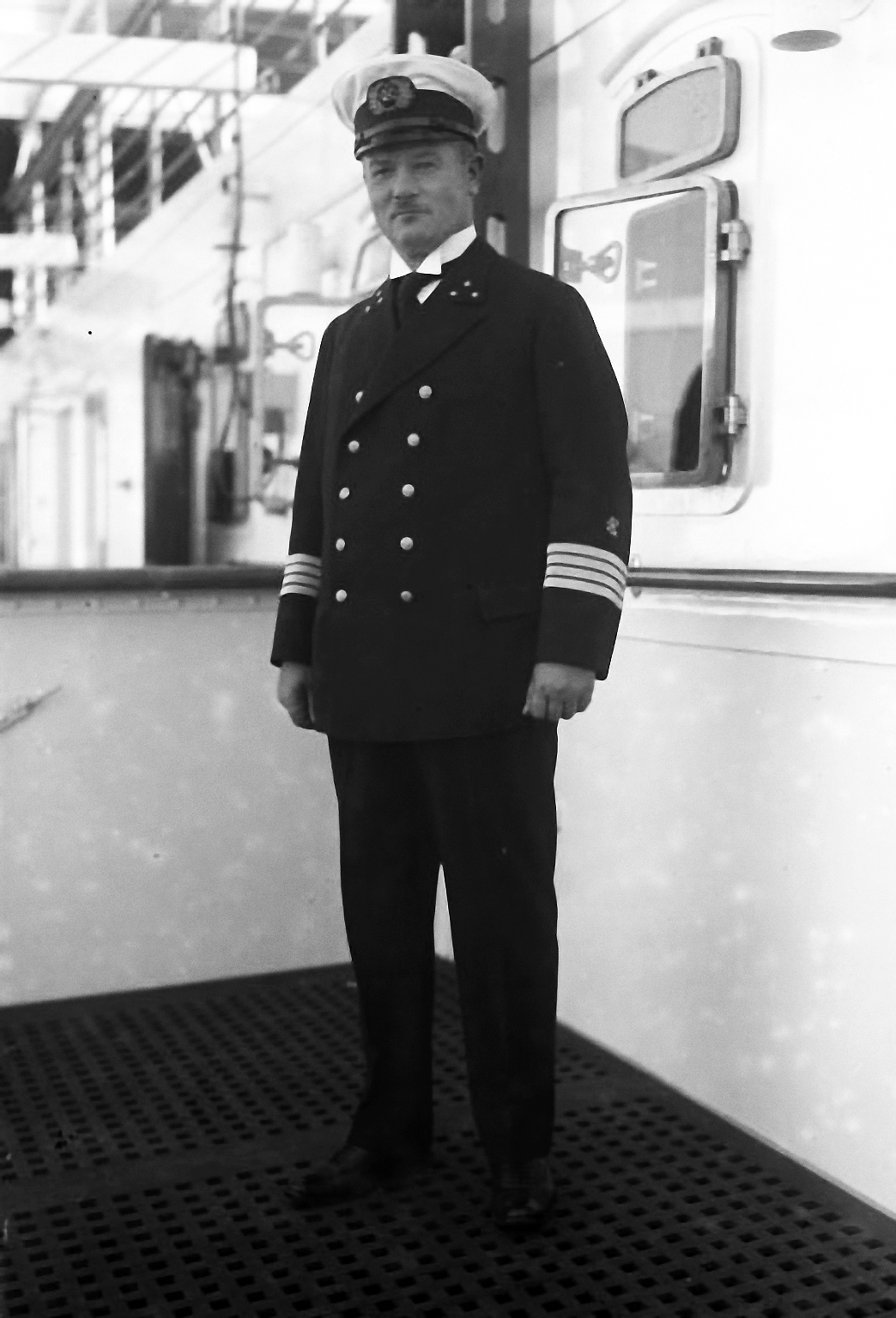
Leopold Ziegenbein, Kapitän der Bremen, 1931

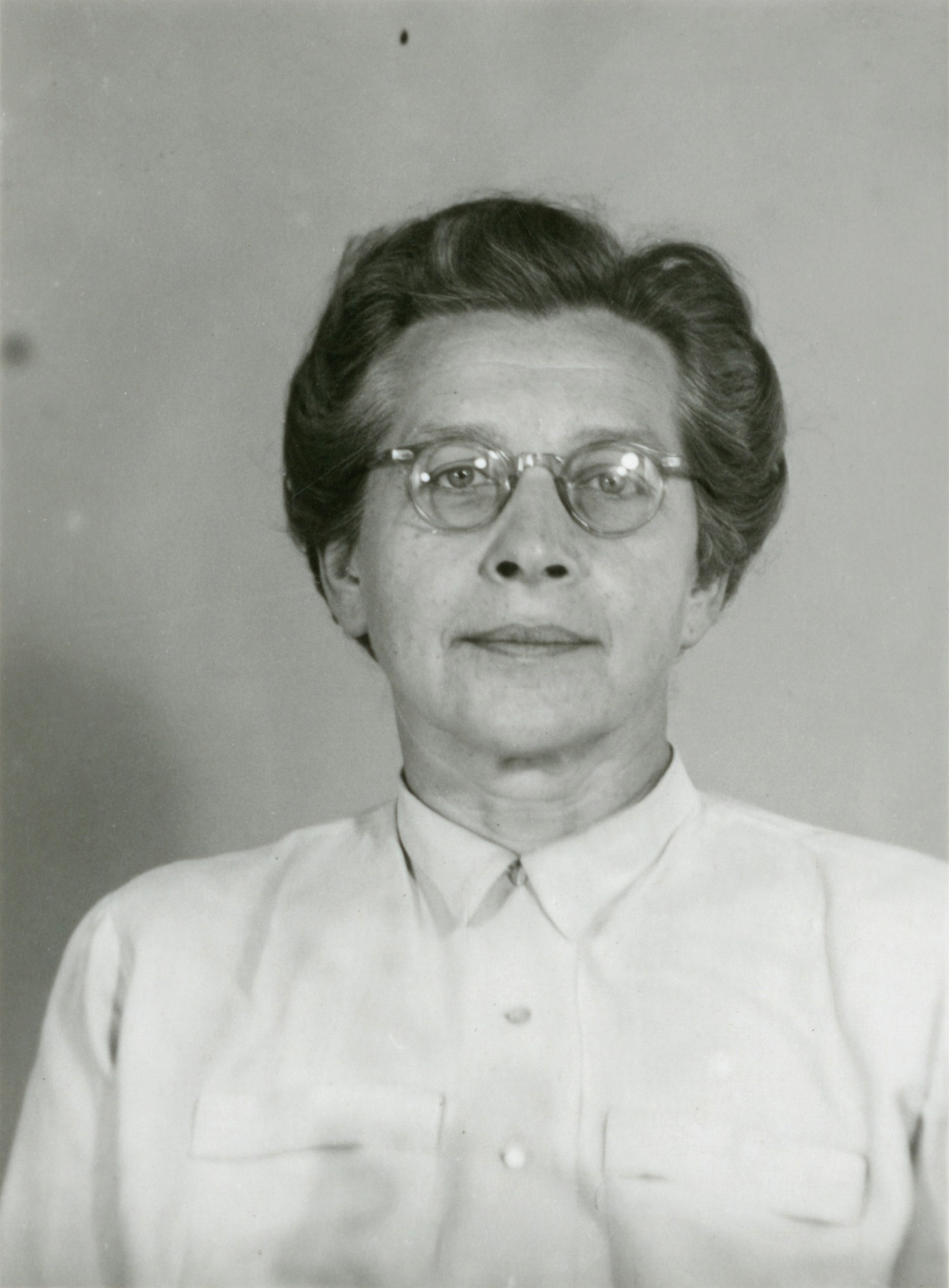
Milada Horáková

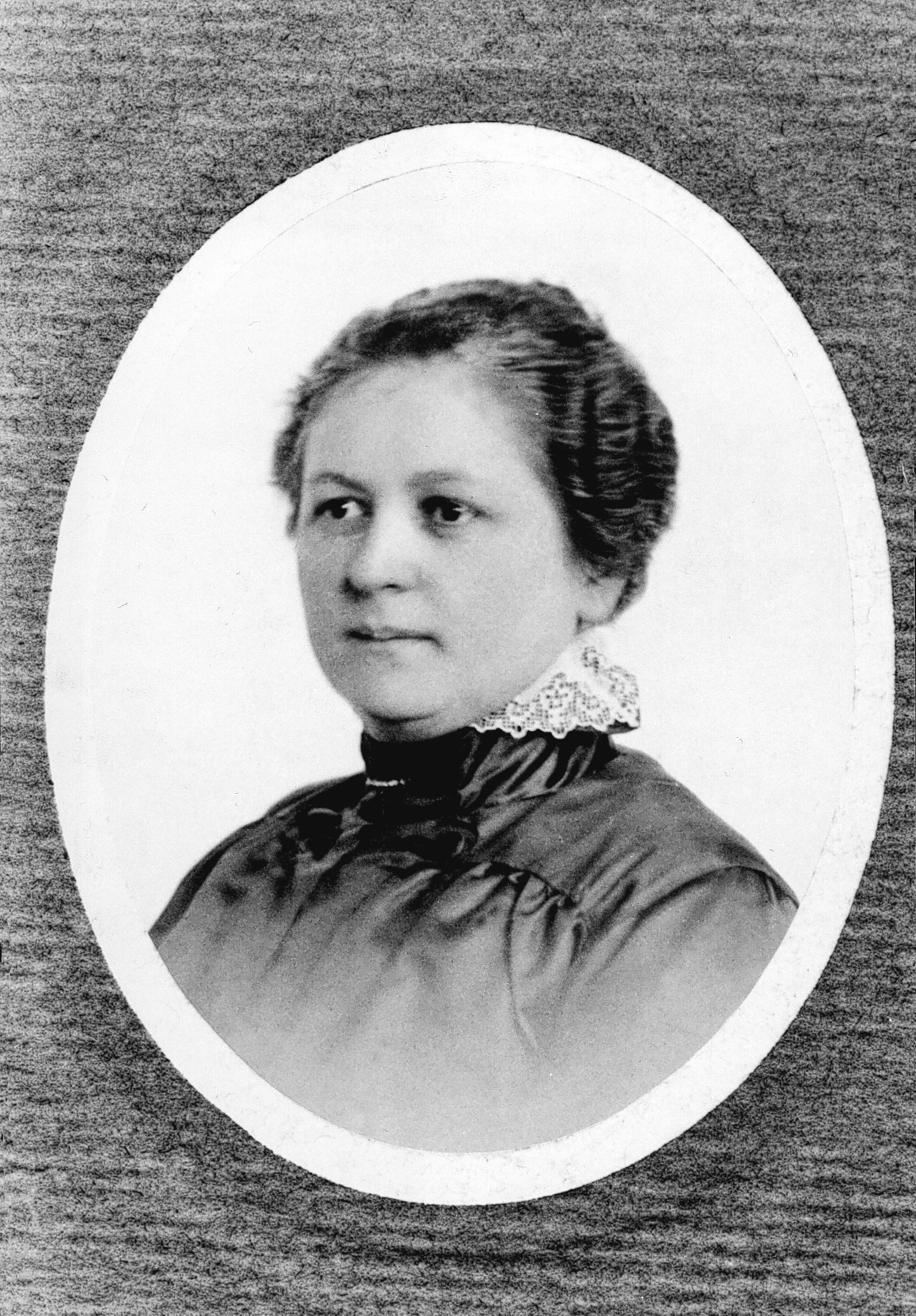
Melitta Bentz

- 04. Juni: Ahmad Tajuddin, Sultan von Brunei (* 1913)
- 16. Juni: Arnold Eucken, deutscher Physikochemiker (* 1884)
- 17. Juni: Fritz Arnold, deutscher Politiker (* 1883)
- 18. Juni: Kurt Witte, deutscher Altphilologe (* 1885)
- 21. Juni: Leopold Ziegenbein, deutscher Seemann (* 1874)
- 22. Juni: Kurt Fischer, deutscher Politiker (* 1900)
- 22. Juni: Julio Fonseca, costa-ricanischer Komponist (* 1885)
- 23. Juni: Franz Springer, deutscher Komponist und Dirigent (* 1881)
- 27. Juni: Milada Horáková, tschechoslowakische Frauenrechtlerin (* 1901)
- 27. Juni: Záviš Kalandra, tschechoslowakischer Historiker, Journalist, Publizist und Schriftsteller (* 1902)
- 29. Juni: Melitta Bentz, Unternehmensgründerin; Erfinderin des Kaffeefilters (* 1873)

### Juli
- 01. Juli: Pjotr Spiridonowitsch Agafoschin, russischer Gitarrist und Musikpädagoge (* 1874)
- 01. Juli: Émile Jaques-Dalcroze, Komponist und Musikpädagoge (* 1865)
- 01. Juli: Eliel Saarinen, finnischer Architekt (* 1873)
- 02. Juli: Eligio Pometta, Schweizer Politiker und Heimatforscher (* 1865)
- 03. Juli: David Whitworth, britischer Motorradrennfahrer (* 1904)
- 05. Juli: Salvatore Giuliano, sizilianischer Bandit und Separatist (* 1922)
- 07. Juli: Fats Navarro, US-amerikanischer Jazztrompeter (* 1923)
- 15. Juli: Rudolf Friedrich Arnold, deutscher Politiker und Widerstandskämpfer (* 1896)
- 15. Juli: Heinz-Wolfgang Schnaufer, deutscher Major und Pilot der Wehrmacht (* 1922)
- 16. Juli: Herman Felhoelter, US-amerikanischer Franziskanerpater und „Kriegsheld“ (* 1913)
- 16. Juli: Reinhold Wulle, deutscher Politiker und Publizist (* 1882)
- 19. Juli: Henri Miro, kanadischer Komponist spanischer Herkunft (* 1879)
- 20. Juli: Albert Riemenschneider, US-amerikanischer Bachforscher und Musikpädagoge (* 1878)
- 21. Juli: Rex Ingram, irisch-amerikanischer Filmregisseur (* 1892)
- 22. Juli: William Lyon Mackenzie King, kanadischer Politiker (* 1874)
- 25. Juli: Elisabeth Langgässer, deutsche Schriftstellerin (* 1899)
- 26. Juli: Charlie McCoy, US-amerikanischer Blues-Gitarrist, Sänger und Mandolinen-Spieler (* 1909)
- 29. Juli: Joe Fry, britischer Automobilrennfahrer (* 1915)
- 30. Juli: Alfred Wiłkomirski, polnischer Geiger, Bratschist und Musikpädagoge (* 1873)

### August
- 02. August: Luigi Lavitrano, Erzbischof von Palermo und Kardinal (* 1874)
- 04. August: Charles Genequand, Schweizer evangelischer Geistlicher (* 1869)

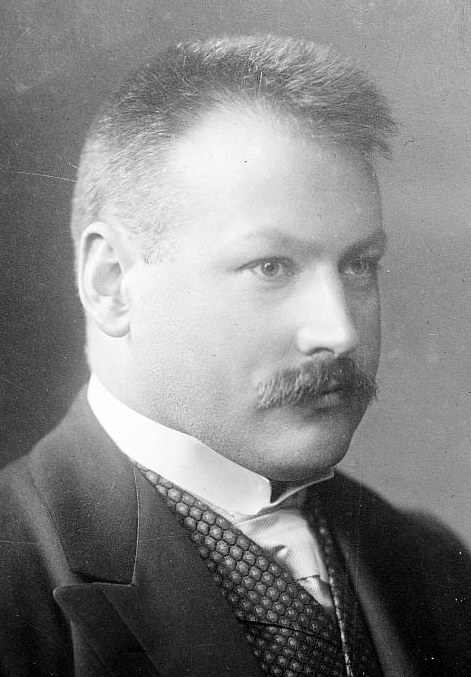
Emil Abderhalden

- 05. August: Emil Abderhalden, Schweizer Physiologe (* 1877)
- 05. August: William Emerson Brock, US-amerikanischer Politiker (* 1872)
- 08. August: Nikolai Mjaskowski, russischer Komponist (* 1881)
- 18. August: Walter Hubert Weiss, Jazz- und Bigbandmusiker (* 1910)
- 22. August: Ferdinand Herbst, deutscher evangelischer Theologe (* 1890)
- 22. August: Jan Johannes Blanksma, niederländischer Chemiker (* 1875)
- 23. August: Dionisio Anzilotti, italienischer Jurist (* 1867)
- 24. August: Arturo Alessandri, chilenischer Politiker (* 1868)
- 24. August: Ernst Wiechert, deutscher Schriftsteller (* 1887)
- 25. August: Dezyderiusz Danczowski, polnischer Cellist und Musikpädagoge (* 1891)
- 26. August: Samuel Guyer, Schweizer Kunsthistoriker (* 1879)
- 26. August: Ransom Eli Olds, US-amerikanischer Autopionier, Gründer des Automobilherstellers Oldsmobile (* 1864)
- 27. August: Cesare Pavese, italienischer Schriftsteller (* 1908)
- 29. August: Albert Michael Koeniger, deutscher Kirchenhistoriker und Kanonist (* 1874)

### September
- 02. September: Anton Apold, österreichischer Hütteningenieur (* 1877)
- 02. September: Edward H. Moore, US-amerikanischer Politiker (* 1871)
- 05. September: Fritz Steuri, Schweizer Bergführer und Skisportler (* 1879)
- 06. September: Olaf Stapledon, englischer Science-Fiction-Schriftsteller (* 1886)
- 08. September: Victor Hémery, französischer Automobilrennfahrer (* 1876)
- 10. September: Raymond Sommer, französischer Automobilrennfahrer (* 1906)
- 10. September: Piet Valkenburg, niederländischer Fußballspieler (* 1888)
- 11. September: Jan Christiaan Smuts, südafrikanischer Staatsmann und General (* 1870)
- 13. September: Käthe Mahr-Köster, deutsche Malerin (* 1886)
- 16. September: Robert Gradmann, deutscher Pfarrer, Geograph, Botaniker und Landeskundler (* 1865)
- 20. September: Melchior Dürst, Schweizer Lehrer, Theatergründer, Regisseur und Bühnenautor (* 1886)
- 21. September: Anton Kippenberg, deutscher Verleger (* 1874)
- 22. September: Ralph Carr, US-amerikanischer Politiker (* 1887)
- 22. September: Friedrich Veiel, deutscher evangelisch-pietistischer Geistlicher, Missionar, Inspektor und Leiter der Pilgermission St. Chrischona (* 1866)
- 24. September: Rudolf Grashey, Röntgenologe und Arzt (* 1876)
- 24. September: Viktoria von Hessen-Darmstadt, Prinzessin von Hessen-Darmstadt (* 1863)
- 27. September: Emmy Gotzmann, deutsche Malerin des Nachimpressionismus (* 1881)
- 28. September: Joë Bousquet, französischer Schriftsteller (* 1897)
- 29. September: Duarte Leite Pereira da Silva, portugiesischer Historiker, Journalist, Diplomat und Politiker (* 1864)
- 29. September: Robert F. Rockwell, US-amerikanischer Politiker (* 1886)
- 30. September: Hugo Bieber, deutscher Journalist und Literaturhistoriker (* 1883)
- 30. September: František Cejnar, tschechoslowakischer Fußballschiedsrichter (* 1890)
- 30. September: Friedrich Fehér, österreichischer Schauspieler und Filmregisseur (* 1889)

### Oktober
- 02. Oktober: John F. Fitzgerald, US-amerikanischer Politiker (* 1863)
- 05. Januar: Eugène Flaud, französischer Automobilrennfahrer (* 1881)
- 05. Oktober: Helen Taylor, US-amerikanische Komponistin, Pianistin und Musikpädagogin (* 1915)
- 06. Oktober: Albert Perrot, französischer Automobilrennfahrer (* 1894)
- 07. Oktober: Willis Carrier, US-amerikanischer Ingenieur und Erfinder (* 1876)
- 07. Oktober: Louis Halphen, französischer Historiker (* 1880)
- 09. Oktober: Nicolai Hartmann, deutscher Philosoph (* 1882)
- 09. Oktober: Dimitri Usnadse, georgischer Wissenschaftler (* 1886)
- 10. Oktober: Josef Straßberger, deutscher Gewichtheber und Olympiasieger (* 1894)
- 11. Oktober: Friedrich Ranke, deutscher Germanist und Volkskundler (* 1882)
- 14. Oktober: António Maria da Silva, portugiesischer Politiker und mehrmaliger Ministerpräsident Portugals (* 1872)
- 18. Oktober: Paul Krause, deutscher Politiker (* 1905)
- 18. Oktober: Eugen Neufeld, österreichischer Schauspieler (* 1882)
- 19. Oktober: Edna St. Vincent Millay, US-amerikanische Schriftstellerin (* 1892) Edna St. Vincent Millay

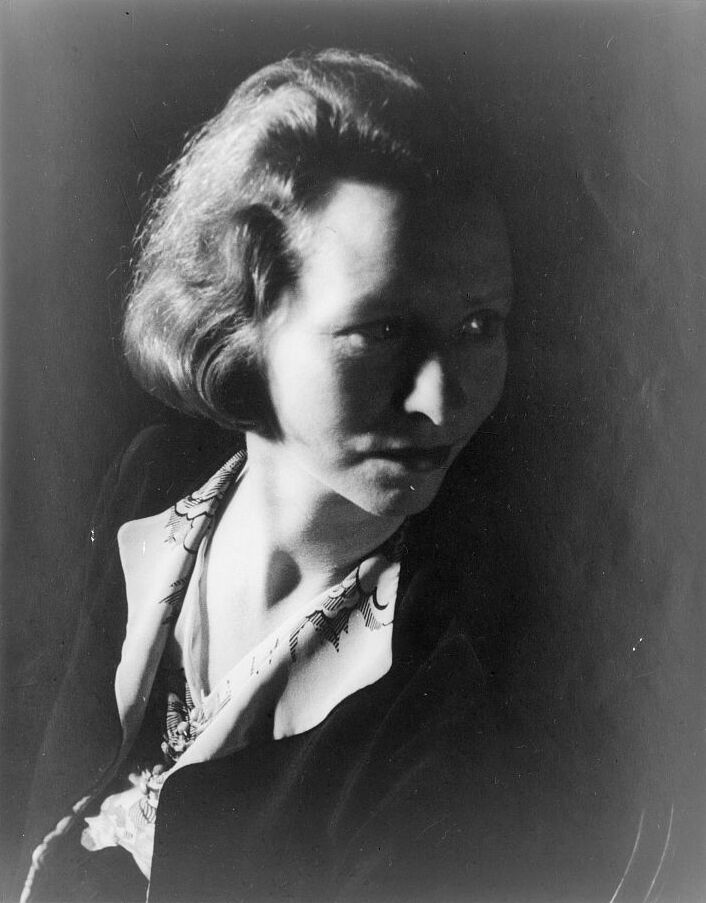
Edna St. Vincent Millay

- 20. Oktober: Lucien Martin, kanadischer Violinist und Dirigent (* 1908)
- 22. Oktober: Paul S. L. Johnson, Gründer der Laien-Heim-Missionsbewegung (* 1873)
- 23. Oktober: Al Jolson, US-amerikanischer Sänger und Entertainer (* 1886)
- 27. Oktober: Ernst Falkner, deutscher Politiker (* 1909)
- 29. Oktober: Gustav V., König von Schweden von 1907 bis 1950 (* 1858) Gustav V. König von Schweden

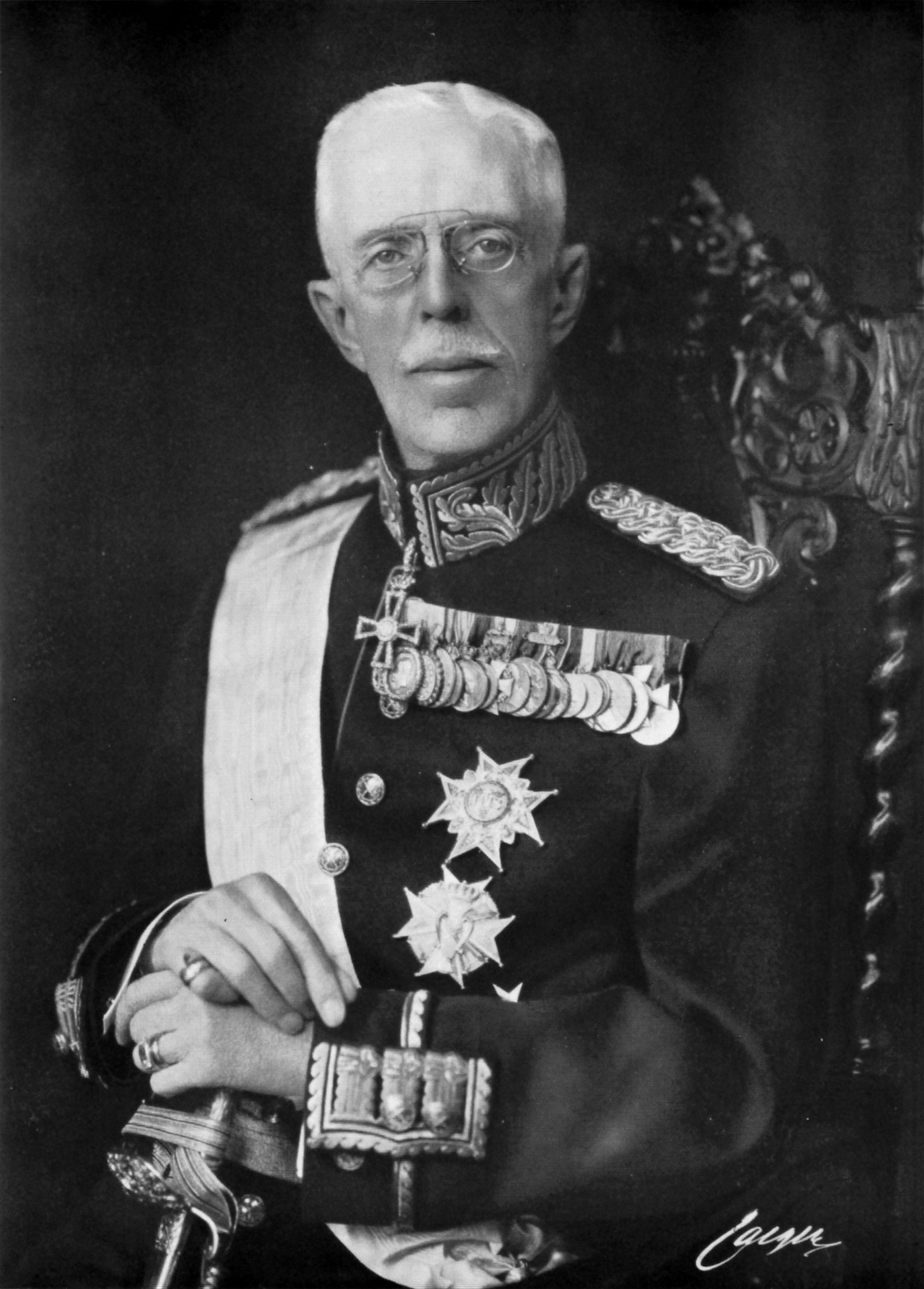
Gustav V. König von Schweden

### November
- 01. November: Heinrich Tessenow, deutscher Architekt und Professor (* 1876)

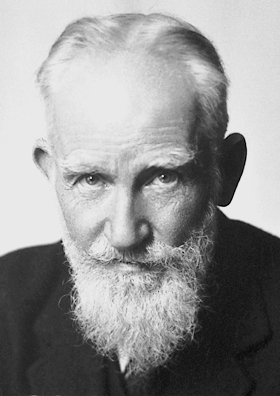
George Bernard Shaw 1925

- 02. November: George Bernard Shaw, irischer Schriftsteller (* 1856)
- 02. November: Piet van Wijngaarden, niederländischer Motorradrennfahrer (* 1898)
- 03. November: Herman Schmalenbach, deutscher Philosoph (* 1885)
- 04. November: Theodor Duesterberg, Funktionär und Vorsitzender des Stahlhelmbundes (* 1875)
- 05. November: Faiyaz Khan, indischer Sänger klassischer hindustanischer Musik und Komponist (* 1886)
- 04. November: Eliseo Grenet, kubanischer Pianist und Komponist (* 1893)
- 07. November: Josef Hassid, polnischer Violinist (* 1923)
- 09. November: Gaston Cabannes, französischer Politiker (* 1882)
- 10. November: Jean Biondi, französischer Politiker und Résistant (* 1900)
- 11. November: Valentin Appel, deutscher Schauspieler und Regisseur (* 1883)
- 11. November: Pierre-Jules Boulanger, französischer Manager (* 1885)
- 12. November: Lesley T. Ashburner, US-amerikanischer Hürdenläufer (* 1883)
- 16. November: Robert Holbrook Smith, US-amerikanischer Arzt (* 1879)
- 20. November: Francesco Cilea, italienischer Komponist und Musiklehrer (* 1866)
- 21. November: Erich Klabunde, deutscher Politiker (* 1907)
- 22. November: Jorge González Bastías, chilenischer Lyriker (* 1879)
- 23. November: Hermann Haller, Schweizer Bildhauer (* 1880)
- 23. November: Schmuel Persow, sowjetisch-jiddischer Schriftsteller (* 1890)
- 25. November: Johannes Vilhelm Jensen, dänischer Schriftsteller und Nobelpreisträger (* 1873)
- 25. November: Christian Riecken, deutscher Ingenieur und Automobilrennfahrer (* 1880)
- 26. November: Hedwig Courths-Mahler, deutsche Schriftstellerin (* 1867)
- 26. November: Willem Willeke, niederländisch-amerikanischer Cellist, Pianist und Musikpädagoge (* 1878)
- 30. November: Erich Ziegel, deutscher Schauspieler, Regisseur, Intendant und Bühnenautor (* 1876)

### Dezember
- 01. Dezember: Charles Engelhard, US-amerikanischer Industrieller (* 1867)
- 01. Dezember: Ernest John Moeran, englischer Komponist (* 1894)
- 02. Dezember: Dinu Lipatti, rumänischer Pianist und Komponist (* 1917)

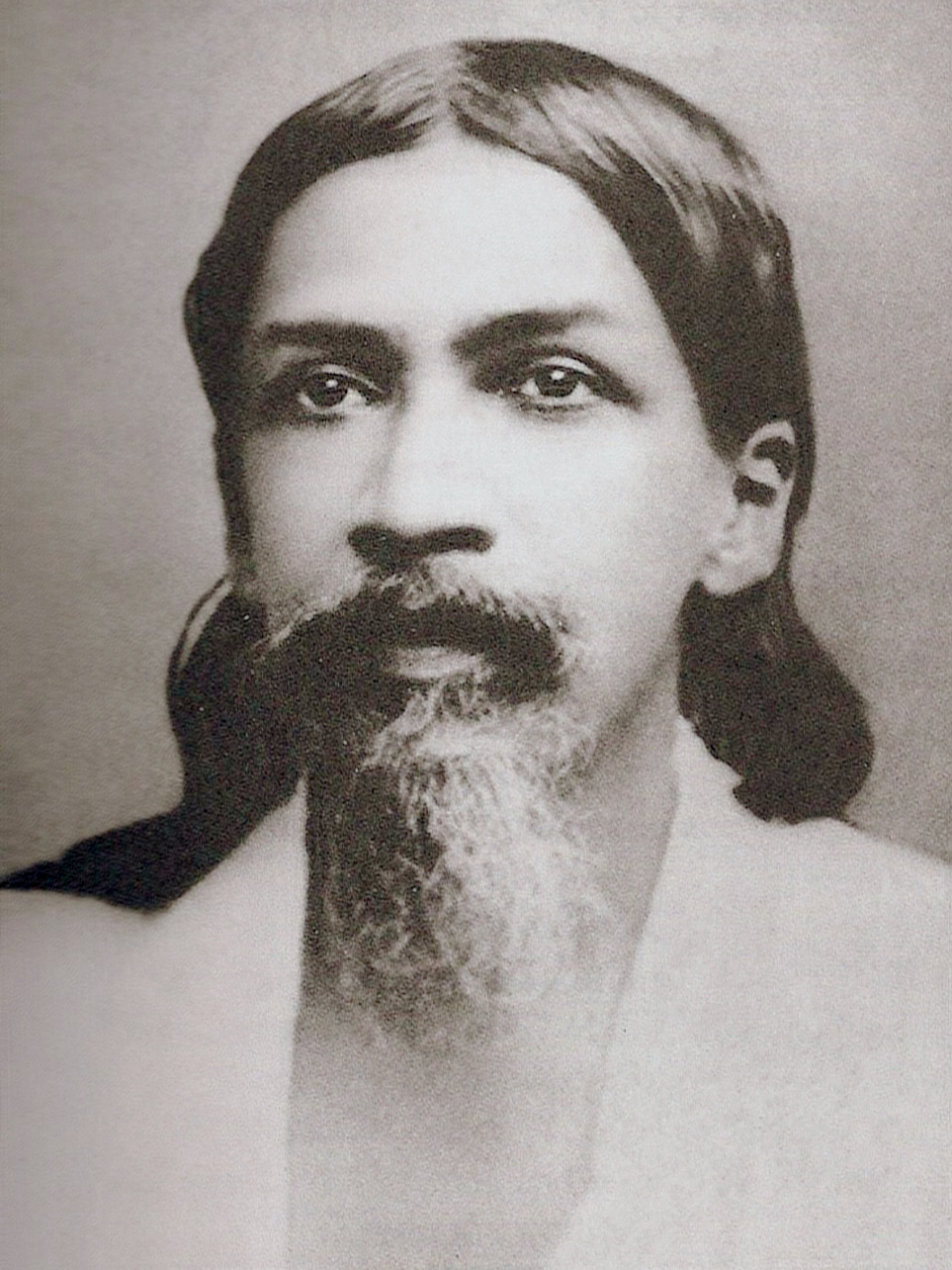
5. Dezember:
Aurobindo Ghose;
Aufnahme um 1900

- 05. Dezember: Aurobindo, indischer Politiker, Philosoph und Guru, Entwickler des Integralen Yoga (* 1872)
- 06. Dezember: Pietro Lana, italienischer Fußballspieler (* 1888)
- 10. Dezember (andere Angaben: 9. oder 11. Dezember): Georg Hann, österreichischer Kammersänger (Bass) (* 1897)
- 11. Dezember: Hantaro Nagaoka, japanischer Physiker (* 1865)
- 12. Dezember: Robert Krups, deutscher Lokalpolitiker (* 1887)
- 15. Dezember: Vallabhbhai Patel, indischer Staatsmann (* 1875)
- 19. Dezember: Théodore Steeg, französischer Politiker (* 1868)
- 21. Dezember: Konrad Graf von Preysing, Kardinal (* 1880)
- 22. Dezember: Julius Weismann, deutscher Komponist (* 1879)
- 23. Dezember: Vincenzo Tommasini, italienischer Komponist (* 1878)
- 24. Dezember: Adolf Attenhofer, schweizerischer Schriftsteller und Indologe (* 1879)
- 25. Dezember: Rudolf Schwander, Staatssekretär im Reichswirtschaftsamt (* 1868)
- 25. Dezember: Leopold Stocker, österreichischer rechtsgerichteter Verleger (* 1886)

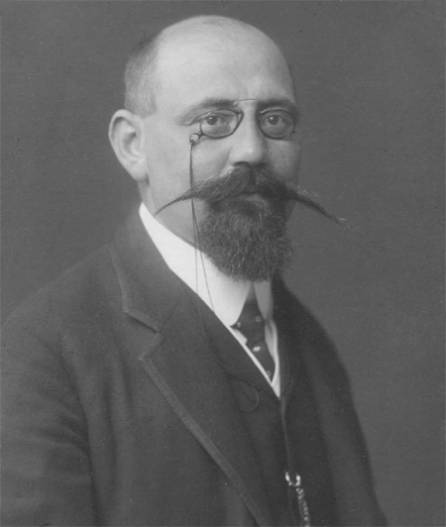
Karl Renner (um 1905)

- 26. Dezember: John W. Harreld, US-amerikanischer Politiker (* 1872)
- 26. Dezember: Liane de Pougy, französische Ballett-Tänzerin und Schriftstellerin (* 1869)
- 27. Dezember: Max Beckmann, deutscher Maler und Graphiker (* 1884)
- 29. Dezember: Reinhard Süring, deutscher Meteorologe (* 1866)
- 30. Dezember: Billy Burch, US-amerikanischer Eishockeyspieler (* 1900)
- 31. Dezember: Charles Koechlin, französischer Komponist (* 1867)
- 31. Dezember: Karl Renner, österreichischer Politiker (* 1870)

### Tag unbekannt
- Auguste Aramini, französischer Sänger (* um 1875)
- Ernest Archdeacon, französischer Rechtsanwalt und Luftfahrtpionier (* 1863)
- Paul Glowka, deutscher Fußballtorhüter (* 1910)
- Héctor J. Díaz, dominikanischer Schriftsteller und Komponist (* 1910)
- Ferruccio Scattola, italienischer Maler (* 1873)
- Agustín Undurraga, chilenischer Maler (* 1875)

## Wissenschaftspreise

### Nobelpreise
- Physik: Cecil Powell

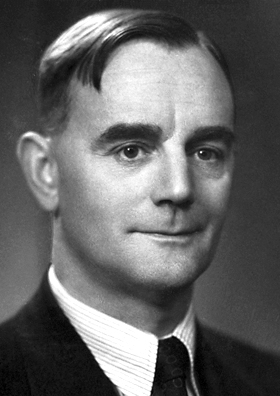
Cecil Powell, 1950

- Chemie: Otto Paul Hermann Diels und Kurt Alder
- Medizin: Edward Calvin Kendall, Tadeus Reichstein und Philip Showalter Hench
- Literatur: Bertrand Russell
- Friedensnobelpreis: Ralph Bunche

### Fields-Preise
- Laurent Schwartz, für die Entwicklung der Theorie der Distributionen (Funktionalanalysis).
- Atle Selberg, für die Verallgemeinerung der Siebmethoden von Viggo Brun, Resultate zu den Nullstellen der Riemannschen ζ-Funktion und, parallel zu Paul Erdős, elementarer Beweis und Verallgemeinerung des Primzahlsatzes (Zahlentheorie).